# La Paz
La Paz, oficialmente Nuestra Señora de La Paz, es la sede de gobierno de Bolivia y la capital del departamento de La Paz. Ejerce como capital de facto por albergar a los órganos ejecutivo, legislativo y electoral. Su Plaza Murillo (la plaza principal de la ciudad) está situada a una altitud promedio de 3650 m s. n. m.
Ubicada en el oeste de Bolivia, a 68 km al sureste del lago Titicaca, La Paz está situada en un cañón creado por el río Choqueyapu, rodeada por las altas montañas del altiplano, entre ellas el nevado Illimani, cuya silueta ha sido el emblema más importante de la ciudad desde su fundación. La ciudad es la metrópoli más alta del mundo. Con una topografía accidentada ofrece vistas únicas de la cordillera Real. Debido a su elevación, tiene un clima subtropical de altura, con veranos lluviosos e inviernos secos. 
La Paz es el centro político, financiero, social, académico y cultural más importante del país, además de ser la ciudad con mayor nivel de desarrollo sostenible en Bolivia. Según el censo 2024 de Bolivia, el municipio de La Paz tiene una población de 755 732 habitantes, siendo el tercer municipio más poblado del país. Es parte del área metropolitana de La Paz con una población que asciende a 1.5 millones de habitantes, junto con la ciudad vecina de El Alto y otros municipios como Viacha y Achocalla.
Fue fundada el 20 de octubre de 1548 por el conquistador español Alonso de Mendoza en un valle ya conocido por diversos pueblos indígenas como Chuquiago Marka. Fue capital de la Intendencia de La Paz, región administrativa del Virreinato del Río de la Plata. La ciudad experimentó numerosas revueltas a favor de su independencia; en 1781, el líder indígena Túpac Katari sitió La Paz por seis meses y el 16 de julio de 1809, el patriota Pedro Domingo Murillo inició una revolución en la ciudad, que forma parte de las guerras de independencia hispanoamericanas.
La Paz pasó a ser la sede de gobierno del país tras la guerra federal de 1899, cuando las regiones del norte y el sur disputaron la prominencia política y hegemónica de Bolivia. Como tal, La Paz alberga el Palacio Quemado y la Casa Grande del Pueblo, sedes del poder ejecutivo, y el Palacio de la Asamblea Legislativa Plurinacional, sede del poder legislativo. El Tribunal Supremo Electoral , sede del poder judicial, se encuentra en Sucre, la capital constitucional del país. 
Actualmente, La Paz es un importante centro político, administrativo, económico y financiero de América Latina; responsable de generar el 27 % del producto interno bruto del país (PIB), además de ser la sede central de la mayoría de bancos, empresas e industrias bolivianas. La Paz posee un PIB nominal de 6543 millones de dólares estadounidenses, un PIB per cápita nominal de USD 3506 y un PIB PPA per cápita de USD 7971. Es considerada una ciudad tipo "Gamma", por el GaWC. Asimismo, desde el 7 de diciembre de 2014, la ciudad es catalogada como una de las nuevas siete ciudades maravillas del mundo.
La Paz se destaca también por ser un importante centro cultural latinoamericano debido a su gran diversidad y cosmopolitismo; alberga monumentos y sitios importantes, como la Basílica de San Francisco, la Catedral Metropolitana, la plaza Murillo, la calle Jaén, y diversos museos de renombre internacional. La ciudad es también conocida por sus mercados, particularmente el Mercado de las Brujas, y por su animada e intensa vida nocturna.
La ciudad también alberga el sistema de transporte aéreo por cable más alto y extenso del mundo.

## Toponimia
El nombre de la ciudad, Nuestra Señora de La Paz, le fue otorgado durante su fundación por el capitán español Alonso de Mendoza. Fue la quinta población fundada en el actual territorio de Bolivia, después de Paria (1535), Tupiza (1535), Charcas (1538), hoy llamada Sucre, y Potosí (1545). Su nombre conmemora la restauración de la paz después de la guerra civil que siguió a la insurrección de Gonzalo Pizarro contra Blasco Núñez Vela, primer virrey del Perú.
La región en la que se estableció la ciudad era llamada, antes de su fundación por la comitiva española, Chuquiago Marka (del aimara, Chuqiyapu, que significa ‘chacra o labrantío de oro’, probablemente por la explotación de pepitas de oro en los pequeños ríos del lugar). Este nombre tuvo variantes durante el dominio español como Chuquiabo o Choqueyapu.
Debido a eso, en 2017, Evo Morales, presidente de Bolivia, sugirió restaurar esta denominación en un discurso pronunciado el día del aniversario de la fundación de la ciudad.
El 3 de enero de 1827, el congreso constituyente de Bolivia amplió el nombre de la ciudad a La Paz de Ayacucho en honor a la victoria en la batalla de Ayacucho (1824).

## Historia

### Época prehispánica

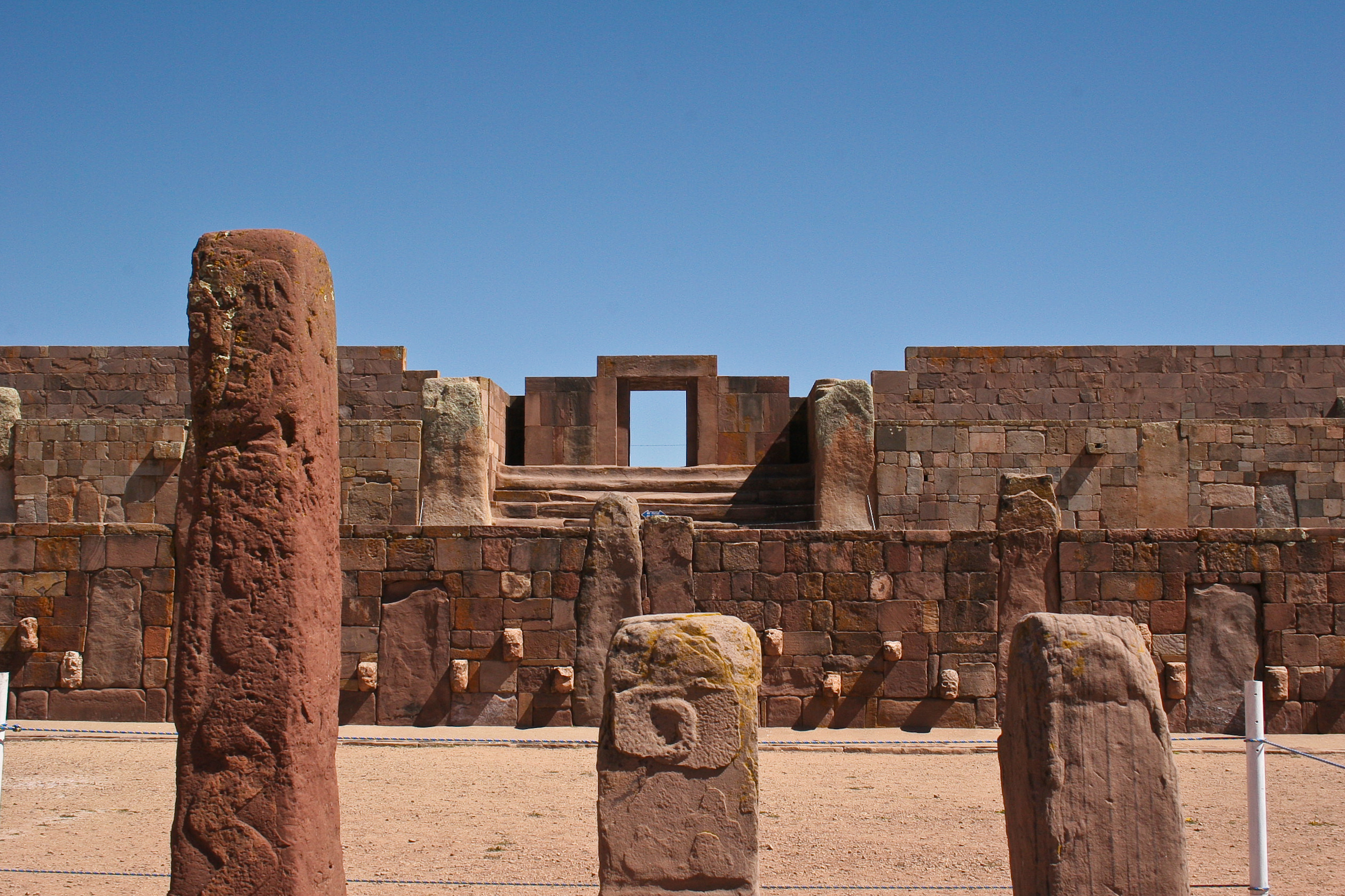
El Templo de Kalasasaya, legado importante de la civilización prehispánica tiahuanacota en la región del Altiplano, cerca de La Paz.

Las investigaciones arqueológicas concluyen en gran medida que la cuenca del Lago Titicaca fue el núcleo del desarrollo de las principales civilizaciones andinas de los Andes centrales. Las primeras actividades agrícolas del periodo Arcaico tardío, como la domesticación de plantas y la aparición de los primeros horticultores, datan al año 4000 a. C., y ocurrieron principalmente en los valles existentes al oeste del lago así como en la extensa meseta del Altiplano andino. Hasta el 1600 a. C, la región altiplánica consistía de diversas culturas sedentarias, principalmente la Chiripa y Wankarani, que en sus fases más importantes ascendieron a la etapa más urbana de la cultura tiahuanaco.
Para el año 400 d. C., diversos grupos comerciantes afiliados al estilo cerámico tiahuanacota establecieron relaciones con la población del Imperio Tiahuanaco y se asentaron en zonas estratégicas del valle, entre ellas, Putu Putu (Miraflores), Achocalla, Chaskipampa, Palca, Pampahasi y Sopocachi, hoy en día barrios importantes de La Paz. Entre ellos, Miraflores, antiguamente llamado Putu Putu, cubría un área de 50 hectáreas y se caracterizaba por una agricultura intensiva; estructurada en terrazas de cultivo niveladas y soportadas por muros de contención hechos de piedra. Las cosechas se regaban a base de canales derivados de los de los glaciares, ríos y el lago Titicaca. Además, recientes investigaciones sugieren que también se erigieron complejos religiosos e ideológicos, de carácter ceremonial y festivo, altamente ligados a infraestructura doméstica en general. El valle de Achocalla, es quizás uno de los asentamientos prehispánicos mejor conservados en la cuenca del río La Paz y fue habitado principalmente por grupos agrícolas alrededor del año 800 a. C.
En torno al 1100 d. C., Tiahuanaco desaparece cuando el Pachacuti Inca derrota al último soberano colla, Chunqui Cápac, durante la expansión del Imperio Incaico en la meseta del Collao, incorporando el altiplano paceño al Tahuantinsuyo y estableciendo la provincia del Collasuyo.  A partir del año 1200 d. C., los pueblos originarios aimaras se asentaron en el valle de La Paz y reutilizaron las áreas previamente ocupadas para la vocación agrícola. Durante el periodo incaico, se ampliaron la frontera agrícola, modificando radicalmente el paisaje del valle con la implementación y reutilización de las redes de terrazas de cultivo, particularmente cerca a las tierras calientes próximas a Los Yungas. Al mismo tiempo, se intensificaron las actividades mineras de extracción de estaño y oro. Asimismo, se ampliaron la red de caminos que conectaban el valle de los yungas con el altiplano. 
En el siglo XVI, a partir de la llegada de los españoles a América, los asentamientos indígenas ubicados alrededor de los ríos del valle Chuqiyapu fueron reducidos a curatos o poblaciones de indios que concentraban el ganado y cosechas para la ciudad de los españoles. Este hecho hábilmente definió la población indígena a las afueras de la ciudad y alteró las condiciones socioeconómicas de la gran población aimara en la región.

### Fundación

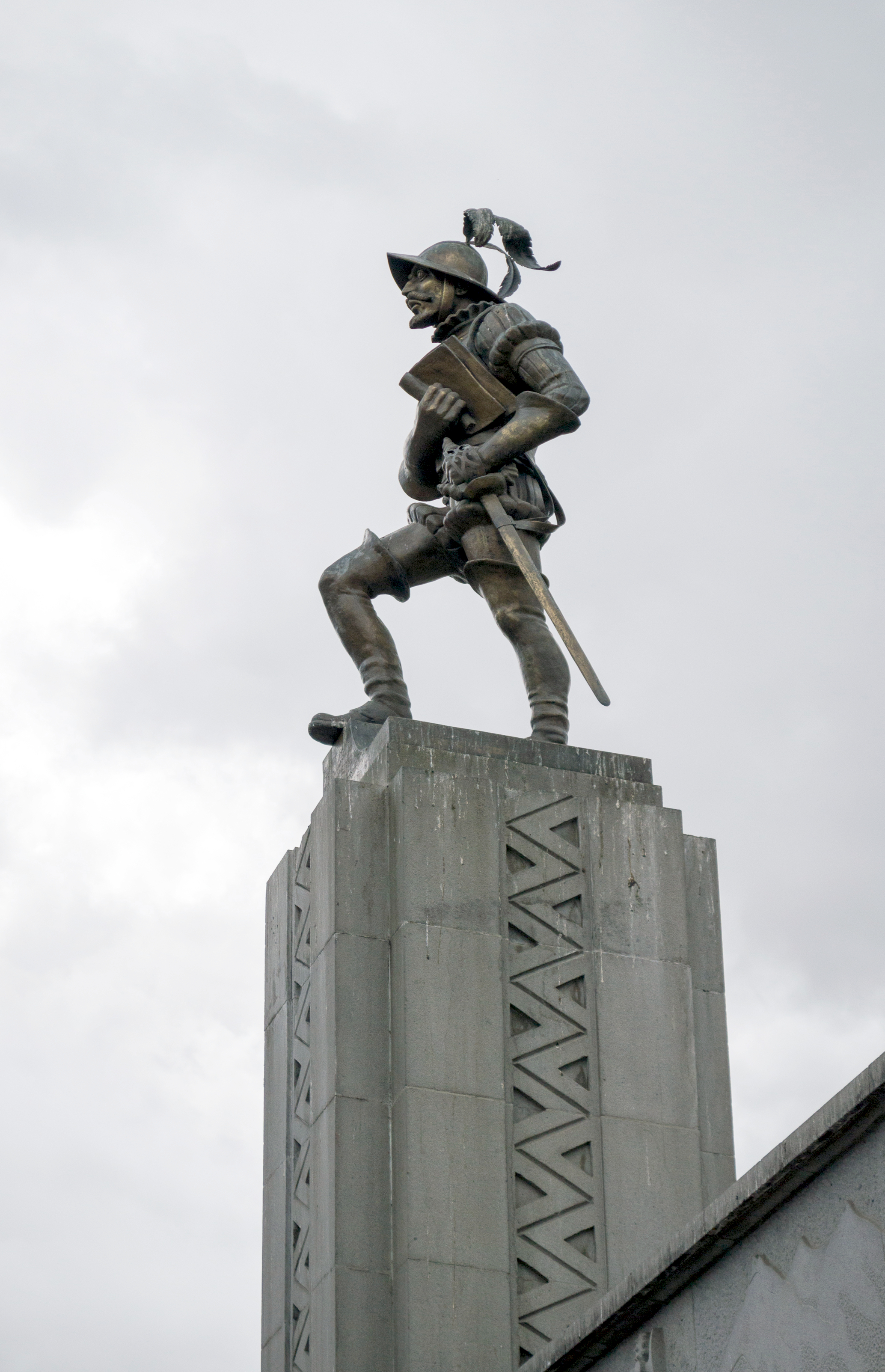
Monumento de Alonso de Mendoza, fundador de La Paz.

El 20 de octubre de 1548 se fundó la ciudad de "Nuestra Señora de La Paz" por el conquistador español Alonso de Mendoza, quien recibió de Pedro de la Gasca, presidente de la Real Audiencia de Lima, la orden de establecer una nueva ciudad estratégica con el fin de proteger el comercio de metales preciosos entre La Plata, Potosí y Lima. La fundación de la ciudad tuvo un carácter simbólico, perpetuando la pacificación de los conflictos armados entre los conquistadores españoles, divididos entre aquellos que apoyaban a Francisco Pizarro o a Diego de Almagro durante las expediciones en el Perú.
La ciudad se estableció originalmente en la localidad de Laja pero fue trasladada tres días después a su ubicación actual en el valle de Chuquiago Marka, donde se disponían vastos terrenos prósperos para cultivos a las orillas del río Choqueyapu. De esta manera, Alonso de Mendoza redactó la segunda y definitiva acta de fundación en su ubicación actual. En 1555, el rey Carlos I de España otorgó a la ciudad el escudo de armas, conmemorando la paz reconquistada. Tras su fundación la ciudad pasó a ser capital administrativa del Corregimiento de La Paz y de la Intendencia de La Paz, región administrativa del Virreinato del Río de la Plata.

### Movimientos de independencia

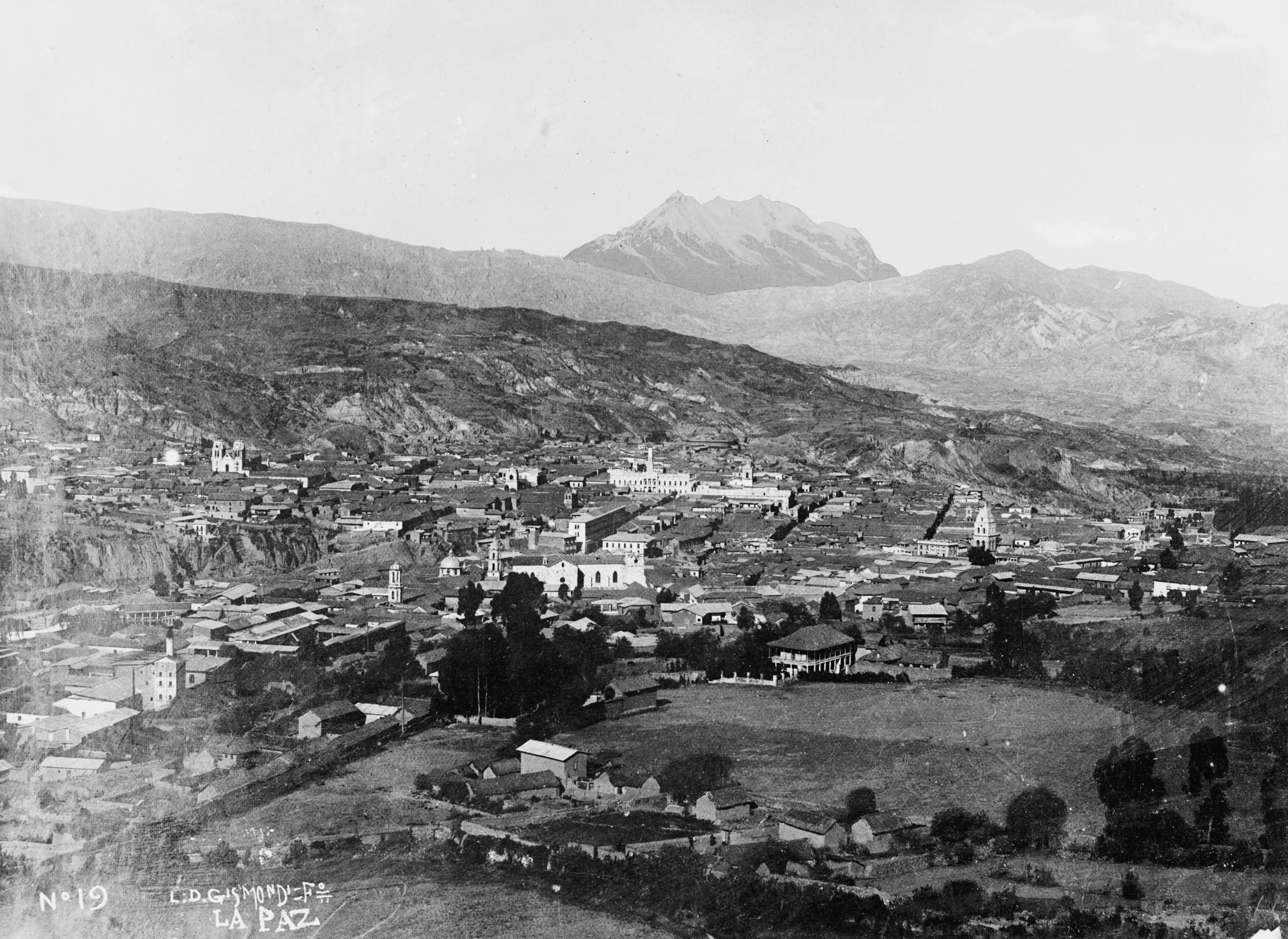
Vista panorámica de La Paz hacia fines de los años 1920.

Encabezada por el paceño Pedro Domingo Murillo, hijo de criollos, y por otros líderes locales criollos paceños, la lucha por la independencia de la dominación española trajo levantamientos contra las fuerzas realistas. La ciudad se levantó en armas el 16 de julio de 1809 contra el Imperio español, formando una Junta Tuitiva el 22 de julio de 1809. En la proclama de esta Junta Tuitiva se puede leer: «Compatriotas: hasta aquí hemos tolerado una especie de destierro en el seno mismo de nuestra patria;[...] hemos guardando un silencio bastante parecido a la estupidez». Esto, junto con la Revolución de Chuquisaca en mayo del mismo año, marcaron el inicio formal de la liberación de América del Sur contra el Imperio español.
Poco después la Junta fue disuelta por los realistas y el 29 de enero de 1810 Murillo y sus colaboradores fueron ahorcados en la entonces plaza de los españoles. Antes de morir, Murillo habría pronunciado su más famosa frase: «Compatriotas, yo muero, pero la tea que dejó encendida nadie la podrá apagar, ¡viva la libertad!». Actualmente, la plaza donde fue ejecutado lleva su nombre.

### Época republicana
Luego de la declaración de independencia de Bolivia el 6 de agosto de 1825, el país comenzó a dictar sus propias leyes.
El departamento de La Paz, en el que se encuentra el municipio de La Paz, fue creado por Decreto Supremo del 23 de enero de 1826 junto a los departamentos de Chuquisaca, Potosí, Santa Cruz y Cochabamba durante el Gobierno de Antonio José de Sucre.

### Sede de Gobierno

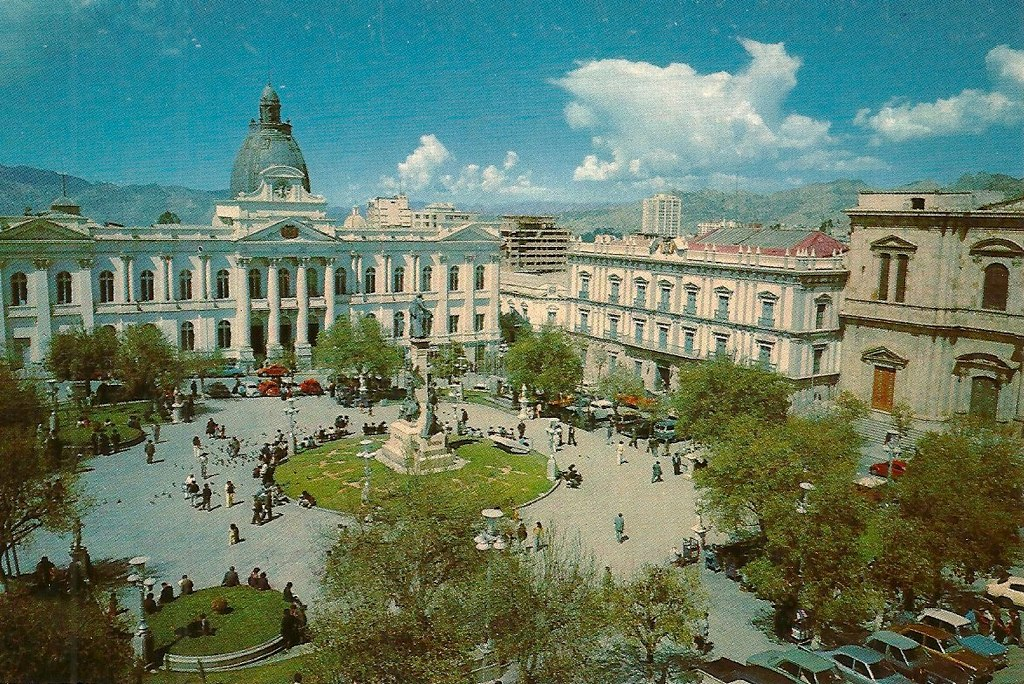
Vista de la Plaza Murillo hacia 1987, rodeada del Palacio Legislativo de Bolivia y el Palacio Quemado, sedes del poder ejecutivo y legislativo de Bolivia, respectivamente.

Con el tiempo, La Paz se convirtió en el centro cultural y social de prominencia en el país, albergando la vasta mayoría de los comerciantes o industriales medios, funcionarios, profesores, abogados, periodistas y escritores; los conservadores en la capital histórica de Sucre, eran principalmente banqueros, aristócratas y eclesiásticos influyentes mientras que en Potosí se hallaban los grandes industrialistas, cuya riqueza e influencia política dependían de las exportaciones minerales.
La Paz empezó a convertirse en la región hegemónica del país después que la economía aurífera entrara en crisis desde 1887 en favor de la explotación de estaño. Al carecer de la riqueza minera o agraria de otras provincias, la economía paceña estaba más diversificada y vinculada al comercio internacional, principalmente con el Perú, siendo el principal contribuidor de las arcas fiscales al país, y por lo tanto, los paceños en el norte deseaban consolidar la hegemonía política y económica de Bolivia. La pérdida del litoral boliviano fue un duro golpe para la élite paceña, implicando una limitación al acceso al comercio, algo que los liberales usaron para ganar apoyo popular contra los conservadores en Sucre, partidarios del tratado.
Como resultado de la guerra federal de 1898-1899, La Paz se convirtió oficialmente en la sede de los poderes Ejecutivo y Legislativo. La contienda enfrentó a liberales del norte contra conservadores del sur, quienes deseaban que la sede de Gobierno permanezca en Sucre. Esta situación quedó establecida el 25 de octubre de 1899, fecha en la que el general José Manuel Pando asumió la presidencia de la República a raíz del triunfo de la Revolución Federal.
El 22 de julio de 2007 se llevó a cabo el denominado El Gran Cabildo, donde aproximadamente dos millones de habitantes de la ciudad de La Paz y El Alto refrendaron la permanencia de la sede de Gobierno en esta ciudad.

## Demografía

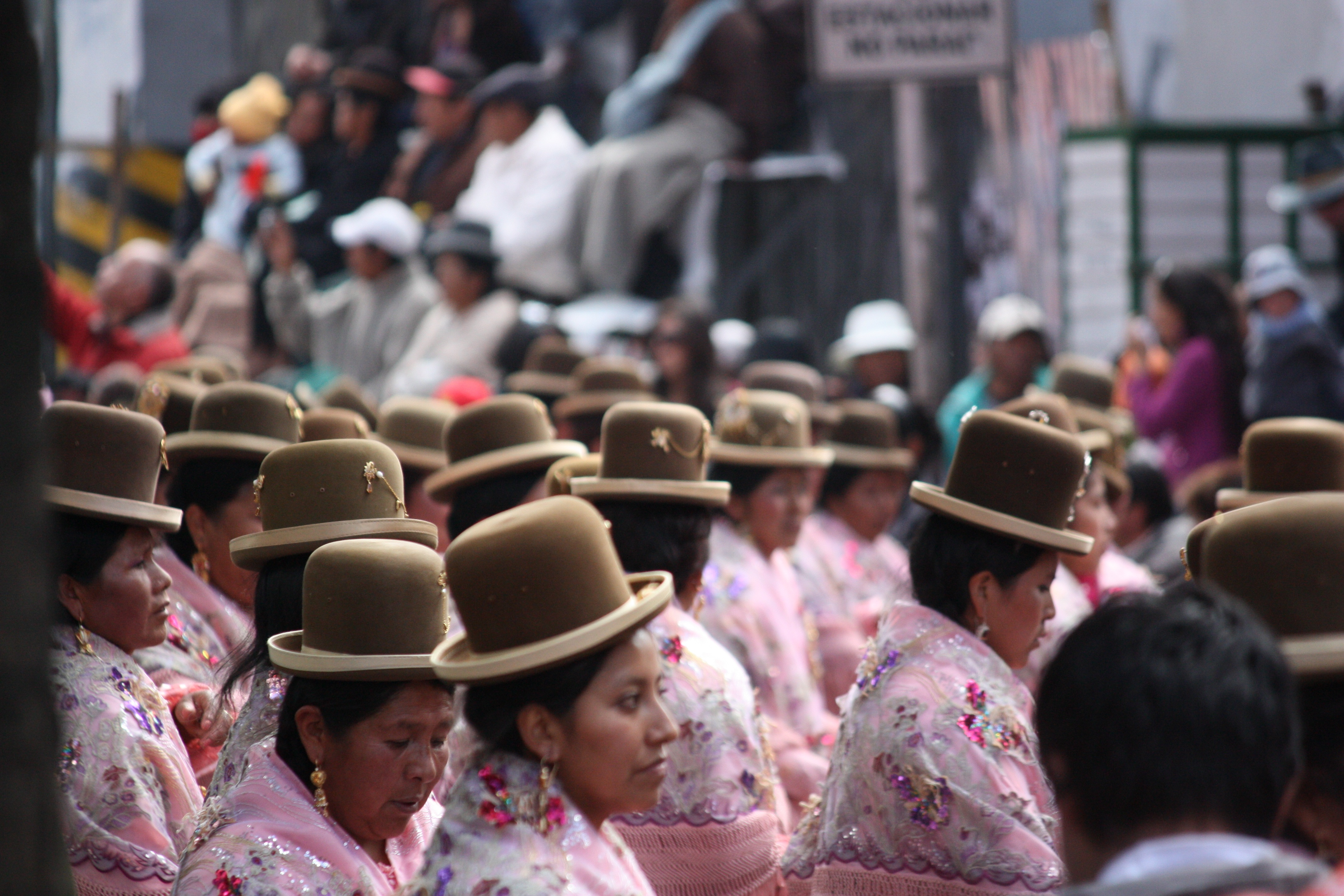
Mujeres paceñas con la vestimenta típica de La Paz.

De acuerdo con el censo boliviano de 2024, la población del municipio de La Paz es de 755 732 habitantes. Entre 2001 y 2012, la población general decreció en un promedio anual de 0,3% en gran parte a causa de la disminución de la migración a centros urbanos.
La población del municipio de La Paz aumentó sólo ligeramente entre 1992 y 2024:
| Año  | Habitantes (municipio) | Fuente |
| ---- | ---------------------- | ------ |
| 1992 | 715.900                | Censo  |
| 2001 | 793.293                | Censo  |
| 2012 | 764.617                | Censo  |
| 2024 | 755.732                | Censo  |

A partir de principios del siglo XX la ciudad empieza a tener un importante crecimiento poblacional. En 1950, la población de La Paz fue de aproximadamente 320 000 habitantes. En 1985, el distrito de El Alto se separó de la jurisdicción del municipio de La Paz y se constituyó en un municipio propio, que hasta ese momento representaba aproximadamente un tercio de la población de la ciudad paceña. La población de la ciudad esta proyectada a incrementar hasta 2 millones de habitantes para el año 2030.
El 52% de los ciudadanos son mujeres y la mayoría (68,2%) tienen entre 15 y 64 años. La tasa de alfabetismo es 98,2%. En La Paz habían 226 000 hogares el año 2012; el 54% de habitantes residían en viviendas propias.
El área metropolitana de La Paz concentra el 65% de la población del departamento de La Paz a pesar de contar con una extensión territorial de 5 338 km², lo que representa una densidad demográfica de 298 habitantes por km² al año 2012 y de 333 habitantes por km² para el 2019.

## Geografía

### Ubicación
La ciudad de La Paz se encuentra al oeste del país sudamericano. El municipio de Nuestra Señora de La Paz se ubica a 16° 29′ 39¨ de latitud sur y 68° 8′51¨ de longitud oeste.Tiene una extensión territorial de 3020 km², de la cual 149 km² corresponden al área urbana. El municipio limita al norte con los municipios de Guanay, Caranavi y Palos Blancos, al sur, con los municipios de Mecapaca y Achocalla, al este con Coroico, Yanacachi y Palca y al oeste con los municipios de Batallas y El Alto.
Aparte de la ciudad vecina de El Alto, las ciudades nacionales más cercanas a La Paz son Oruro, a 144 km, y Cochabamba, a 233 km de distancia.A una distancia aproximada de 155 km al oeste, se encuentra la población de Copacabana a las orillas del lago Titicaca.La ciudad de Lima está a una distancia de 1084 km. En Chile, la ciudad más cercana a La Paz es Arica, a 488 km de distancia.  
La Paz es una ciudad de altura, con una altitud promedio de 3650 m s. n. m. y en sus puntos más altos hasta 4150 m s. n. m. La ciudad está ubicada en un valle ancho y profundo, rodeado por las altas montañas de la Cordillera Real y bordeando al altiplano boliviano, siendo una frontera natural entre la meseta del altiplano y los valles.Se trata de una depresión geográfica formada por el río Río Choqueyapu que cruza la ciudad de norte a sur, y de pequeños ríos que nacen en las laderas altas y depositan sus aguas a lo largo del trayecto de este río, desembocando en el norte de Bolivia.
En la Cordillera Real, al este de la ciudad, se encuentra el nevado Illimani con una altitud de 6462 m s. n. m., y cuya silueta domina el paisaje de la ciudad.
El centro de la ciudad está rodeado por numerosas serranías, dándole a la ciudad un aspecto de cuenca.
| Noroeste: Pucarani y Copacabana | Norte: Apolo e Ixiamas | Nordeste: Coroico y Caranavi    |
| Oeste: El Alto y Desaguadero    |                        | Este: Irupana                   |
| Suroeste: Achocalla y Viacha    | Sur: Mecapaca          | Sureste: Patacamaya y Caracollo |

### Clima

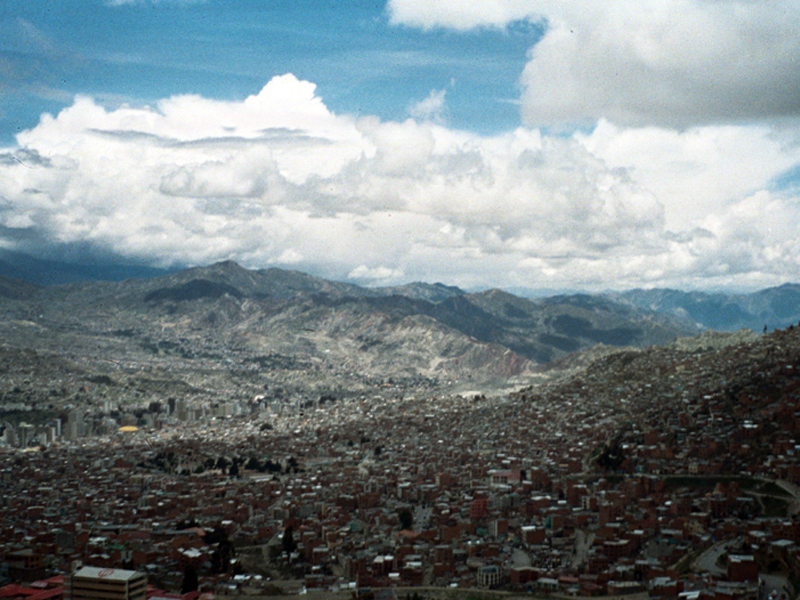
La Paz tiene un clima de alta montaña con veranos lluviosos e inviernos secos.

El clima de la ciudad es templado de alta montaña. La ubicación de la ciudad de La Paz es en el inicio del valle, por lo cual el clima no es tan agresivo. Durante la Colonia, el clima paceño suponía para los viajeros un resguardo del agresivo clima altiplánico. El promedio anual de temperaturas es de aproximadamente 16 °C. La Paz tiene una precipitación promedio de 575 mm, siendo enero el mes más lluvioso del año. Las lluvias se concentran de manera estacional desde diciembre hasta abril. En promedio, el mes más cálido es noviembre, mientras que el mes más frío es junio.
La temporada de primavera en La Paz registra una temperatura máxima promedio de 22 °C y una temperatura mínima promedio de 5 °C. En primavera el clima es húmedo y templado, más estable que en otras estaciones. En verano el clima es de templado a caliente, aunque durante la noche y al amanecer presenta lluvias, especialmente durante la transición de estaciones, de verano a otoño. El clima de otoño es un poco frío y seco. Por último el invierno es húmedo y frío.
Los macrodistritos del norte del municipio de La Paz tienen características climáticas aún más diferenciadas que las que presenta el área urbana; la parte norte del municipio presenta características de yungas.
| Parámetros climáticos promedio de La Paz, Bolivia (Aeropuerto Internacional El Alto, 4058 m s. n. m.) | Parámetros climáticos promedio de La Paz, Bolivia (Aeropuerto Internacional El Alto, 4058 m s. n. m.) | Parámetros climáticos promedio de La Paz, Bolivia (Aeropuerto Internacional El Alto, 4058 m s. n. m.) | Parámetros climáticos promedio de La Paz, Bolivia (Aeropuerto Internacional El Alto, 4058 m s. n. m.) | Parámetros climáticos promedio de La Paz, Bolivia (Aeropuerto Internacional El Alto, 4058 m s. n. m.) | Parámetros climáticos promedio de La Paz, Bolivia (Aeropuerto Internacional El Alto, 4058 m s. n. m.) | Parámetros climáticos promedio de La Paz, Bolivia (Aeropuerto Internacional El Alto, 4058 m s. n. m.) | Parámetros climáticos promedio de La Paz, Bolivia (Aeropuerto Internacional El Alto, 4058 m s. n. m.) | Parámetros climáticos promedio de La Paz, Bolivia (Aeropuerto Internacional El Alto, 4058 m s. n. m.) | Parámetros climáticos promedio de La Paz, Bolivia (Aeropuerto Internacional El Alto, 4058 m s. n. m.) | Parámetros climáticos promedio de La Paz, Bolivia (Aeropuerto Internacional El Alto, 4058 m s. n. m.) | Parámetros climáticos promedio de La Paz, Bolivia (Aeropuerto Internacional El Alto, 4058 m s. n. m.) | Parámetros climáticos promedio de La Paz, Bolivia (Aeropuerto Internacional El Alto, 4058 m s. n. m.) | Parámetros climáticos promedio de La Paz, Bolivia (Aeropuerto Internacional El Alto, 4058 m s. n. m.) |
| Mes                                                                                                   | Ene.                                                                                                  | Feb.                                                                                                  | Mar.                                                                                                  | Abr.                                                                                                  | May.                                                                                                  | Jun.                                                                                                  | Jul.                                                                                                  | Ago.                                                                                                  | Sep.                                                                                                  | Oct.                                                                                                  | Nov.                                                                                                  | Dic.                                                                                                  | Anual                                                                                                 |
| --- | --- | --- | --- | --- | --- | --- | --- | --- | --- | --- | --- | --- | --- |
| Temp. máx. abs. (°C)                                                                                  | 20.2                                                                                                  | 20.0                                                                                                  | 20.2                                                                                                  | 18.8                                                                                                  | 19.2                                                                                                  | 19.0                                                                                                  | 20.0                                                                                                  | 18.2                                                                                                  | 21.0                                                                                                  | 22.0                                                                                                  | 21.0                                                                                                  | 21.8                                                                                                  | 21.8                                                                                                  |
| Temp. máx. media (°C)                                                                                 | 14.3                                                                                                  | 14.3                                                                                                  | 14.2                                                                                                  | 14.4                                                                                                  | 14.4                                                                                                  | 14.0                                                                                                  | 13.5                                                                                                  | 13.7                                                                                                  | 15.3                                                                                                  | 15.3                                                                                                  | 17.0                                                                                                  | 15.7                                                                                                  | 15.0                                                                                                  |
| Temp. media (°C)                                                                                      | 9.3                                                                                                   | 9.0                                                                                                   | 8.9                                                                                                   | 8.8                                                                                                   | 8.2                                                                                                   | 7.3                                                                                                   | 6.8                                                                                                   | 8.2                                                                                                   | 8.7                                                                                                   | 10.0                                                                                                  | 10.5                                                                                                  | 9.7                                                                                                   | 8.8                                                                                                   |
| Temp. mín. media (°C)                                                                                 | 4.4                                                                                                   | 4.4                                                                                                   | 3.6                                                                                                   | 1.0                                                                                                   | -1.9                                                                                                  | −4.3                                                                                                  | −4.4                                                                                                  | −3.0                                                                                                  | -1.0                                                                                                  | 1.5                                                                                                   | 2.1                                                                                                   | 3.6                                                                                                   | 0.5                                                                                                   |
| Temp. mín. abs. (°C)                                                                                  | 0.4                                                                                                   | -0.4                                                                                                  | −2.8                                                                                                  | −4.7                                                                                                  | −9.3                                                                                                  | −12.5                                                                                                 | −10.2                                                                                                 | −10.0                                                                                                 | −9.2                                                                                                  | −5.3                                                                                                  | −6.0                                                                                                  | -1.4                                                                                                  | -12.5                                                                                                 |
| Precipitación total (mm)                                                                              | 133.7                                                                                                 | 104.7                                                                                                 | 71.7                                                                                                  | 31.7                                                                                                  | 14.3                                                                                                  | 5.1                                                                                                   | 7.1                                                                                                   | 15.2                                                                                                  | 35.5                                                                                                  | 38.1                                                                                                  | 50.5                                                                                                  | 94.9                                                                                                  | 602.5                                                                                                 |
| Días de precipitaciones (≥ 0.1 mm)                                                                    | 20 | 15 | 14 | 10 | 3 | 2 | 2 | 5 | 8 | 10 | 11 | 15 | 115                                                                                                   |
| Horas de sol                                                                                          | 182                                                                                                   | 152                                                                                                   | 148                                                                                                   | 165                                                                                                   | 222.7                                                                                                 | 240                                                                                                   | 235                                                                                                   | 167                                                                                                   | 189                                                                                                   | 179                                                                                                   | 171                                                                                                   | 186                                                                                                   | 2236.7                                                                                                |
| Humedad relativa (%)                                                                                  | 66 | 72 | 67 | 59 | 48 | 42 | 43 | 42 | 48 | 49 | 51 | 60 | 53.9                                                                                                  |
| Fuente n.º 1: Deutscher Wetterdienst, Meteo Climat (extremes 1942–present)                            | | | | | | | | | | | | | |
| Fuente n.º 2: Climatemps.com (sunshine)                                                               | | | | | | | | | | | | | |

| Parámetros climáticos promedio de La Paz (Bolivia), a una altitud de 3250 m s. n. m. | Parámetros climáticos promedio de La Paz (Bolivia), a una altitud de 3250 m s. n. m. | Parámetros climáticos promedio de La Paz (Bolivia), a una altitud de 3250 m s. n. m. | Parámetros climáticos promedio de La Paz (Bolivia), a una altitud de 3250 m s. n. m. | Parámetros climáticos promedio de La Paz (Bolivia), a una altitud de 3250 m s. n. m. | Parámetros climáticos promedio de La Paz (Bolivia), a una altitud de 3250 m s. n. m. | Parámetros climáticos promedio de La Paz (Bolivia), a una altitud de 3250 m s. n. m. | Parámetros climáticos promedio de La Paz (Bolivia), a una altitud de 3250 m s. n. m. | Parámetros climáticos promedio de La Paz (Bolivia), a una altitud de 3250 m s. n. m. | Parámetros climáticos promedio de La Paz (Bolivia), a una altitud de 3250 m s. n. m. | Parámetros climáticos promedio de La Paz (Bolivia), a una altitud de 3250 m s. n. m. | Parámetros climáticos promedio de La Paz (Bolivia), a una altitud de 3250 m s. n. m. | Parámetros climáticos promedio de La Paz (Bolivia), a una altitud de 3250 m s. n. m. | Parámetros climáticos promedio de La Paz (Bolivia), a una altitud de 3250 m s. n. m. |
| Mes                                                                                  | Ene.                                                                                 | Feb.                                                                                 | Mar.                                                                                 | Abr.                                                                                 | May.                                                                                 | Jun.                                                                                 | Jul.                                                                                 | Ago.                                                                                 | Sep.                                                                                 | Oct.                                                                                 | Nov.                                                                                 | Dic.                                                                                 | Anual                                                                                |
| ------------------------------------------------------------------------------------ | ------------------------------------------------------------------------------------ | ------------------------------------------------------------------------------------ | ------------------------------------------------------------------------------------ | ------------------------------------------------------------------------------------ | ------------------------------------------------------------------------------------ | ------------------------------------------------------------------------------------ | ------------------------------------------------------------------------------------ | ------------------------------------------------------------------------------------ | ------------------------------------------------------------------------------------ | ------------------------------------------------------------------------------------ | ------------------------------------------------------------------------------------ | ------------------------------------------------------------------------------------ | ------------------------------------------------------------------------------------ |
| Temp. máx. abs. (°C)                                                                 | 25                                                                                   | 24                                                                                   | 24                                                                                   | 24                                                                                   | 22                                                                                   | 21                                                                                   | 22                                                                                   | 22                                                                                   | 27                                                                                   | 24                                                                                   | 25                                                                                   | 24                                                                                   | 27.0                                                                                 |
| Temp. máx. media (°C)                                                                | 17                                                                                   | 17                                                                                   | 18                                                                                   | 18                                                                                   | 18                                                                                   | 17                                                                                   | 17                                                                                   | 17                                                                                   | 18                                                                                   | 19                                                                                   | 19                                                                                   | 18                                                                                   | 17.8                                                                                 |
| Temp. media (°C)                                                                     | 11.5                                                                                 | 11.5                                                                                 | 12.0                                                                                 | 11.0                                                                                 | 10.5                                                                                 | 9.0                                                                                  | 9.0                                                                                  | 9.5                                                                                  | 10.5                                                                                 | 11.5                                                                                 | 12.5                                                                                 | 12.0                                                                                 | 10.9                                                                                 |
| Temp. mín. media (°C)                                                                | 6                                                                                    | 6                                                                                    | 6                                                                                    | 4                                                                                    | 3                                                                                    | 1                                                                                    | 1                                                                                    | 2                                                                                    | 3                                                                                    | 4                                                                                    | 6                                                                                    | 6                                                                                    | 4.0                                                                                  |
| Temp. mín. abs. (°C)                                                                 | 1                                                                                    | 2                                                                                    | 2                                                                                    | -1                                                                                   | -6                                                                                   | -7                                                                                   | -5                                                                                   | -3                                                                                   | -1                                                                                   | -1                                                                                   | -1                                                                                   | 2                                                                                    | -7                                                                                   |
| Precipitación total (mm)                                                             | 114                                                                                  | 107                                                                                  | 66                                                                                   | 33                                                                                   | 13                                                                                   | 8                                                                                    | 10                                                                                   | 13                                                                                   | 28                                                                                   | 41                                                                                   | 48                                                                                   | 94                                                                                   | 575                                                                                  |
| Días de precipitaciones (≥ 1 mm)                                                     | 21                                                                                   | 18                                                                                   | 16                                                                                   | 9                                                                                    | 5                                                                                    | 2                                                                                    | 2                                                                                    | 4                                                                                    | 9                                                                                    | 9                                                                                    | 11                                                                                   | 18                                                                                   | 124                                                                                  |
| Horas de sol                                                                         | 186                                                                                  | 141                                                                                  | 155                                                                                  | 180                                                                                  | 248                                                                                  | 270                                                                                  | 279                                                                                  | 248                                                                                  | 210                                                                                  | 186                                                                                  | 180                                                                                  | 186                                                                                  | 2469                                                                                 |
| Fuente: BBC Weather                                                                  |                                                                                      |                                                                                      |                                                                                      |                                                                                      |                                                                                      |                                                                                      |                                                                                      |                                                                                      |                                                                                      |                                                                                      |                                                                                      |                                                                                      |                                                                                      |

### Fisiografía
El territorio del Municipio de La Paz está ubicado en valle al borde noreste del altiplano boliviano, al pie de la Cordillera Oriental. La morfología del territorio de la ciudad es accidentada por la presencia de numerosas laderas escarpadas, quebradas, planicies, valles, mesetas y serranías. La ciudad se encuentra asentada sobre las cuencas del río Choqueyapu, Orkojahuira e Irpavi y al mismo tiempo, es atravesada por más de 300 ríos de menor caudal, que finalmente desembocan hacia el norte en los ríos Beni y Mamoré.

### Hidrografía
La ciudad se encuentra en la cuenca del río La Paz, que atraviesa la ciudad de noreste a sureste y es el principal cuerpo colector de aguas formado por la confluencia del río Choqueyapu, Achocalla y Orkojahuira, que a su vez tienen afluentes como el río Irpavi, Achumani, Jilusaya y Huañajahuira.

## Economía

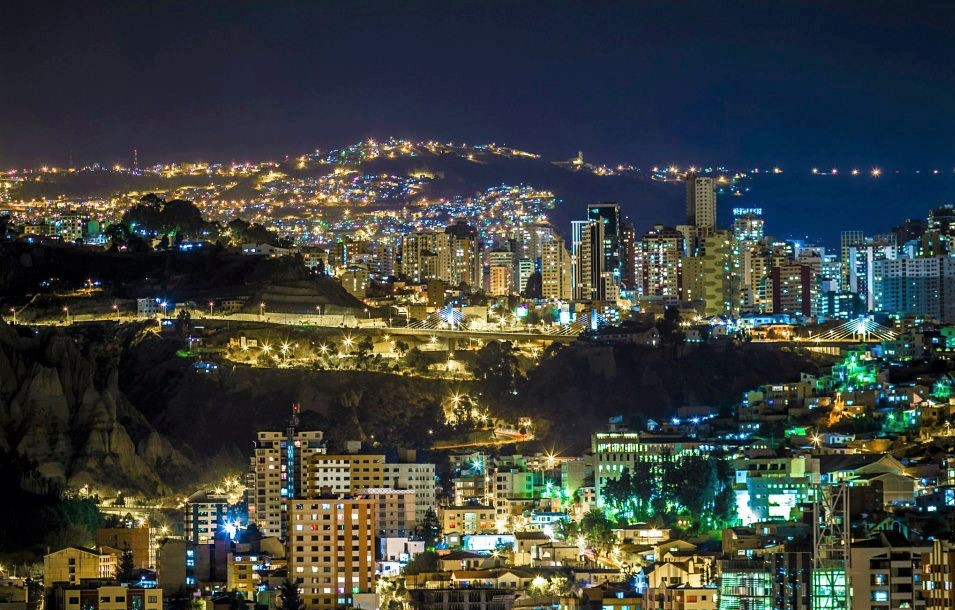
Vista nocturna del centro de La Paz

La economía de La Paz, con un producto interior bruto (PIB) de 11 269 millones de dólares en 2022, es una de las más diversificadas de Bolivia y segunda entre las ciudades del país, después de Santa Cruz de la Sierra y está orientada hacia los servicios. El PIB per cápita se situó en 3 727 dólares al año 2021, lo que suponía un crecimiento económico de 5,3% con respecto al año anterior.
Hasta la década de 1990, La Paz era el principal núcleo económico de Bolivia, siendo desplazada a segundo lugar detrás de Santa Cruz de la Sierra, principalmente en el sector industrial y agropecuario. No obstante, La Paz continúa siendo el centro comercial y financiero más importante de Bolivia. La ciudad alberga el 31,1% de todas las empresas registradas a nivel nacional. Asimismo, al ser la sede de gobierno de Bolivia, la ciudad tiene a la administración pública como una de sus actividades económicas principales.

### Empleo
El trabajo en el municipio de La Paz se concentra principalmente dentro del sector terciario, representando el 77% de la población ocupada. Según información proporcionada por el Instituto Nacional de Estadística (INE), la tasa de desempleo en la ciudad de La Paz era del 4,7% al año 2021, mientras que el índice nacional indicaba una tasa 5,2%. Asimismo, La Paz cuenta con menor población sin una fuente de empleo a nivel urbano, comparada con las áreas urbanas de Cochabamba y Santa Cruz.

### Comercio y finanzas
La Paz es el principal centro bancario de Bolivia. Cuatro de los cinco mayores bancos del país tienen sus sedes principales en La Paz, como es el caso del Banco Mercantil Santa Cruz, Banco BISA, Banco de Crédito de Bolivia y Banco Unión. La Bolsa Boliviana de Valores (BBV), fundada en La Paz en el año 1976 es la principal bolsa de valores en Bolivia, y ofrece el intercambio de valores, oro, materias primas locales, el comercio de acciones e índices bursátiles. El comercio es la tercera actividad principal de la ciudad, con una participación económica del 8,9 % al año 2022.

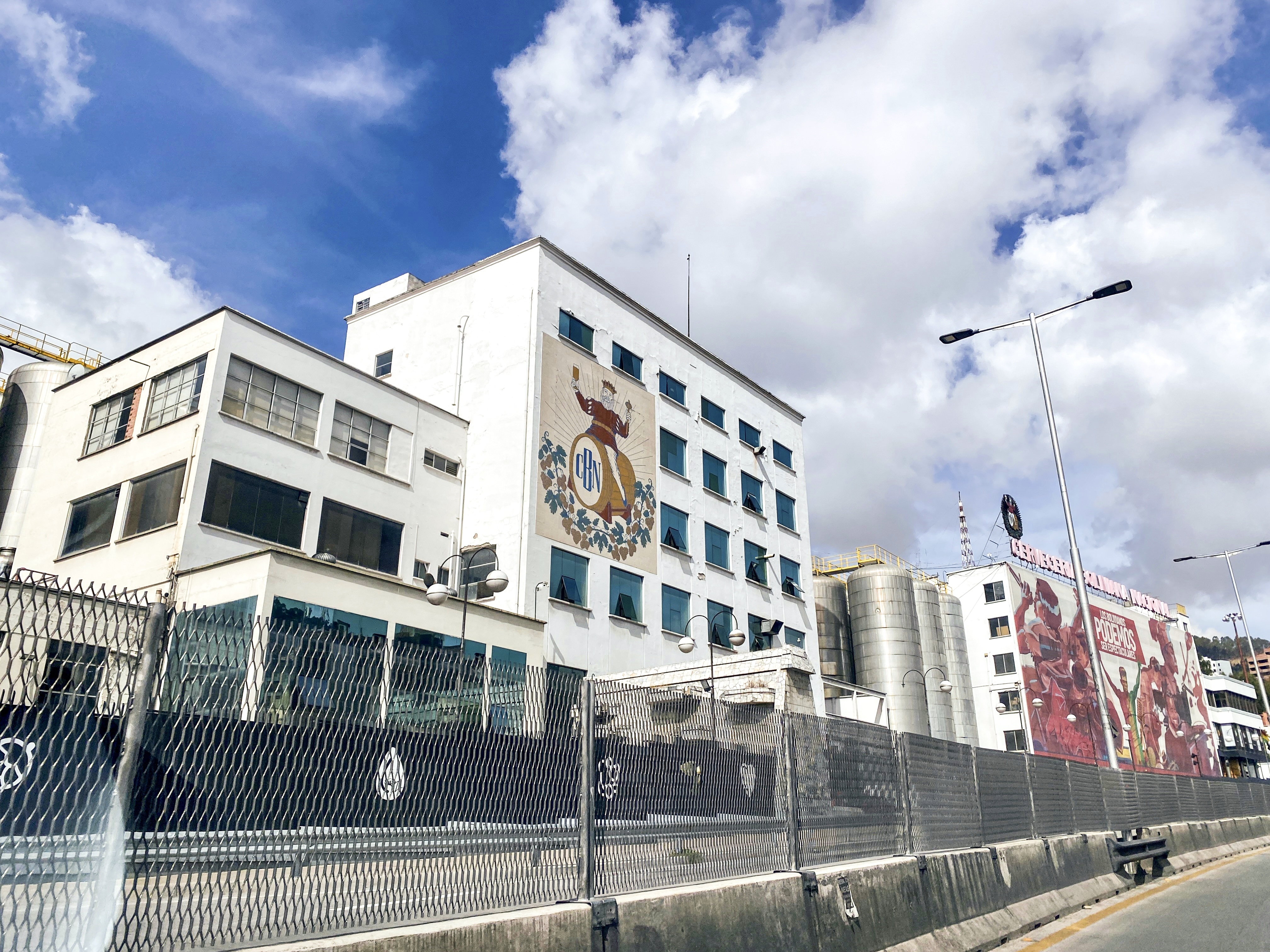
Sede corporativa y planta principal de la Cervecería Boliviana Nacional, fundada en 1877

### Industria
La Paz es la segunda región industrial más importante en Bolivia, superada por Santa Cruz de la Sierra. La urbe cuenta con alrededor de 4000 empresas industriales manufactureras. La industria manufacturera en su conjunto tiene una ponderación relevante siendo una de las actividades económicas más importantes para la ciudad. En términos reales, las industrias de bebidas y tabaco son las de mayor valor en el PIB con 587.6 millones de bolivianos, representando el 31% del total manufacturero, por delante de la industria de alimentaria. Entre ellas destaca la Cervecería Boliviana Nacional (CBN). Fundada en 1877, la CBN tiene una participación en el mercado nacional del 90%. 
Otros sectores relevantes en la ciudad de La Paz incluyen la industria de productos químicos, la industria textil y la industria cementera. Algunas de las compañías bolivianas más grandes que tienen sede en La Paz incluyen Soboce, Industrias Venado, Droguería Inti y Embol.

## Política y gobierno

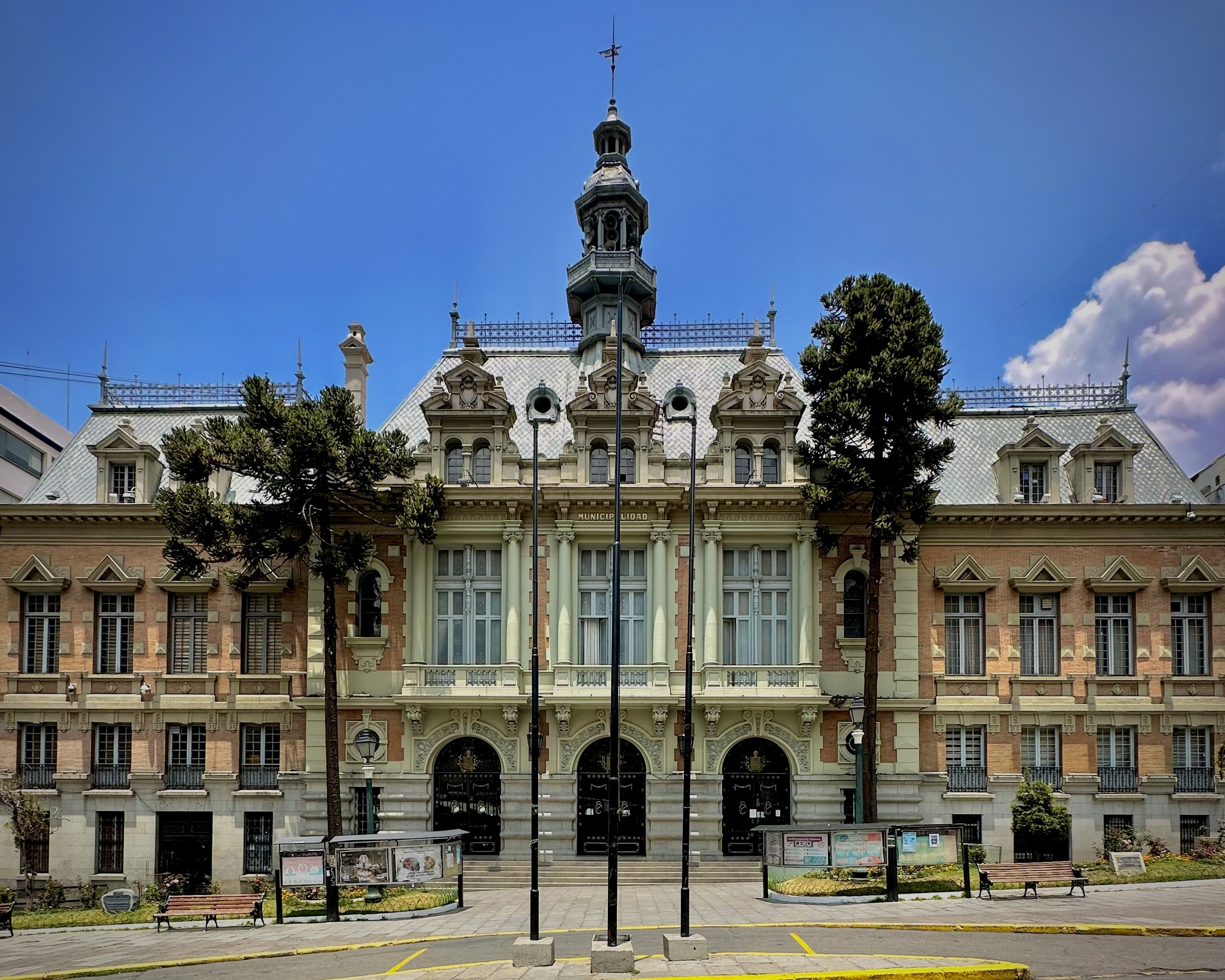
El Palacio Consistorial alberga el Gobierno Autónomo Municipal de la ciudad de La Paz.

El Gobierno Autónomo Municipal de La Paz (GAMLP) es la instancia de gobierno del municipio de La Paz, más comúnmente referido como la Alcaldía de la ciudad. De acuerdo a la ley de Autonomías de Bolivia y la organización territorial de Bolivia; los municipios bolivianos tiene la potestad de elegir sus alcaldes en elecciones locales.
La Alcaldía se compone del poder ejecutivo, representado por el alcalde y su equipo, y el concejo municipal constituido por representantes elegidos igualmente por voto popular a través de elecciones municipales cada 5 años. Su sede es el Palacio Consistorial que se ubica en el centro de la ciudad.
La Alcaldía está compuesta de 14 secretarías con distintas áreas de responsabilidad:
- Infraestructura Pública
- Culturas
- Desarrollo Social
- Movilidad
- Salud Integral y Deportes
- Gestión Integral de Riesgos
- Control y Calidad de Obras
- Seguridad Ciudadana
- Planificación parra el Desarrollo
- Gestión Ambiental
- Educación y Cultura Ciudadana
- Desarrollo Económico
- Finanzas

La ciudad cuenta con un presupuesto anual de Bs 2.384.000.000 en 2019.

### División política y administrativa
La ciudad de La Paz es parte del municipio homónimo. El área urbana, constituida por siete macrodistritos, ocupa el sur del municipio. Todos los macrodistritos que componen el municipio son administrados por el Gobierno Autónomo Municipal de La Paz.

#### Macrodistritos
El municipio de La Paz se encuentra dividido para fines administrativos en nueve macrodistritos (siete de los cuales pertenecen al área urbana):
- 6 Macrodistrito Centro
- 7 Macrodistrito Cotahuma
- 1 Macrodistrito Mallasa
- 5 Macrodistrito Max Paredes
- 4 Macrodistrito Periférica
- 3 Macrodistrito San Antonio
- 2 Macrodistrito Sur
- 23 Macrodistrito Zongo (rural)
- 22 Macrodistrito Hampaturi (rural)

Cada macrodistrito tiene una subalcaldía y una autoridad denominada subalcalde. El alcalde municipal es el encargado de posicionar a los diferentes subalcaldes en sus respectivos macrodistritos. A su vez, cada macrodistrito municipal urbano está dividido en 23 distritos municipales en total.
Los macrodistritos urbanos suman siete y se hallan en el extremo sur del municipio, concentrando la mayor parte de la población. Los macrodistritos de Hampaturi y Zongo corresponden al área rural del municipio y ocupan la mayor superficie del mismo.
| Macrodistritos del municipio de La Paz |               |           |            |        |      |             |
|                                        |               |           |            |        |      |             |
| #                                      | Macrodistrito | Población | Área (km²) | Tipo   | Mapa | Distritos   |
| 1                                      | Mallasa       | 5,082     | 32,68      | Urbano |      | 20          |
| 2                                      | Zona Sur      | 127,228   | 64,15      | Urbano |      | 18-19-21    |
| 3                                      | San Antonio   | 115,659   | 22,59      | Urbano |      | 14-15-16-17 |
| 4                                      | Periférica    | 159,123   | 26,05      | Urbano |      | 11-12-13    |
| 5                                      | Max Paredes   | 164,566   | 13,31      | Urbano |      | 7-8-9-10    |
| 6                                      | Centro        | 64,272    | 5,22       | Urbano |      | 1-2         |
| 7                                      | Cotahuma      | 153,655   | 16,10      | Urbano |      | 3-4-5-6     |
| 8                                      | Zongo         |           |            | Rural  |      | 23          |
| 9                                      | Hampaturi     |           |            | Rural  |      | 22          |

#### Barrios
| Barrios de la ciudad de La Paz | Barrios de la ciudad de La Paz | Barrios de la ciudad de La Paz | Barrios de la ciudad de La Paz | Barrios de la ciudad de La Paz | Barrios de la ciudad de La Paz                     |
| #                              | Macrodistrito                  | Distritos                      | Mapa                           | Barrios | Calles principales                                 |
| ------------------------------ | ------------------------------ | ------------------------------ | ------------------------------ | --- | -------------------------------------------------- |
| 1                              | Mallasa                        | 20                             |                                | Amor de Dios • Mallasa • Muela del Diablo • Mallasilla • Jupapina                                                                                                  | Carretera principal Río abajo                      |
| 2                              | Zona Sur                       | 18-19-21                       |                                | Obrajes • Alto Obrajes • Bella Vista • Bolognia • Irpavi • Calacoto • Cota Cota • Achumani • Chasquipampa • Ovejuyo • Koani • La Florida • Següencoma • San Miguel | Avenida Hernando Siles • Avenida Ballivián         |
| 3                              | San Antonio                    | 14-15-16-17                    |                                | San Antonio • Villa Copacabana • Pampahasi • Valle Hermoso • Kupini • Villa Armonía • Callapa • San Isidro                                                         | Avenida Ciudad del Niño                            |
| 4                              | Periférica                     | 11-12-13                       |                                | Achachicala • Chuquiaguillo • Villa Fátima •Villa Pabón •Agua de la Vida • Vino Tinto • 5 Dedos • Santiago de Lacaya • Rosasani • Chualluma                        | Avenida Gral. Juan José Torres                     |
| 5                              | Max Paredes                    | 7-8-9-10                       |                                | Munaypata • La Portada • El Tejar • Gran Poder • Obispo Indaburo • Chamoco Chico • Munaypata • Pura Pura • Ciudadela Ferroviaria                                   | Avenida Naciones Unidas                            |
| 6                              | Zona Centro                    | 1-2                            |                                | Casco Urbano Central • San Jorge • Miraflores • Barrio Gráfico • San Sebastián • Santa Bárbara • Parque Urbano Central                                             | Avenida Arce • Avenida 16 de Julio • Avenida Busch |
| 7                              | Cotahuma                       | 3-4-5-6                        |                                | Sopocachi • Alto Sopocachi • Pasankeri • Tembladerani • Alpacoma • Belén • Tacagua • San Pedro • Bajo Llojeta                                                      | Avenida Buenos Aires                               |

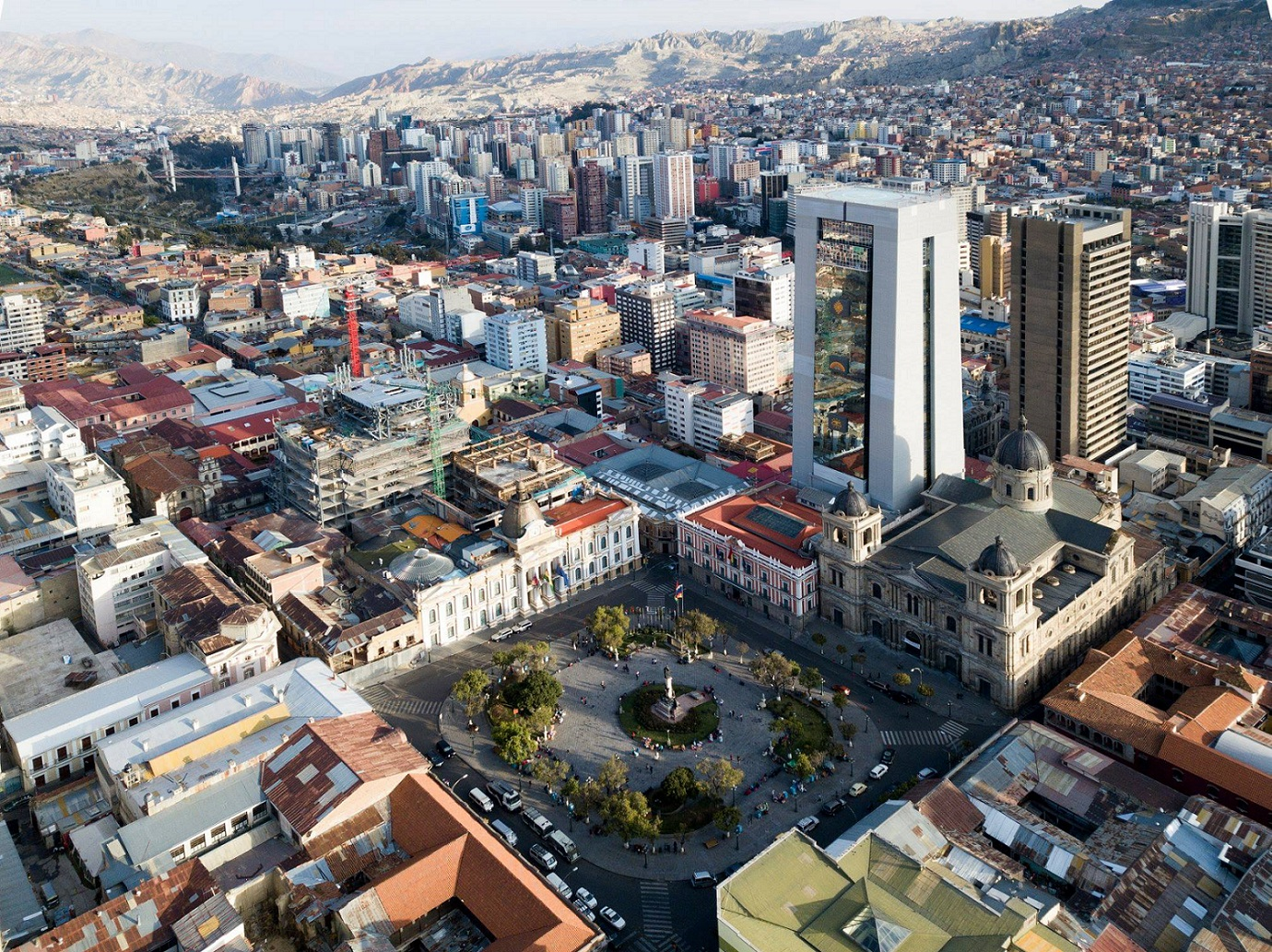
Vista del Casco Urbano Central, Macrodistrito Centro
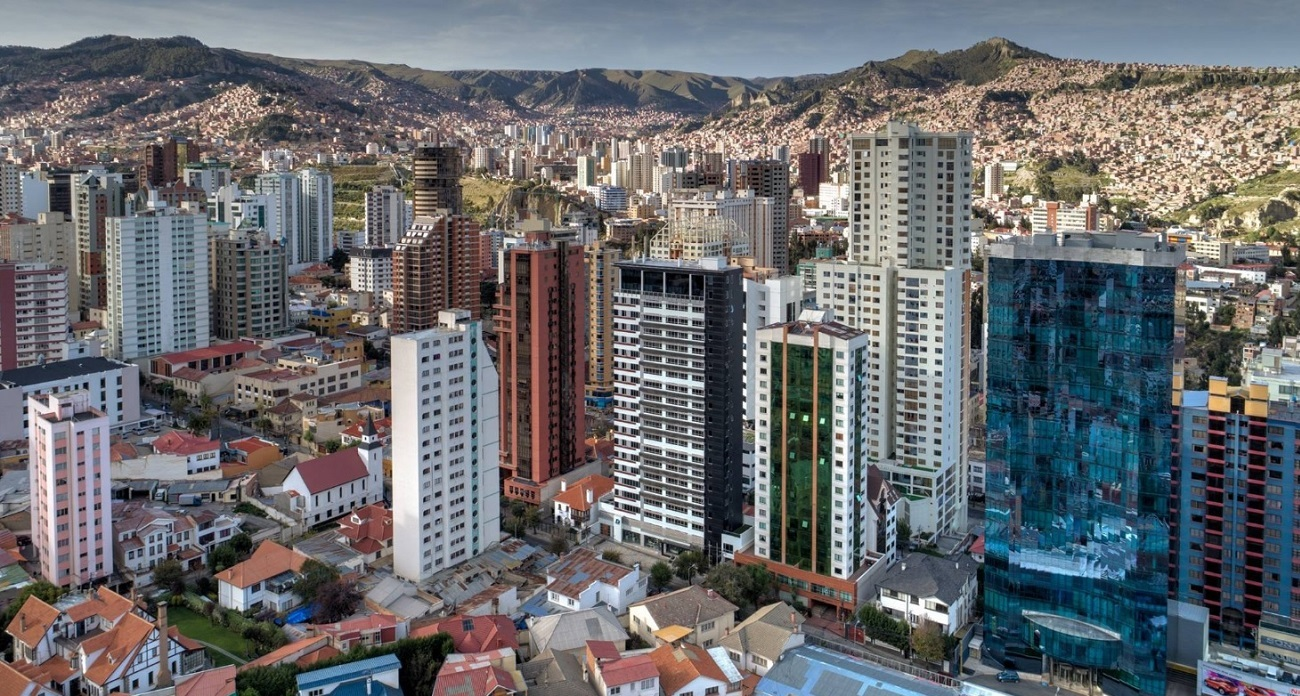
Vista del barrio de Sopocachi, Macrodistrito Cotahuma
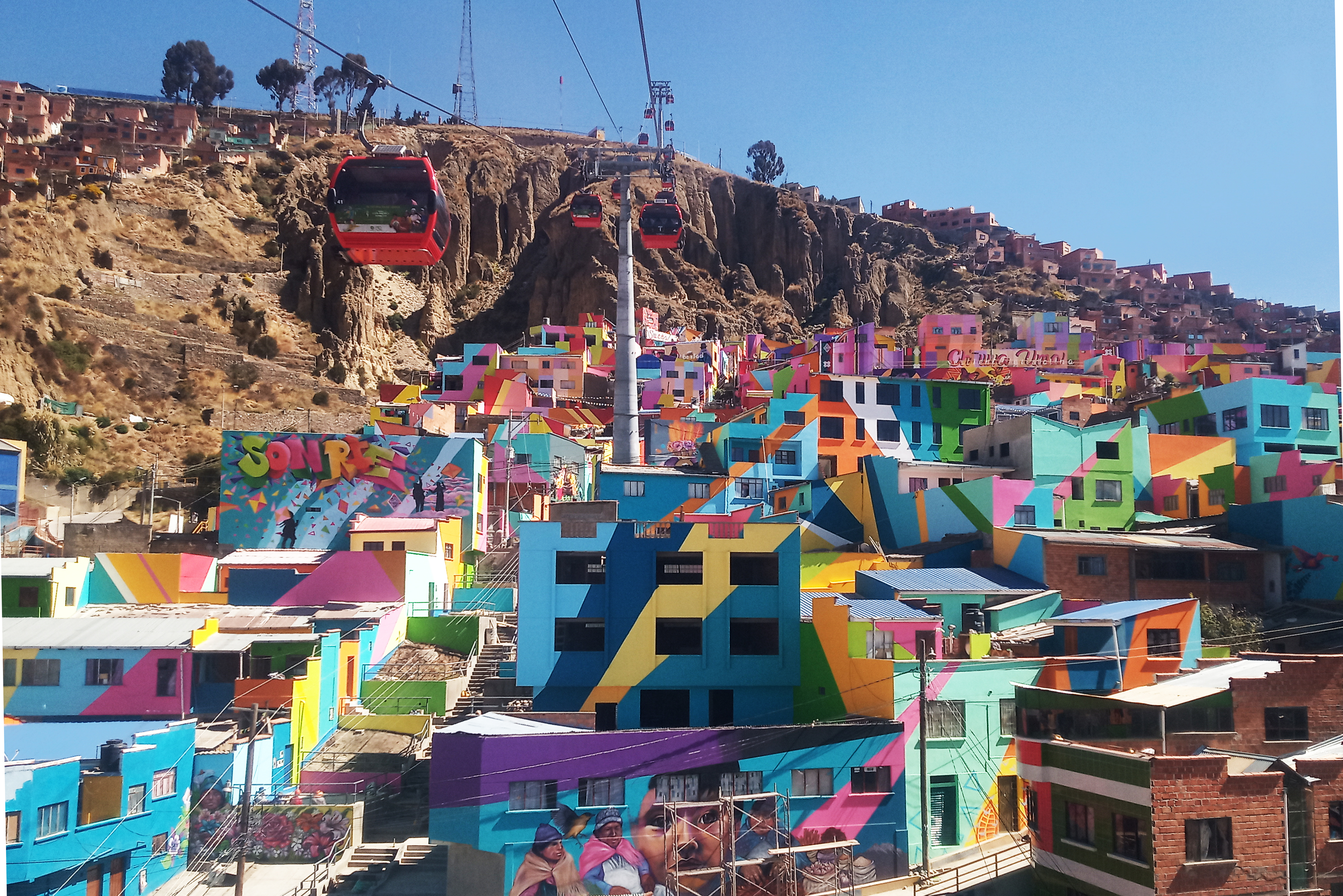
Vista del barrio de Chualluma, Macrodistrito Periférica
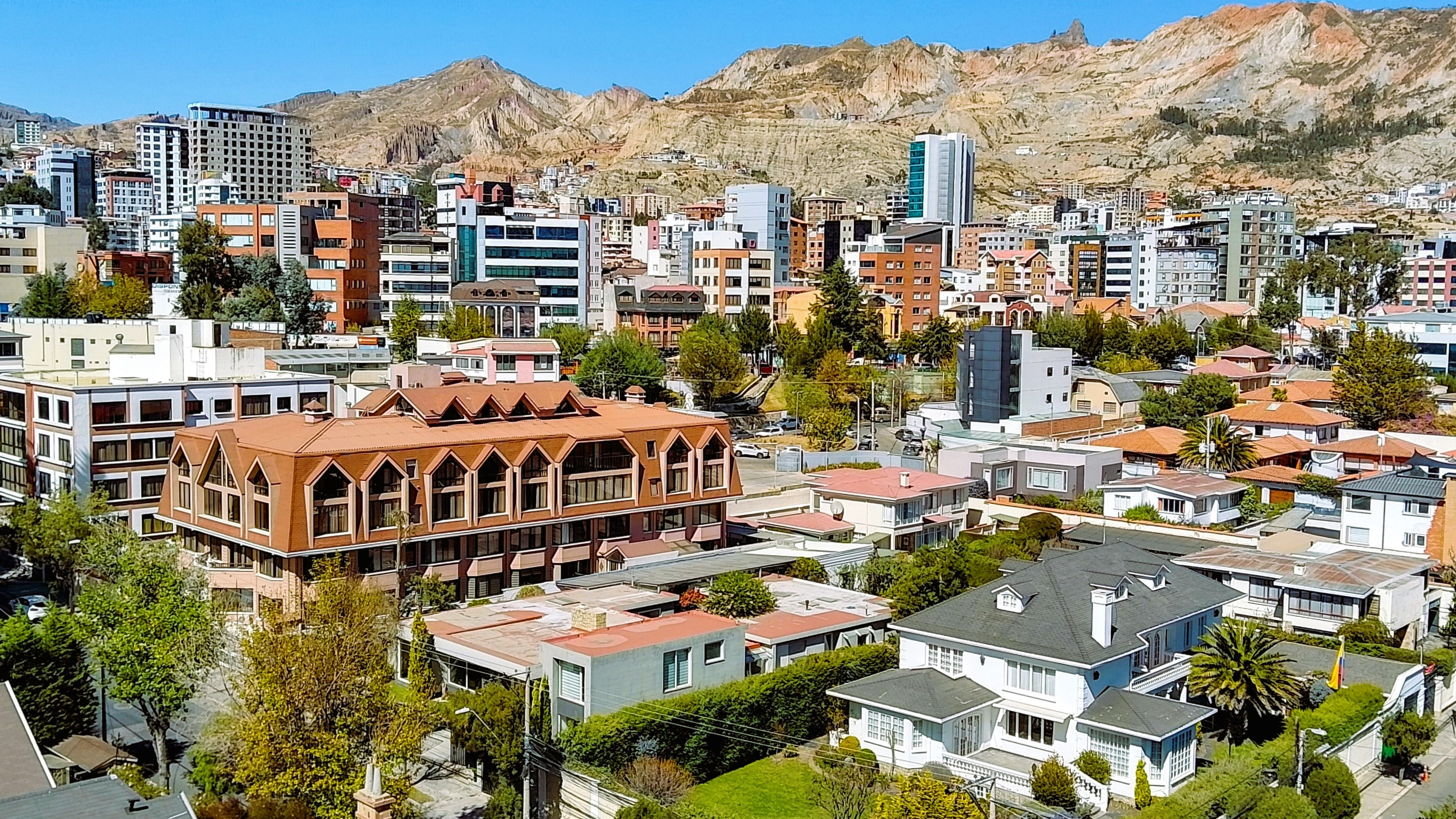
Vista del barrio de Calacoto, Macrodistrito Sur

## Características

### Centro de la ciudad

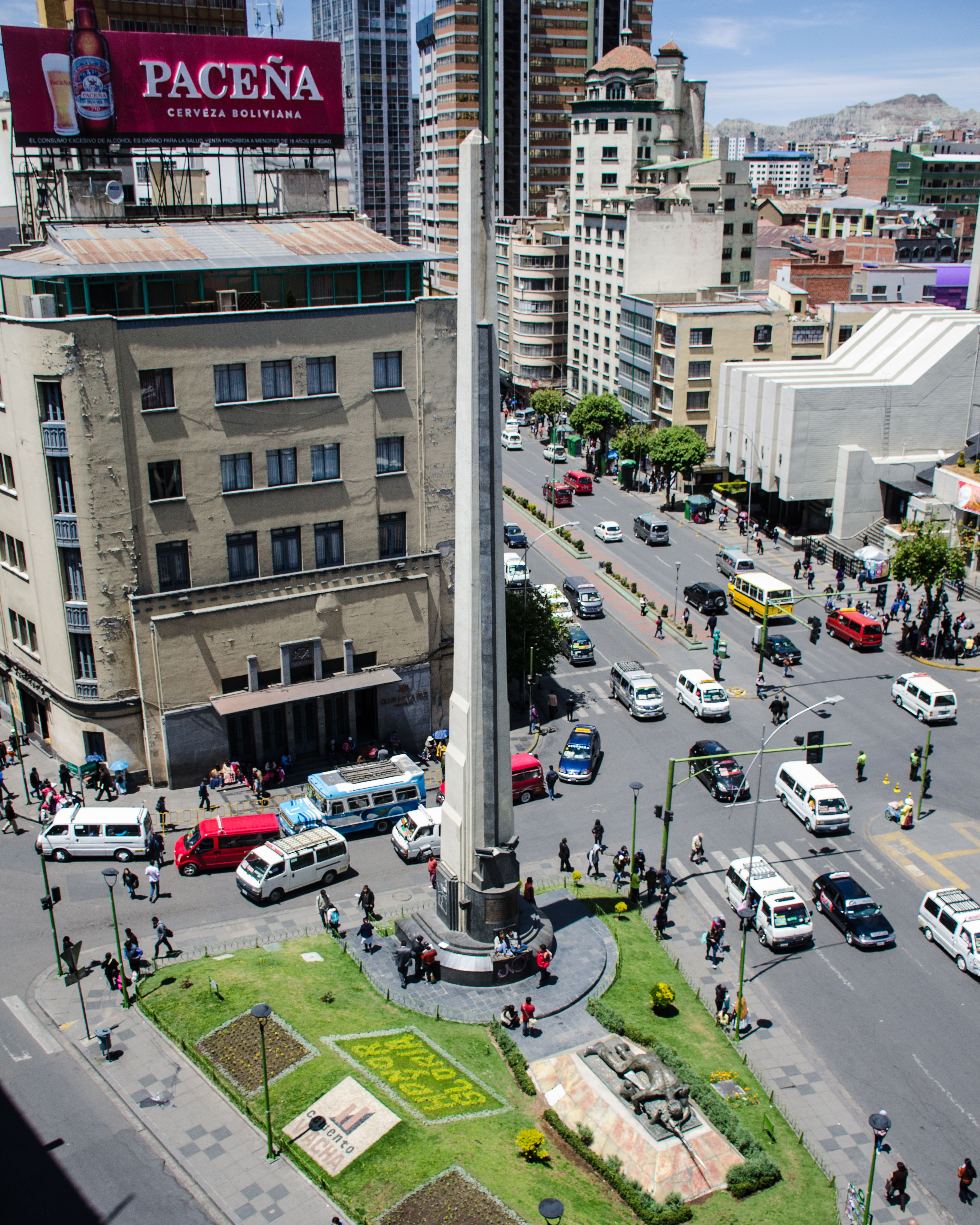
Plaza del Obelisco, en el centro de La Paz.

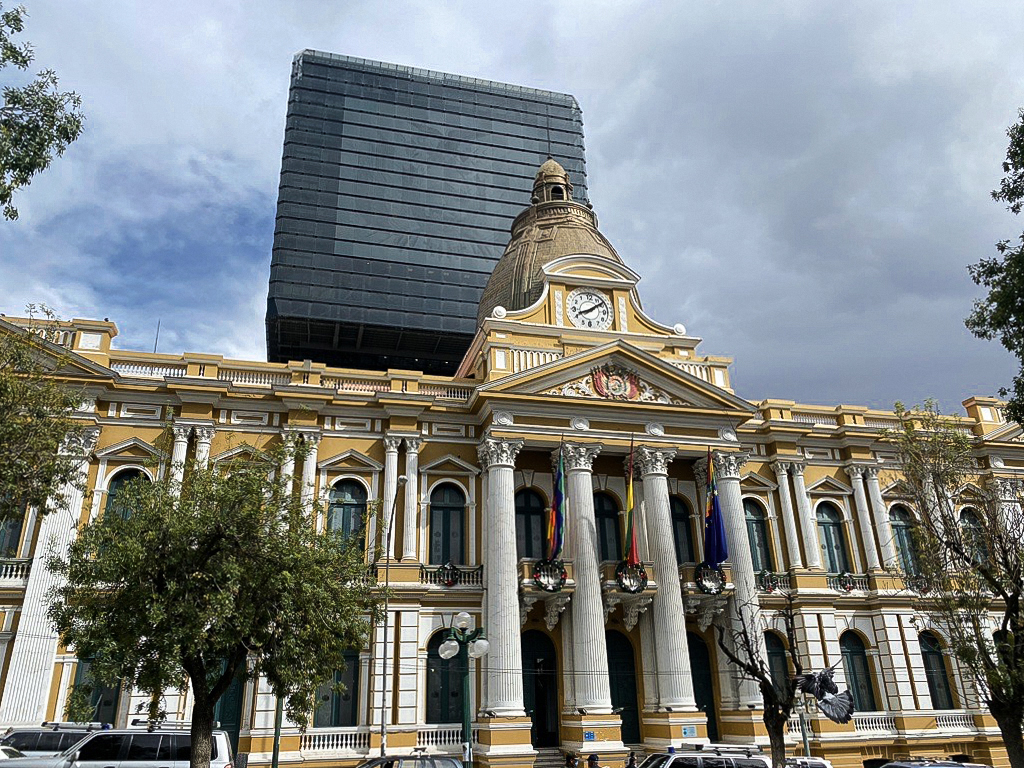
El Palacio Legislativo de Bolivia, en la plaza Murillo

El centro de la ciudad de La Paz posee tres puntos principales en los que se desarrolla gran parte de la vida económica y social de la ciudad. Estos puntos son:
- La plaza Murillo que concentra los edificios de los poderes Ejecutivo y Legislativo de Bolivia.
- El atrio de la Basílica de San Francisco es considerado uno de los principales lugares de encuentro social de la ciudad, pues junto a la plaza Mayor (con la que colinda), es el área de expresión social más importante, donde habitualmente se reúnen miembros y afiliados de instituciones como la Central Obrera Boliviana (COB).
- La pasarela Pérez Velasco (en el sector en el que antes se hallaba la plaza Lucio Pérez Velasco) conecta la calle peatonal Evaristo Valle y el inicio de la calle Comercio y tiene en sus cercanías un importante punto de embarque y desembarque de pasajeros que llegan o se dirigen a la vecina ciudad de El Alto.

El centro también se caracteriza por seguir el tradicional diseño en damero usado por los españoles para las ciudades en la época colonial. Alrededor de la plaza Murillo se encuentran algunos de las edificaciones más antiguas, las cuales conservan las características coloniales españolas. También en los alrededores se encuentran los museos paceños más importantes, así como otros lugares históricos. La expansión de la ciudad se desarrolló a través de vías sinuosas debido a la topografía particular de la ciudad, creándose el aspecto característico actual.
La avenida 16 de Julio, y su pase central, El Prado, con numerosos jardines bien conservados, es parte del eje longitudinal que conforma la estructura de la ciudad, pues atraviesa el actual centro y se ha consolidado históricamente como el punto neurálgico de comunicaciones, entretenimiento, comercio y finanzas de La Paz.
La ciudad de La Paz, asimismo, se caracteriza por múltiples puentes que conectan. Pueden citarse los puentes Trillizos, que unen el lado este y oeste de la ciudad, atravesando el río Choqueyapu, y el Puente de las Américas, que une Sopocachi con Miraflores.

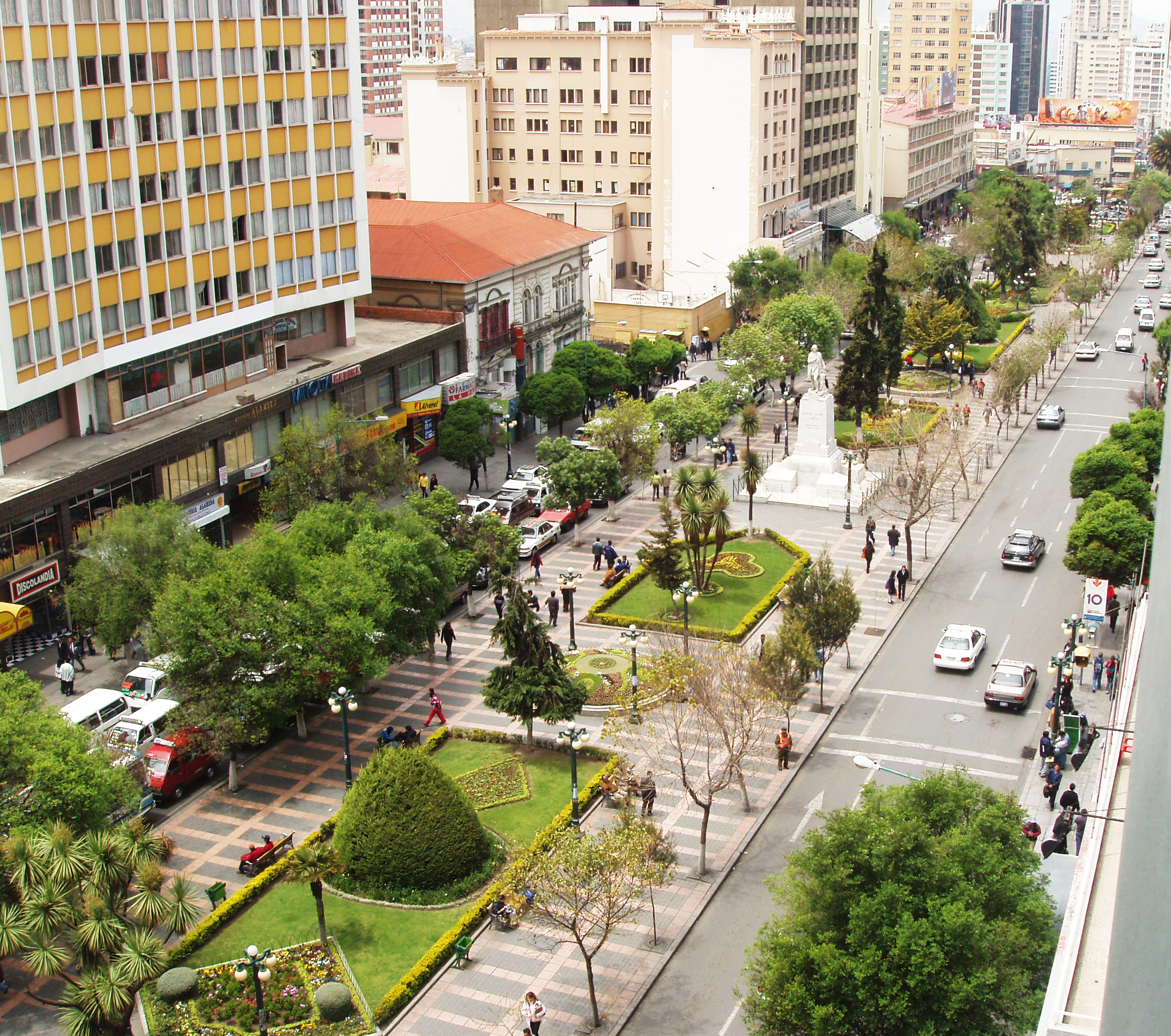
El Paseo del Prado, una de las avenidas principales de la ciudad.

Proveniente desde el sur, un largo cañón de mediana profundidad atraviesa parte de la ciudad y forma un espectacular paisaje. Este cañón (ahora convertido en el parque urbano Central) alberga a uno de los lugares más atractivos de la ciudad: el parque Laikacota, que se ubica en un cerro que surge desde el cañón y desde cuya cima se puede observar gran parte de la ciudad.
En el Parque Urbano Central se han hecho variadas obras de remodelación, así como la construcción de un paseo mirador elevado, que recorre la mayor parte del parque y ofrece una vista de casi toda la ciudad.
La ciudad cuenta con una plaza de armas, denominada Pedro Domingo Murillo durante el siglo XX en honor al principal prócer de la revolución del 16 de julio de 1809 por la independencia del país.
Esta plaza y sus alrededores son un importante lugar turístico y uno de los principales centro de encuentro y turismo. La ciudad cuenta, asimismo, con diferentes templos coloniales, entre ellos la Iglesia de San Francisco, parte del conjunto conventual del mismo nombre, construida entre los siglos XVI y XVIII, cuya arquitectura es un notable ejemplo del estilo denominado barroco mestizo o barroco andino en Bolivia.
Por la topografía característica de la ciudad, la población se extendió inicialmente en las riberas del río Choqueyapu conformando tres sectores: la ladera este, la ladera oeste y la zona sur de la ciudad. Los sectores este y oeste se caracterizan por desarrollarse en zonas de mediana y alta pendiente, llegando a altitudes de hasta 4000 m s. n. m. La zona sur presenta una altitud promedio de 3000 m s. n. m., altura que en su desarrollo hacia el sureste va en aumento hasta llegar a 3600, en las zonas colindantes con el municipio de Palca.
Las zonas de Miraflores y Sopocachi fueron barrios tradicionalmente destinados a vivienda, pero con el aumento poblacional las viviendas unifamiliares que caracterizaban estos están siendo reemplazadas por edificios multifamiliares. Algo parecido pasa en la zona Sur de la ciudad.
A través de la zona de Villa Fátima, se accede al territorio subtropical del municipio, los Yungas y el Departamento del Beni.

## Arquitectura

### Arquitectura colonial

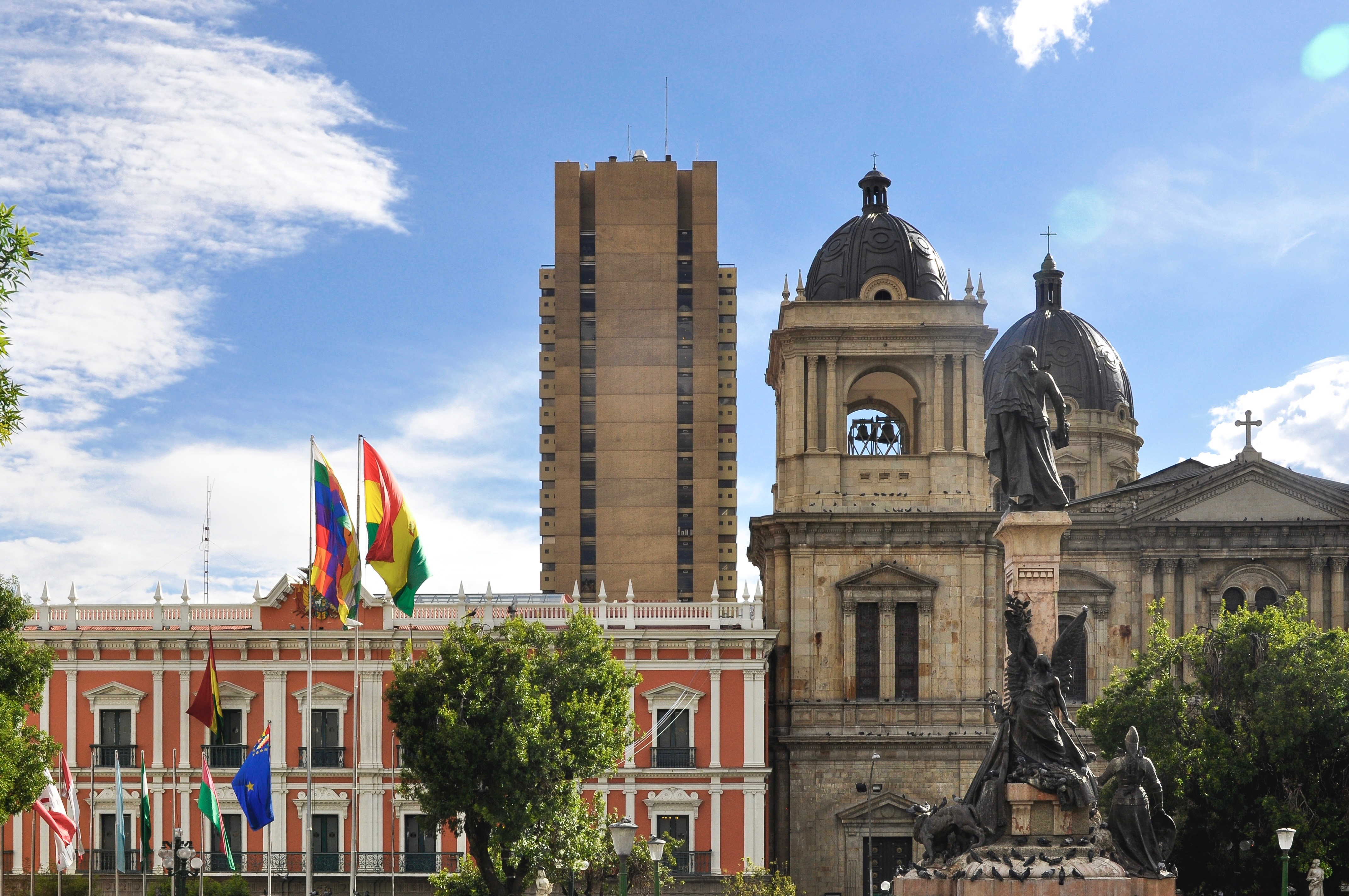
El Palacio Quemado (1845), la Catedral Metropolitana (1835) y el Edificio del Banco Central de Bolivia (1981), ejemplares de la arquitectura republicana, colonial y posmoderno, respectivamente.

Debido a la falta de fondos y la imposibilidad de los propietarios a pagar por restauraciones de edificios coloniales, muchos han sido derribados en el siglo XX o se encuentran en un estado ruinoso. Un ejemplo de arquitectura colonial lo constituye la calle Jaén, cuya estructura y edificaciones han sido conservados.

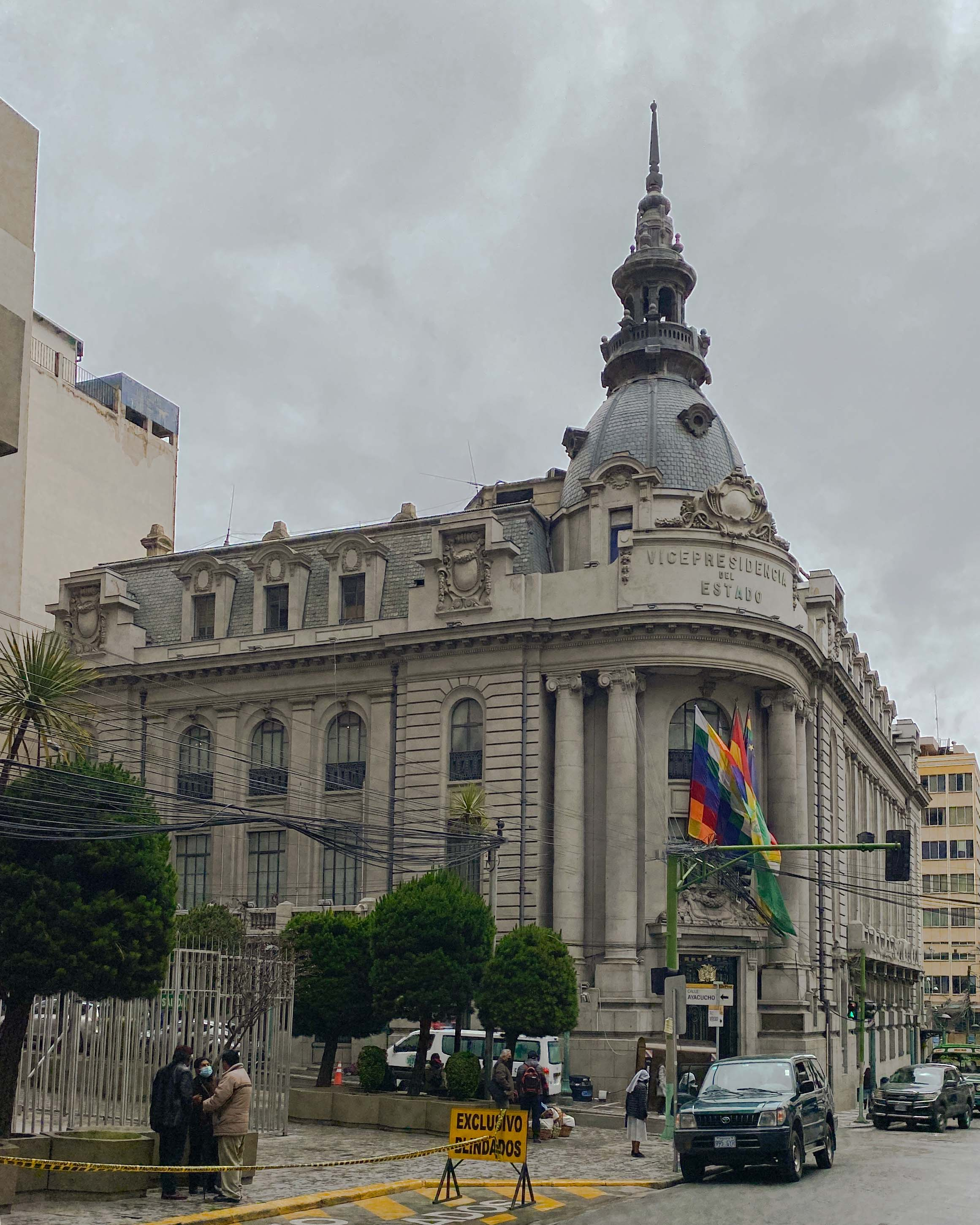
El Palacio de la Vicepresidencia, ejemplo de la arquitectura republicana

### Arquitectura republicana
La arquitectura republicana en la Paz se halla representada por viviendas de influencia francesa e italiana ubicadas en el centro de la ciudad, en casas familiares de las zonas urbanas más antiguas de la ciudad, y en edificaciones estatales, el palacio de Gobierno―denominado Palacio Quemado—es un ejemplo sobresaliente del estilo.

### Arquitectura moderna
Durante el siglo XX se edificaron en la ciudad edificios influenciados por el estilo moderno, ejemplo de ellos son las viviendas de Miraflores y Sopocachi de líneas aerodinámicas y poco ornamentadas. La arquitectura organicista propuesta por el arquitecto Juan Carlos Calderón se halla ejemplificada en el palacio de Telecomunicaciones así como diversas viviendas particulares.

### Arquitectura contemporánea

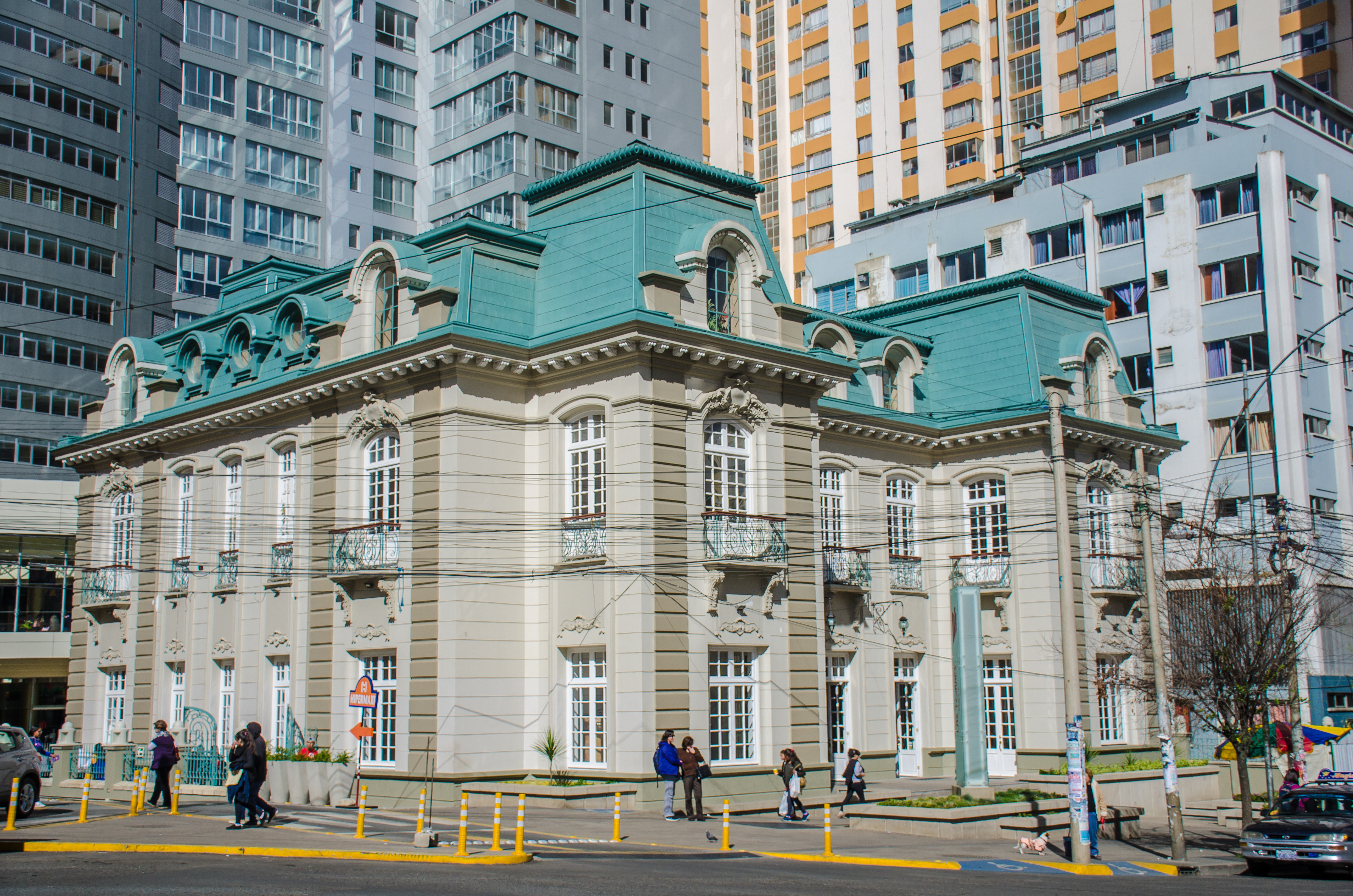
La Casa Goitia, vivienda patrimonial de la ciudad

La arquitectura contemporánea se halla representada por edificios de influencia internacional y alta tecnología que tienen representación en el centro y sur de la ciudad, donde se encuentran en los edificios más altos y modernos del país. Paralelamente la cultura popular ha desarrollado un estilo ecléctico y de profusión de colores denominado «arquitectura chola o Fiesta Cuetillo», principalmente ejemplificado en la ladera oeste de la ciudad.

### Iglesias y catedrales

#### Basílica de San Francisco

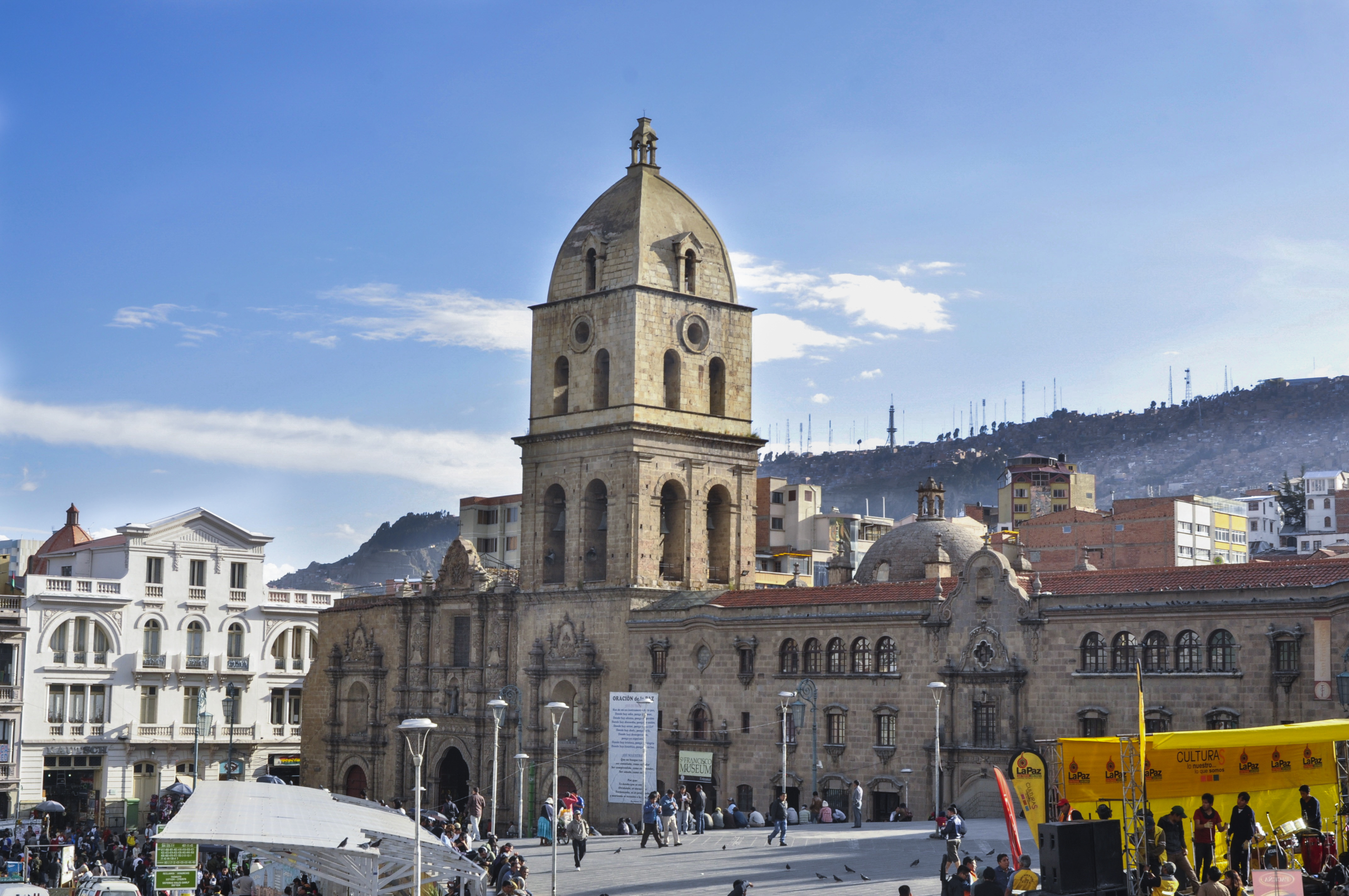
La Basílica de San Francisco, construida en 1692.

Es una de las manifestaciones del estilo barroco mestizo o barroco andino más importante de Sudamérica.
Con una fachada construida en piedra labrada, esta Basílica Menor consta de una planta de cruz latina y una cubierta abovedada, además de un amplio atrio, que actualmente se integra con los espacios públicos adyacentes que conforman la plaza Mayor de San Francisco. La historia de la Orden Franciscana en Bolivia se ve reflejada en los claustros, celdas, jardín, huerto, cripta y cuadros de la Basílica, elementos que componen el centro cultural Museo San Francisco y sus más de 25 salas de exposición que diariamente reciben a cientos de visitantes.

#### Catedral Metropolitana Nuestra Señora de La Paz
Tras la creación de la República de Bolivia, se impuso la necesidad de que La Paz contase con una nueva catedral, ya que la actual (construida en 1692) estaba deteriorada y con riesgo de desplomarse; la tarea iniciada el año 1835 e inaugurada oficialmente en 1932 y sus torres concluidas en 1988.
Con una arquitectura neoclásica y elementos barrocos, presenta una fachada de dos cuerpos, cinco naves en sus puertas de ingreso. Presenta, además, tres cúpulas metálicas que coronan las torres. El altar principal, la escalinata y la base del coro están hechos de mármol y presentan relieves e incrustaciones en bronce. En el costado izquierdo existe una capilla donde se guardan los retos del expresidente de Bolivia, Andrés Santa Cruz y Calahumana.

#### Templo San José de la Recolecta
Fue uno de los cinco primeros templos de la Orden Franciscana en Bolivia.
Construido en 1889, tiene un estilo arquitectónico neogótico visible en el frontón, torres laterales, campanario, columnas interiores, muros bóvedas y vitrales. El templo se encuentra muy bien conservado por fuera, contando sólo con remodelaciones de pintura en su techo interno.

#### Iglesia de San Sebastián
Es considerado el primer templo cristiano erigido durante la fundación de La Paz, el año 1548. Sus características arquitectónicas neoclásicas son ejemplo de las primeras influencias estéticas que llegaron a la América colonizada.
El año 1781 fue incendiado por indígenas, durante el Cerco a La Paz. Desde entonces, ha experimentado varias restauraciones para salvaguardar su estructura. Fue declarado monumento nacional en 1930.

#### Templo de San Agustín
Data de 1552 y en su interior presenta tres naves: la central, cubierta de cañón; y las laterales, con bóvedas de rincón de claustro, crucería y alfarje, típicos del siglo XVI. Aún conserva su portada original, con una estructura hecha de cal y canto, piedra, adobe y ladrillo. Se dice que San Agustín tenía un convento, que fue demolido para dar paso a nuevas construcciones. Pese a estas pérdidas, se constituye en un referente importante de la arquitectura y desarrollo urbano de La Paz, motivo que le permitió ser declarado como Monumento Nacional.

#### Basílica de María Auxiliadora

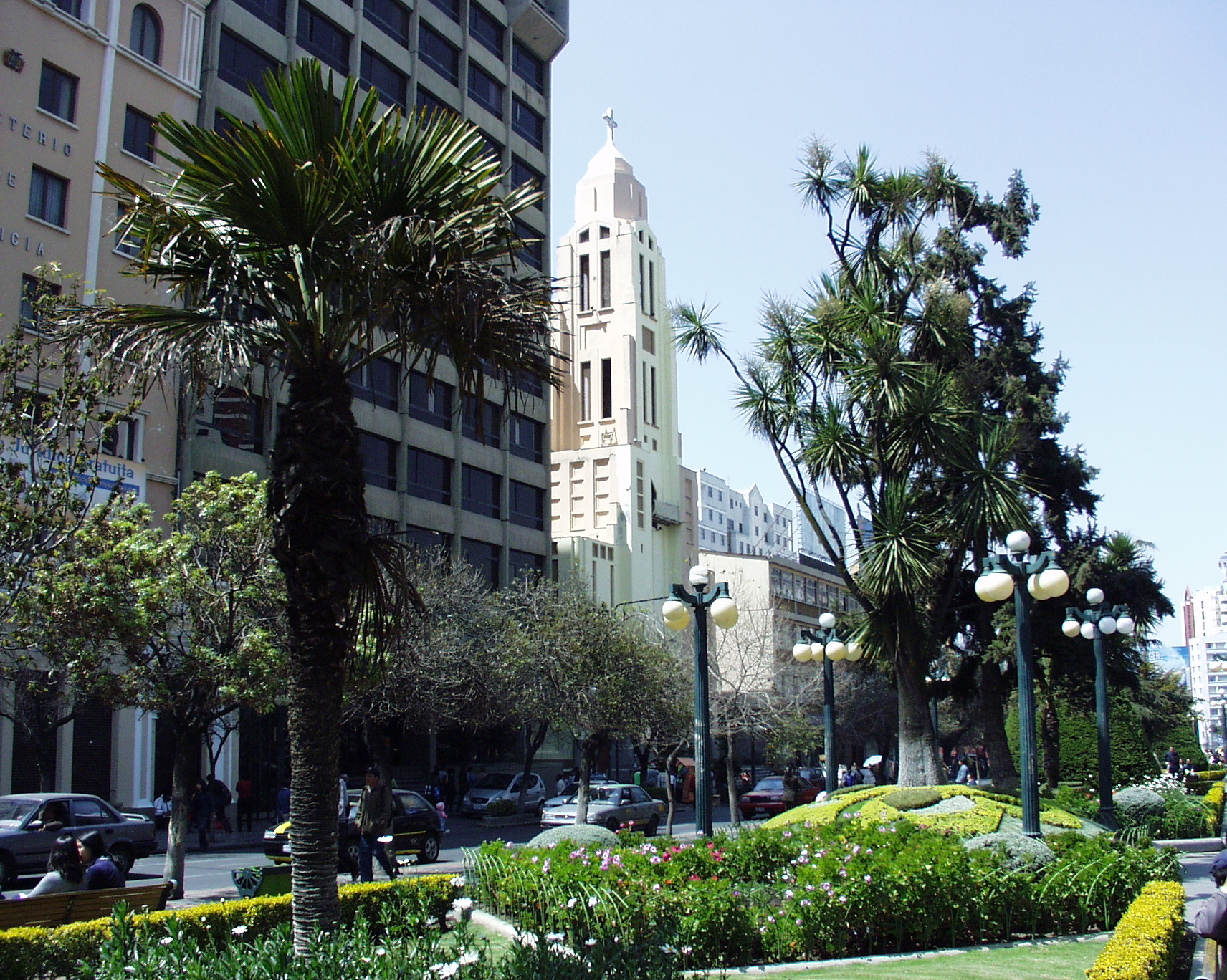
La Basílica de María Auxiliadora sobre el Paseo del Prado

Construida entre 1950 y 1969, esta iglesia moderna se distingue por el empleo de líneas rectas, propias del Arte Deco.
Muestra una amplia gradería hacia tres puertas de ingreso que comunican a un número similar de naves forradas en mármol polícromo italiano. Los altares son de mármol con escudos o monogramas de mosaico.
Fue catalogado como inmueble de preservación monumental y en su interior alberga a imágenes de la Virgen de Cotoca, María Auxiliadora y San Juan Baptista, entre otros.

#### Templo de la Compañía de Jesús
La iglesia es de estilo neogótico, construida por el jesuita Eulalio Morales en el siglo XVlll. Consta de una fachada cortada por dos torres o agujas truncas, planta de tres naves y capillas laterales; posee un artesonado de inspiración mudéjar.

#### Templo de la Exaltación
Fue construido en la década de 1930, sobre los cimientos de la antigua parroquia Santa Bárbara.
Diseñada por Hugo López Videla, es ejemplo de la arquitectura románica, visible en una portada trabajada en piedra –donde se ubica un trío de estatuas que representan a los ángeles en actitud de bienvenida a los feligreses–, un pequeño atrio, columnas de piedra, una cúpula y enorme vitrales.

## Turismo

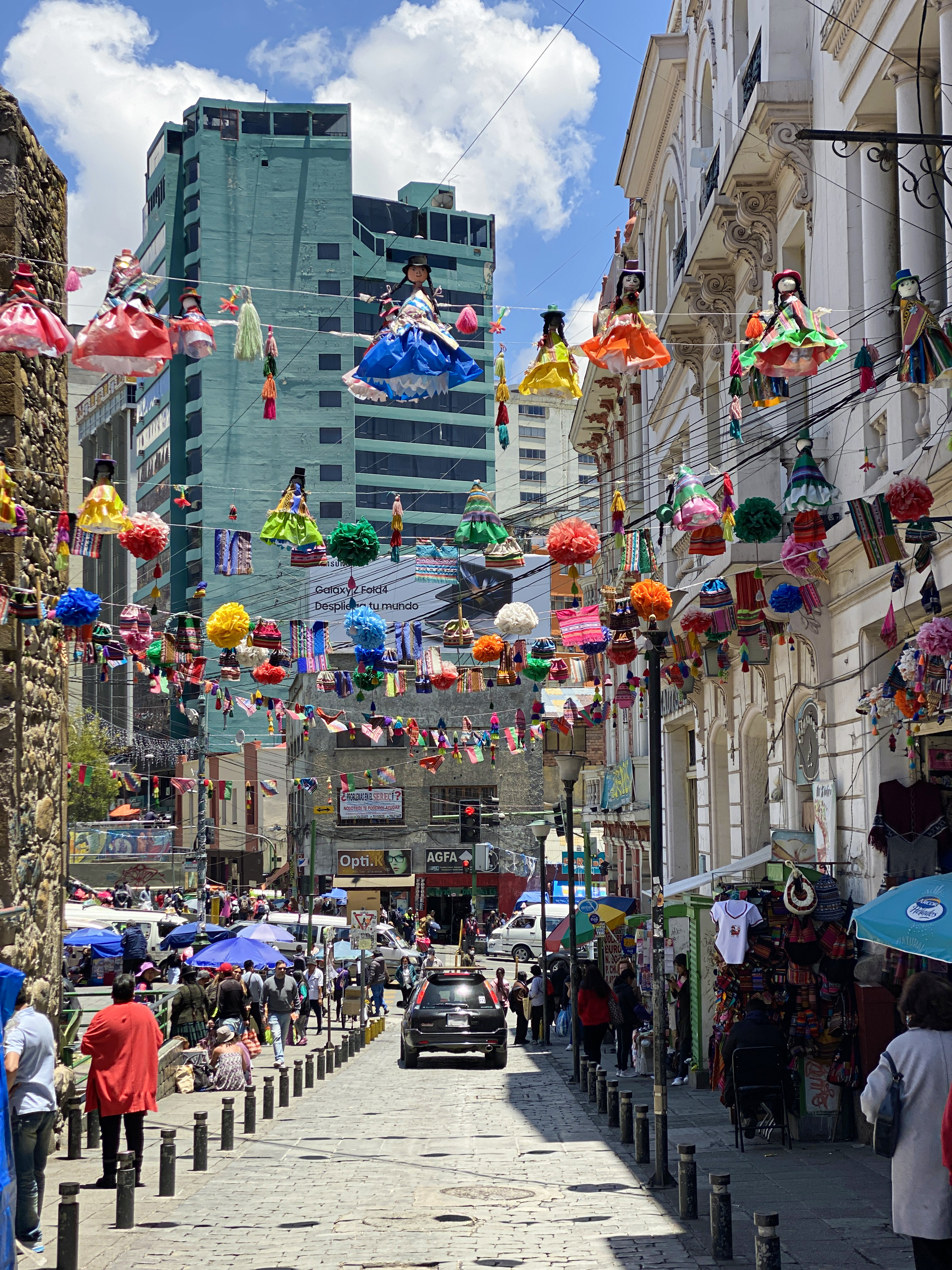
La calle Sagárnaga es un punto turístico popular en la ciudad

En 2015, 255.000 viajeros extranjeros y 380.000 viajeros bolivianos se registraron en establecimientos de hospedaje de la ciudad.
La Paz es el centro cultural más importante de Bolivia, motivo por el cual es la ciudad más visitada por turistas internacionales y bolivianos. La ciudad es sede de varias catedrales que pertenecen a la época colonial, como el Templo y convento de San Francisco, y a la época republicana, como la Catedral Metropolitana, esta última ubicada en la plaza Murillo, que es también la sede del poder político y administrativo del país.
Entre los diferentes museos, los más notables son los de la calle Jaén, en la que ha sido preservado el diseño de las calles desde los días de Colonia y que alberga diez museos diferentes. El Palacio de Gobierno, que se encuentra en la plaza Murillo o plaza de Armas, en la ciudad es conocido como "Palacio Quemado".
Sopocachi es la zona bohemia y artística por excelencia de la ciudad. En este barrio se encuentran la mayoría de cafés, restaurantes, galerías de arte y museos. Otra característica de la zona es la vida nocturna, pues Sopocachi cuenta con una amplia variedad de discotecas, bares y pubs, que son constantemente concurridos por locales y turistas. En Sopocachi se encuentran la plaza Abaroa y el Montículo.
San Jorge es el barrio más exclusivo del distrito oeste y acoge la residencia presidencial de Bolivia, así como a una gran cantidad de embajadas, como por ejemplo la de Estados Unidos, el Reino Unido, España, Alemania, Japón y Brasil, entre otras. San Jorge es la zona con más densidad de edificios de toda Bolivia; además, en el barrio se encuentran varios de los rascacielos más altos del país, como la Torre Girasoles y las Torres del Poeta, junto con la Torre Azul, el único edificio inteligente de la ciudad. La zona de San Jorge es el sector urbano con mayor Índice de Desarrollo Humano de la ciudad y de todo el país.[cita requerida]

### Lugares de interés y de entretenimiento público
En la ciudad de La Paz

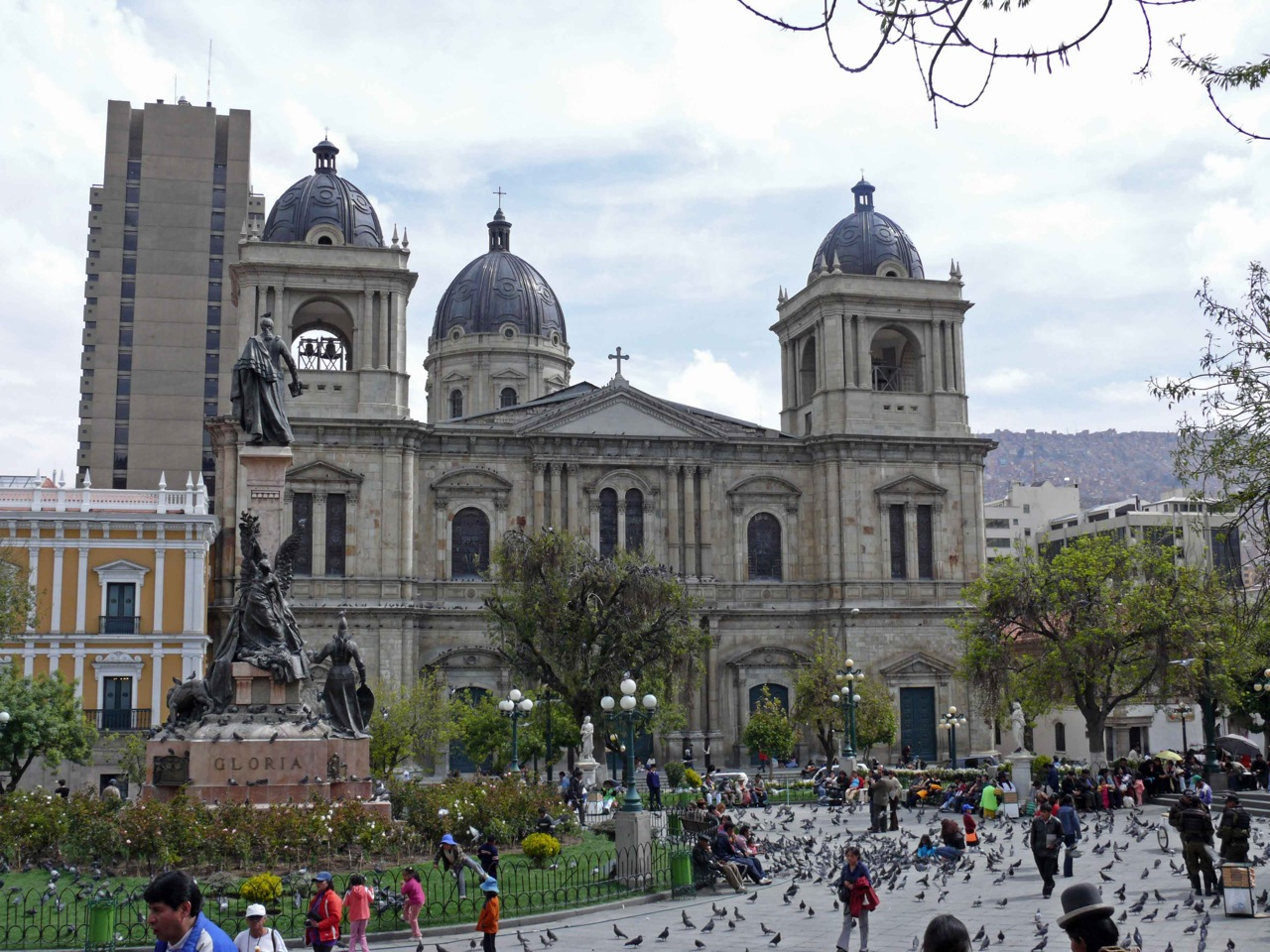
Catedral basílica Nuestra Señora de La Paz, erigida en 1835.

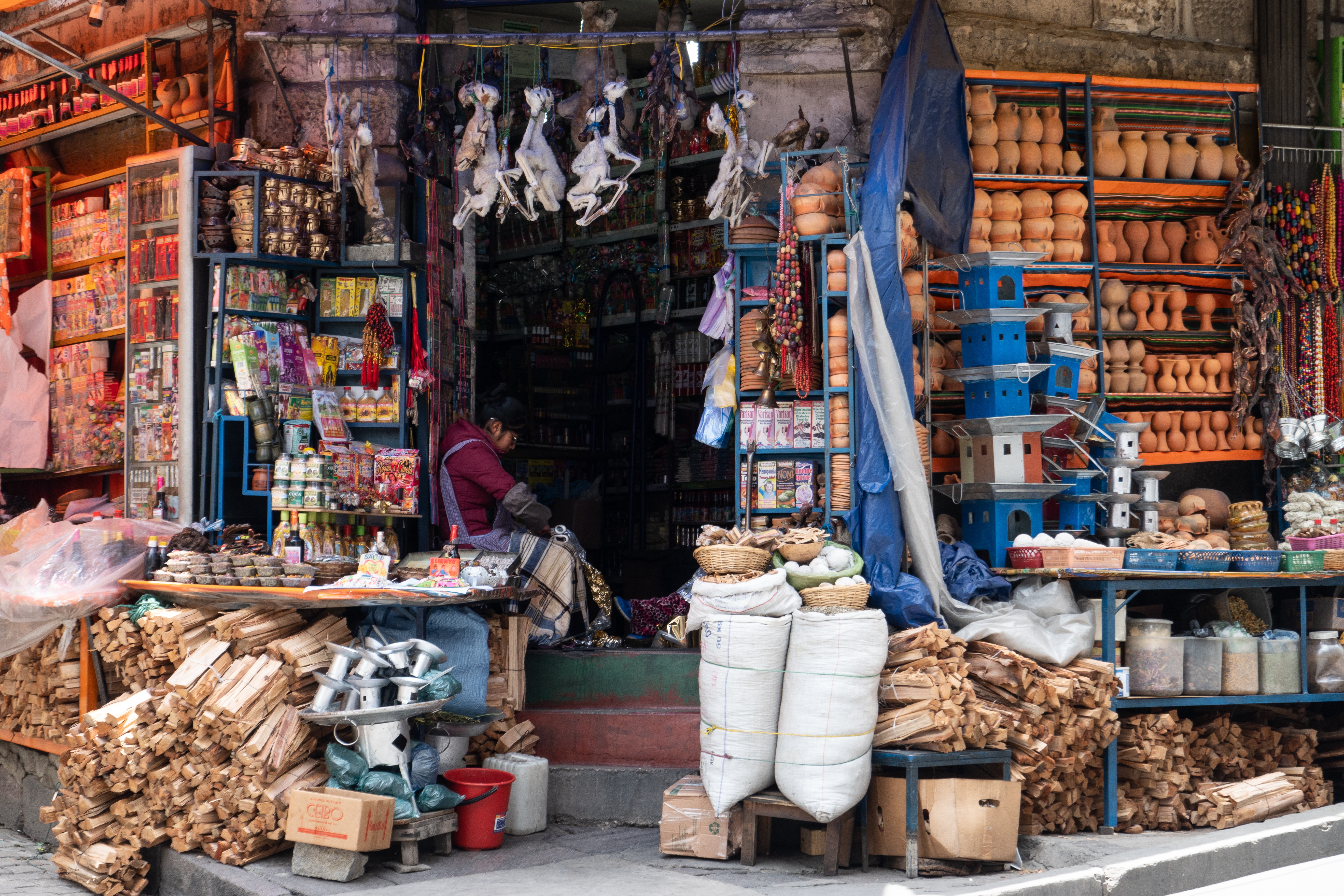
El Mercado de las Brujas

- Estadio Hernando Siles (el más grande de Bolivia, local para los partidos de la Selección Boliviana de fútbol).
- Laguna Cota Cota
- Casco Viejo de la ciudad
- Plaza Murillo
- Palacio de Gobierno
- El paseo del Prado (El Prado)
- Templo y convento de San Francisco
- Catedral Metropolitana
- Parque Urbano Central
- Mercado de las Brujas
- Teatro municipal de La Paz
- Teatro al Aire Libre
- Iglesia Santo Domingo
- La Calle Jaén (alberga 10 Museos, casas Coloniales, Bares y Restaurantes).
- Parque Metropolitano Laikacota
- Zoológico de Mallasa Vesty Pakos
- Valle de la Luna
- Valle de las Ánimas
- Mirador Jach'a Kollo
- Cañón de Palca
- Cine Teatro Monje Campero (uno de los cines más antiguos de ciudad de La Paz, cuenta con la pantalla más grande de Bolivia).
- Mi Teleférico
- Sopocachi (Zona artística y bohemia de la ciudad).
- Los Puentes Trillizos
- La Muela del Diablo
- Jardín Japonés

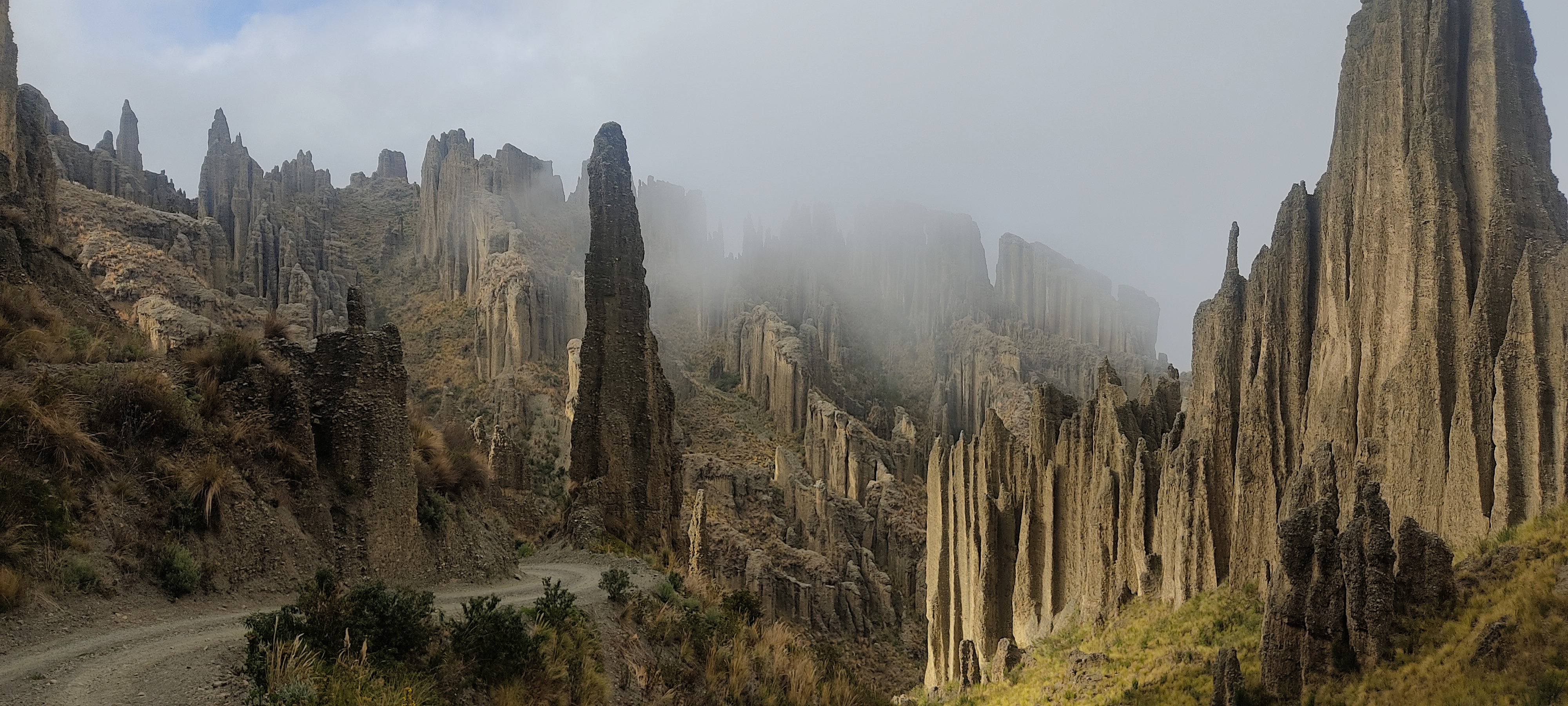
Formaciones geológicas en el Valle de las Ánimas a las afueras de la ciudad

En los alrededores de la ciudad de La Paz
- Cerro Illimani (la mayor cumbre de la cordillera Real)
- Montaña Huayna Potosí
- Chacaltaya (pista de nieve más alta del mundo)
- Lago Titicaca (Varias poblaciones a orillas del lago e islas)
- Copacabana (Bolivia) (pueblo a orillas del lago Titicaca)
- Isla del sol (segundo chakra de la Tierra)
- Parque nacional Madidi
- Sorata
- Coroico (pueblo de Los Yungas, región con clima cálido y húmedo y mucha vegetación)
- Tiwanaku (ruinas de la cultura Tiwanacota).
- Montaña Condori
- Palca (pueblo en las faldas del nevado Illimani)
- Parque nacional Cotapata
- Caminos Precolombinos: Takesi, el Choro, Yunga Cruz y el Camino del Oro
- Termas de Urmiri
- Reserva de la biosfera y tierra comunitaria de origen Pilón Lajas
- El Valle de Zongo

### Vida nocturna

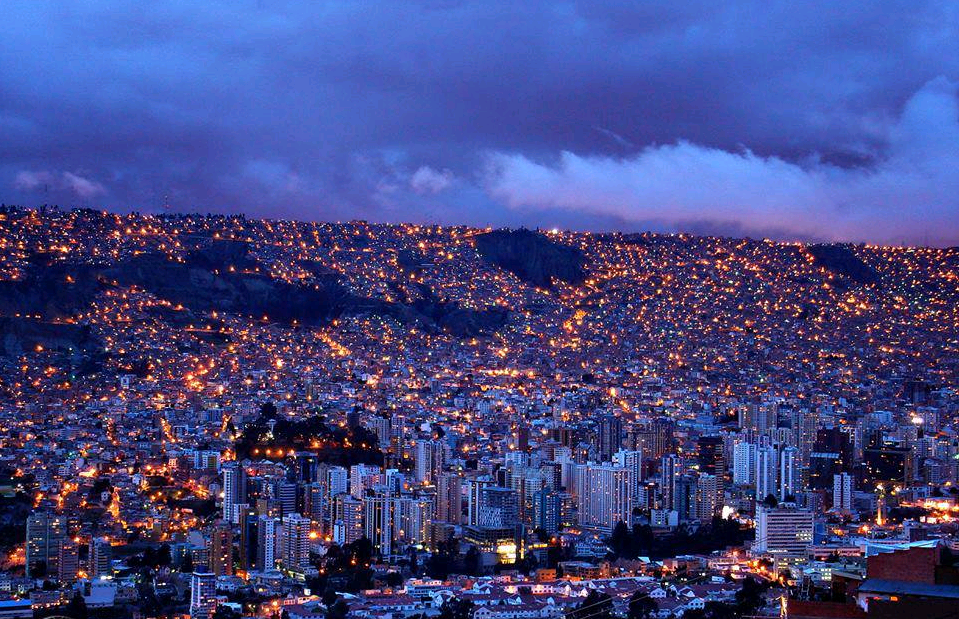
Vista nocturna de La Paz.

La Paz cuenta con una febril vida nocturna que cautiva a locales y a visitantes. Al igual que las grandes metrópolis de Sudamérica, La Paz ofrece un sinnúmero de alternativas para aquellas personas que desean pasar momentos agradables en horarios nocturnos. La ciudad cuenta con una enorme variedad de pubs, bares, karaokes, clubes y discotecas.
Uno de los recorridos obligados para los turistas es precisamente visitar las peñas-restaurantes, los cuales son lugares donde se aprecian tanto la música folclórica, la danza y gastronomía locales, generalmente estos establecimientos se encuentran en la zona central y en el casco viejo e histórico de la ciudad. Otro de los barrios paceños que es conocido por su activa vida nocturna y por tener un gran movimiento artístico y cultural es el barrio de Sopocachi, ya que en este se encuentran diversos cafés, bares, karaokes, discotecas, teatros, galerías de arte, museos y diversos centros culturales.
En una encuesta realizada en el 2016 se contaron aproximadamente más de 300 locales culturales y destinados a la actividad y vida nocturna.
Toda esta actividad llevó a que la guía turística Lonely Planet, en el año 2010, calificara a La Paz como la sexta ciudad más fiestera, divertida y con mejor vida nocturna del planeta. También la revista National Geographic, en el 2015, consideró que La Paz era la tercera ciudad del mundo con mejor y más intensa vida nocturna, por sus diferentes ofertas de diversión: Según esta institución La Paz es una "sofisticada dama que recibe a los visitantes con los brazos abiertos».

### Miradores
De acuerdo a la Secretaría Municipal de Culturas y Turismo de la Alcaldía de La Paz, existen alrededor de 21 miradores distribuidos en varias partes de la ciudad. Al tener una geografía montañosa, la ciudad ofrece vistas de la urbe, el altiplano y la Cordillera de los Andes. Desde ciertos miradores, también se puede observar el nevado Illimani al fondo de la ciudad. El Parque Urbano Central de La Paz es el área protegida principal y cuenta con extensas áreas verdes, jardines y balcones donde se puede observar el centro de la ciudad.

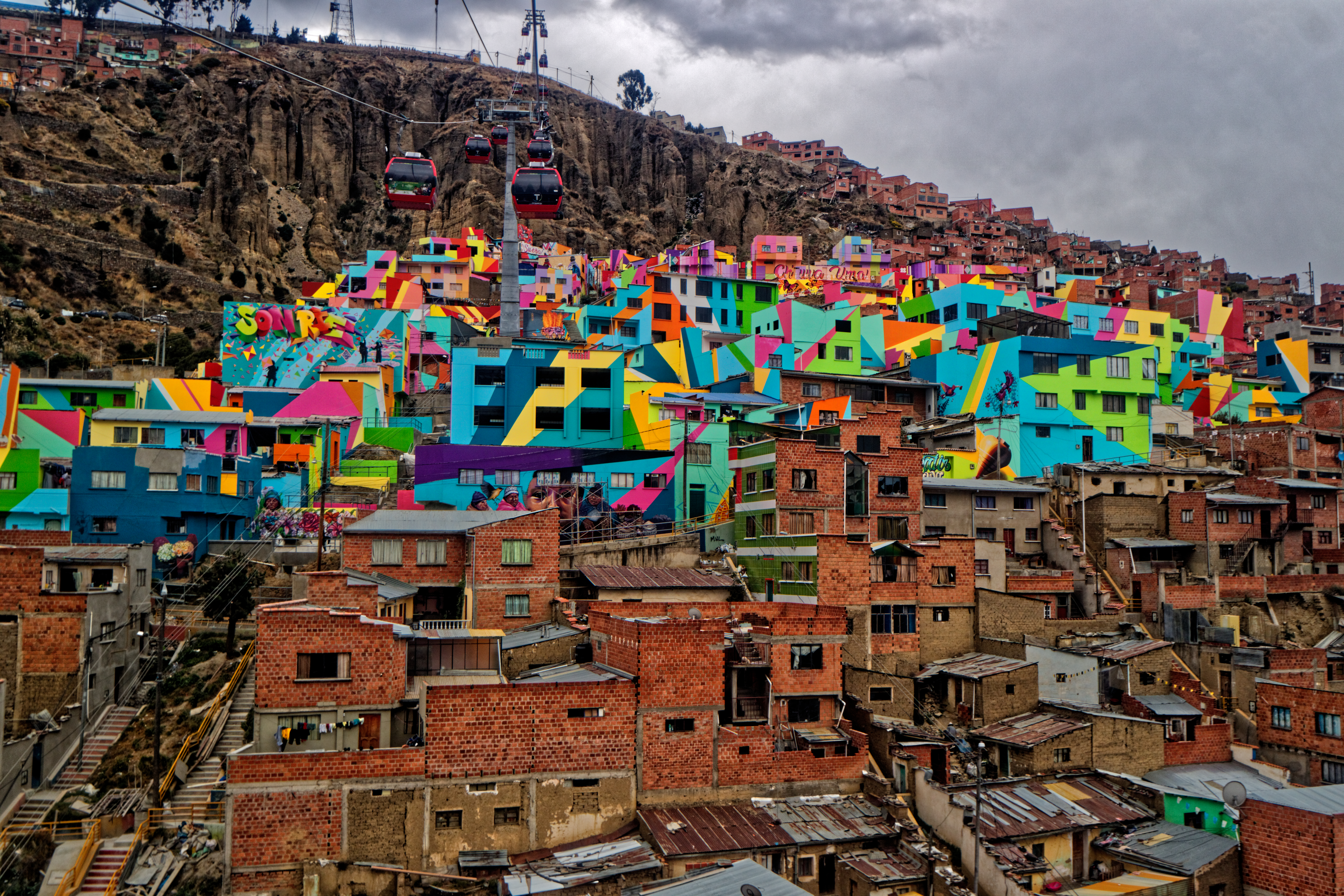
El barrio colorido de Chullauma, en las laderas de La Paz.

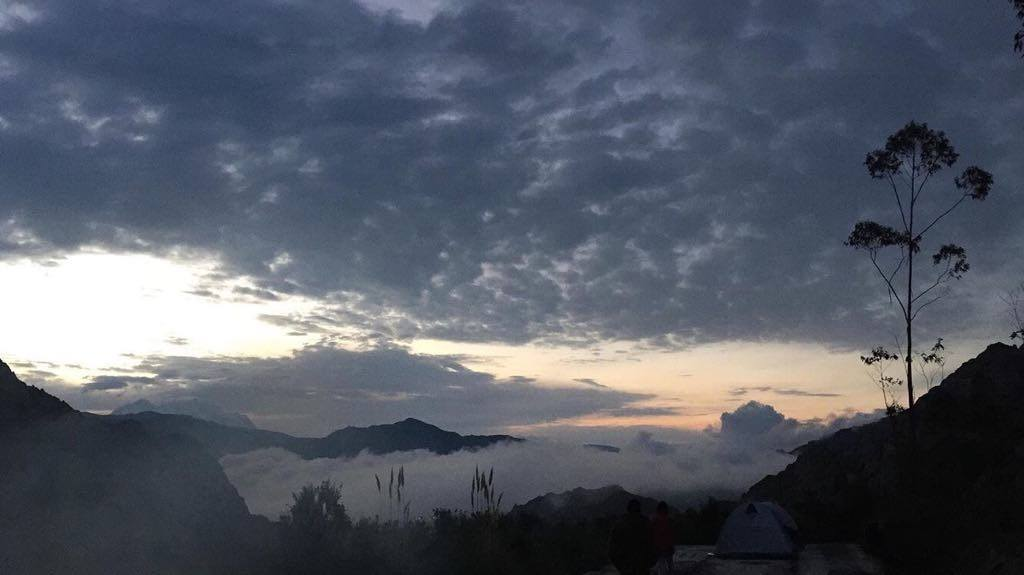
Amanecer en el barrio de Sequoia

- Mirador de Killi Killi: Este quizás es el mirador más visitado y famoso de la ciudad. El Mirador está ubicado en una loma, en el barrio de Villa Pabón.

El nombre de Killi Killi proviene de una pequeña ave rapaz que abundaba en la zona. Permite apreciar la ciudad con un alcance de casi 360°. Es otro sitio estratégico que sirvió como cuartel general durante el cerco a la ciudad (1781); desde ahí los indígenas vigilaban la antigua ciudad española.
Luego del descuartizamiento de Tupac Katari, uno de sus miembros fue colocado en este lugar como venganza y escarmiento para los indígenas.
- Parque Mirador El Montículo: Ubicado en la zona de Sopocachi, es uno de los sitios más visitados por las parejas de enamorados en la ciudad de La Paz. En su ingreso se puede apreciar una hermosa portada hecha en piedra, la misma que posee una ornamentación con cuernos de la abundancia y algunos detalles heráldicos. Una de las particularidades del Montículo es sin dudad el reloj, uno de los más antiguos de la ciudad y el que mejor se conserva, señalando desde hace muchos años y con toda exactitud las horas, las medias y los cuartos, con campanadas que en días nublados se escuchan a gran distancia.

Este mirador tiene una vista panorámica de la Zona Sur, Llojeta, Miraflores y del Nevado Illimani, centinela de la ciudad.
- Parque Metropolitano Laikacota: Ubicado en la Zona de Miraflores en la avenida del Ejército, el parque mirador Laikacota permite apreciar en toda su magnitud la singular topografía de la ciudad de La Paz, forma parte del Parque Urbano Central cuyo recorrido engloba el entorno paisajístico de nuestra ciudad.

- Mirador Jach’a Apacheta (Centro Ceremonial Andino): Ubicado en la zona de Alto Munaypata, posee un ángulo visual de 315°. Desde este mirador se divisa gran parte de la urbe paceña y El Alto; también se ve la cordillera Real de los Andes, sobre todo los nevados de Mururata e Illimani.

Como espacio ceremonial es uno de los más importantes de la ciudad de La Paz.
- Mirador Jach’a Kollo (cerro Grande): El amplio ángulo visual sobre la ciudad que proporciona este mirador ya fue apreciado por los indígenas que lideraron el cerco de La Paz en 1781. El actual mirador es también un sitio elegido para practicar ceremonias andinas de celebración y agradecimiento a la Pachamama (Madre Tierra).

- Mirador El Calvario: Es el mirador más antiguo de la ciudad. Su nombre deriva de la presencia en el lugar de las estaciones representativas de la crucifixión de Jesucristo y tiene una pequeña capilla en la cima. El recorrido de las estaciones empieza en la calle Pisagua de la zona Norte cerca de la plaza Riosinho y finaliza en la misma capilla.

Debido a su ubicación, este mirador permite observar la ciudad casi debajo de uno.

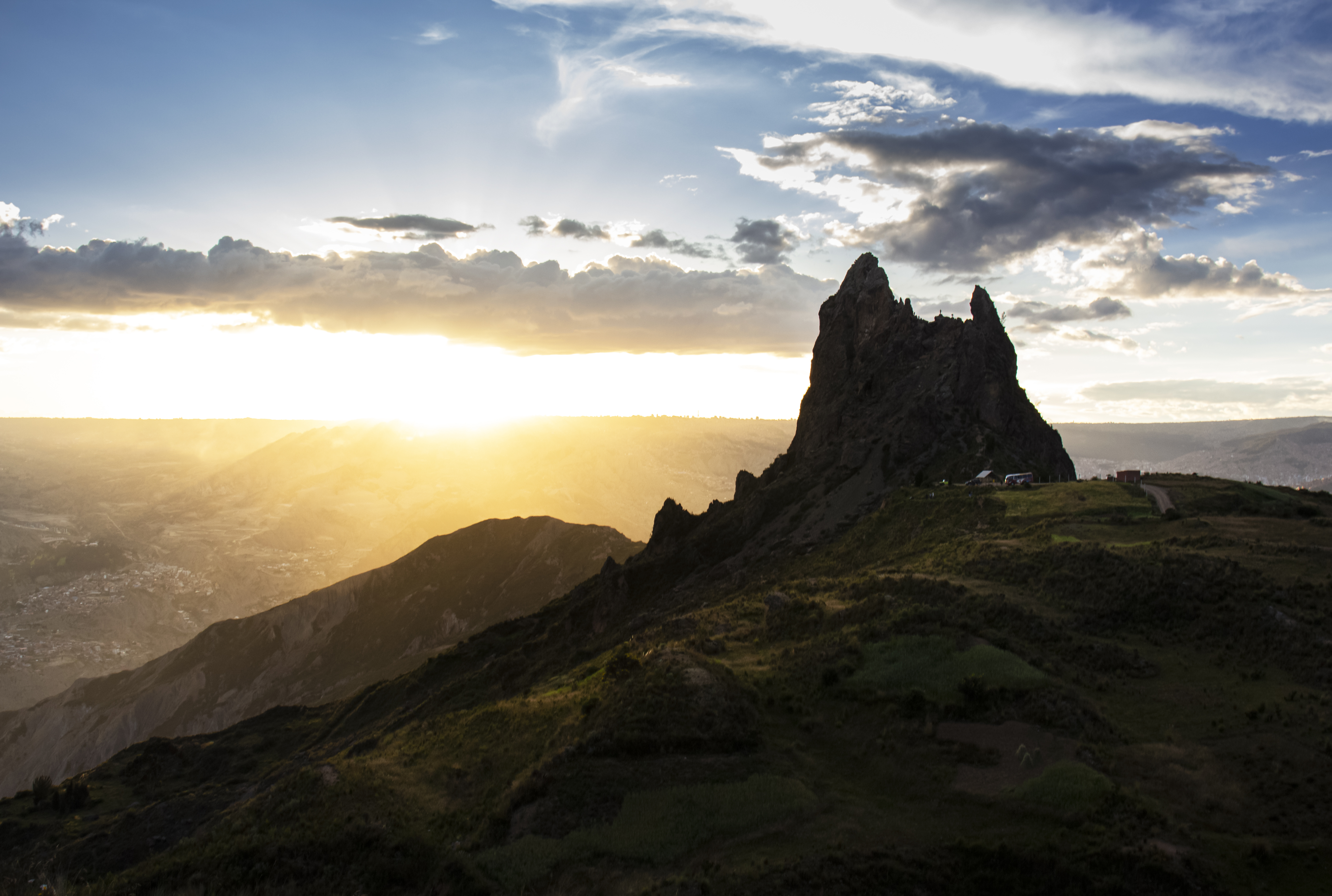
La Muela del Diablo, parte del área protegida municipal e importante punto turístico.

- Mirador Muela del Diablo: Gran mirador natural ubicado en las afueras de la ciudad. Posee una elevación rocosa monolítica natural de 150 metros de altura, la cual se destaca en el entorno paisajístico de la zona sur de La Paz. Tiene forma de una gran muela, a lo que debe su nombre la cual se destaca en el entorno paisajístico de la Zona Sur de La Paz.

El sendero de acceso hacia el atractivo mirador parte desde la zona de Mallasa. En el lugar, se puede apreciar vegetación compuesta por pastizales y arbustos bajos, además de gorriones y otras aves pequeñas.
- Mirador Sallahumani: Este mirador se encuentra situado en el lado derecho del carril de bajada de la autopista La Paz – El Alto a 150 metros del peaje.

Es uno de los más accesibles y su ubicación está marcada por una figura femenina esculpida en piedra (la “mamacoa”, deidad de la cultura Kallawaya). Desde él se aprecia gran parte de la ciudad con el nevado Illimani al fondo.
- Mirador Alto Pampahasi: Este mirador tiene una vista magnífica de los barrios de Llojeta, Miraflores, Villa Copacabana y Villa San Antonio es también un sitio elegido para practicar ceremonias andinas de celebración y agradecimiento a la Pachamama (Madre Tierra).

- Mirador Alto 27 de Mayo: Con un ángulo visual de 360 grados, es mirador con mayor altitud de la ciudad (4.041 metros sobre el nivel del mar).

Es uno de los menos accesibles ya que hay que caminar un sendero para poder llegar y se considera un vórtice energético.
En el lugar, se evidencia la existencia de nidos de águilas, se realizan ceremonias y rituales celebrados por amautas y yatiris en distintas fechas del año.
- Mirador-Santuario de Schoenstatt: Conocido también como Mirador de la Cruz, permite observar la zona sur de la ciudad de La Paz, las serranías de Achumani y la Muela del Diablo. El lugar alberga al Santuario de Schoenstatt, refugio católico –de origen alemán– que acoge la imagen de la Virgen María.

- Mirador 7 Lagunas: Una vez que se llega a la parada del PumaKatari en la avenida Siete Lagunas, debemos caminar alrededor de 20 minutos por Sircuyo (camino de piedra) hasta llegar al desvío del río Wallaquiri.

Atravesando el sendero del río, nos encontraremos con un paisaje diferente, llegaremos a conectarnos con la naturaleza en el municipio de La Paz y aprenderemos sobre la vida en comunidad, una tradición de los ancestros aymaras. Podremos también disfrutar de las lagunas, conociendo a las personas que habitan la comunidad, y disfrutando de relatos que han sido transmitidos por generaciones de más de 200 años.

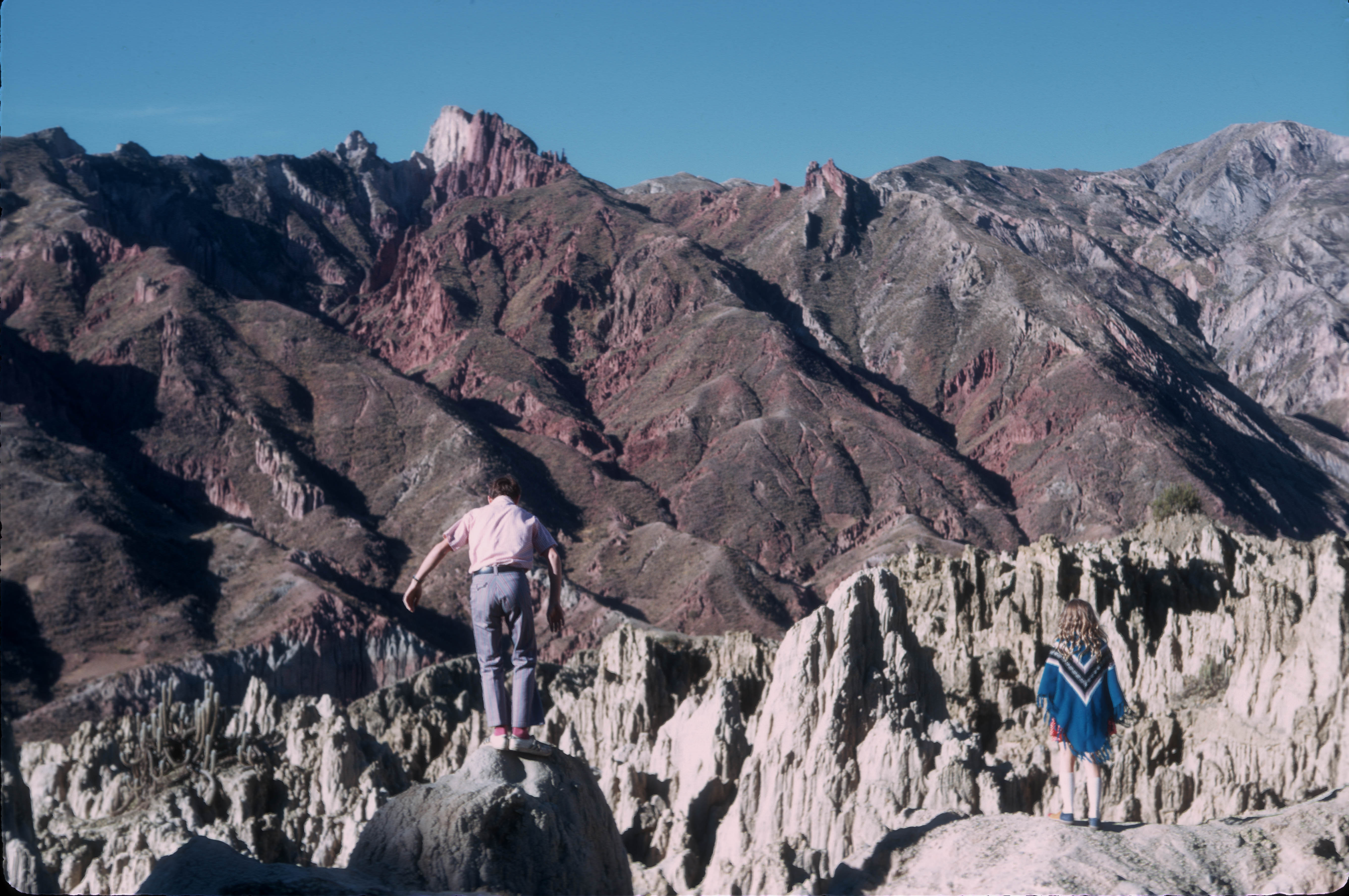
El Valle de la Luna, en la zona de Mallasa

- Mirador Mallasilla: Rodeado de un singular paisaje, en el que destaca el Valle de la Luna, se encuentra el barrio de Mallasilla, que al estar ubicado a una altura superior que el resto del circuito, ofrece vistas impresionantes de las montañas que circundan a La Paz y a los municipios de Achocalla y El Alto.

- Mirador Alto Següencoma: El lugar permite observar una vista panorámica que abarca desde las antenas de El Alto, Llojeta, Sopocachi, parte del centro paceño, Alto Obrajes, Alto Següencoma, Calacoto, Chasquipampa, hasta Aranjuez.

- Mirador Corazón de Jesús: Este mirador se encuentra a los 4.087 m s. n. m., permite una vista panorámica de toda la cordillera Real y el casco urbano de la ciudad de La Paz. Respecto al monumento “Sagrado Corazón de Jesús”, el Cristo fue colocado al borde de El Alto, a fin de que proteja a la ciudad de La Paz, su ubicación en altura para que todos lo vean es igual que otros Cristos ubicados en las alturas de grandes ciudades. De hecho, extiende sus brazos hacia la ciudad de La Paz en señal de protección.

## Cultura

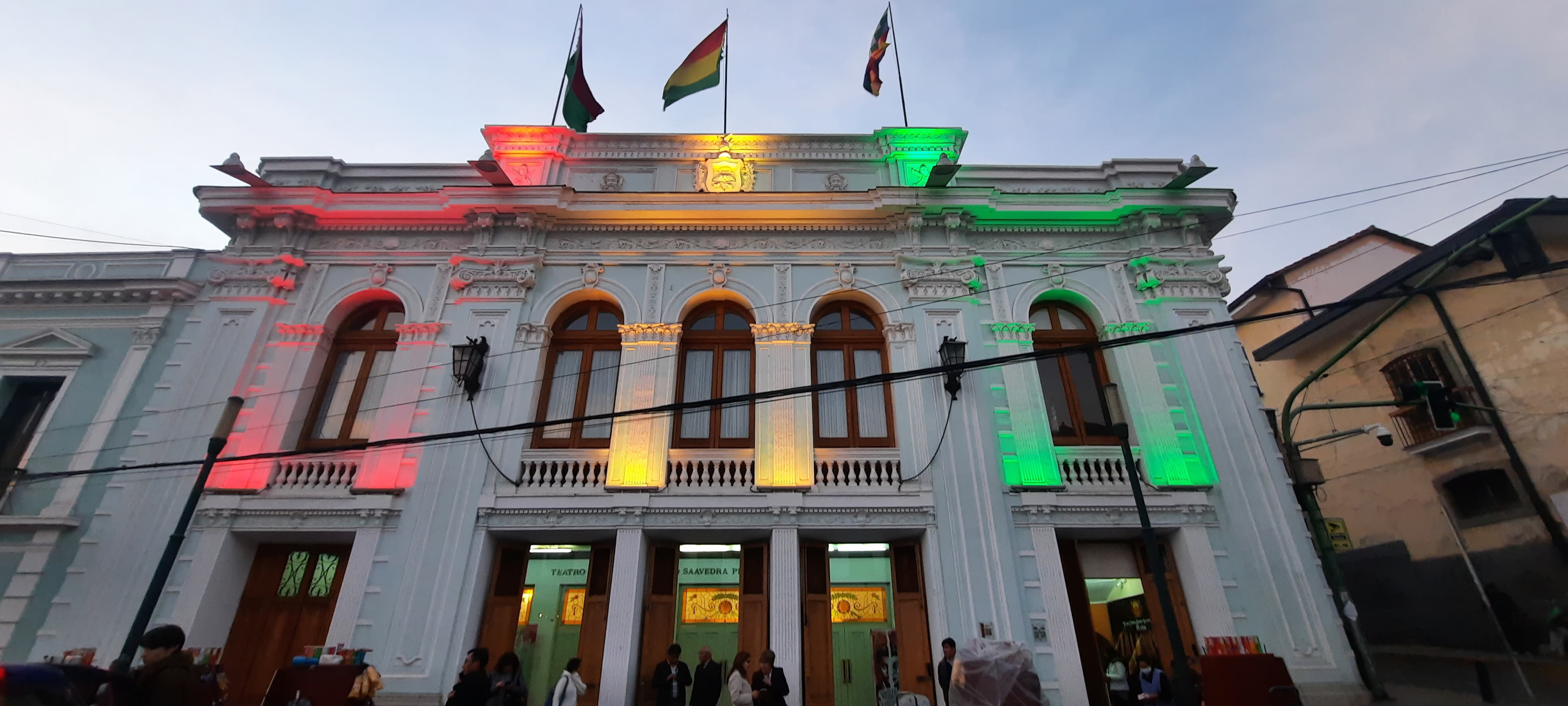
El Teatro municipal Alberto Saavedra Pérez

Anualmente se realizan varias ferias y eventos culturales. Cada año se celebra la majestuosa entrada del gran poder que aglutina a muchas personas de todo el país y extranjeros, es una entrada folclórica que muestra las diversas danzas de Bolivia, donde el mestizaje predomina en estas danzas autóctonas. Gran parte de la vida cultural es organizada por la municipalidad local o por el Gobierno central. En el paseo de El Prado se celebra la "Feria Dominical" para dar espacio a artistas y diferentes tipos de expositores que se reúnen y brindan espectáculos de distintos tipos para desestresar el congestionado centro con un ambiente artístico relajado y orientado a la familia.

### Museos y centros culturales

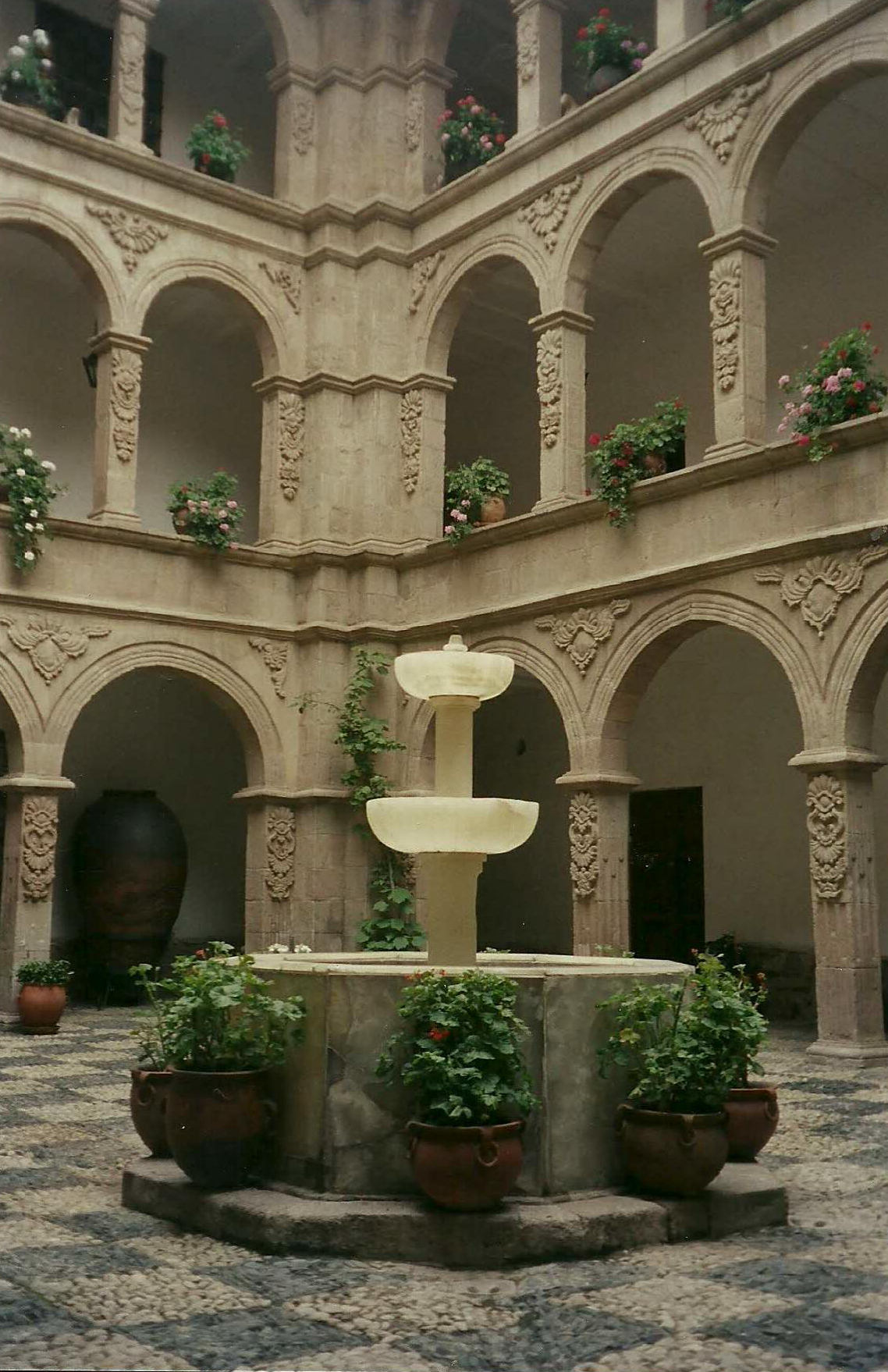
Interior del Museo Nacional de Arte de Bolivia

La Paz como sede de gobierno, cultural y hogar de los principales líderes de la revolución independentista de Bolivia es un epicentro del tejido cultural e histórico que alberga museos de invaluable importancia. La Paz es la ciudad boliviana que cuenta con más museos a nivel nacional.
Los museos, galerías de arte y centros culturales de La Paz son muchas veces financiados por el Estado o por entidades privadas.
Los más notables son los museos de la Calle Jaén, que ha preservado el diseño de las calles desde los días coloniales y en donde hay diez museos diferentes.

#### Museo Casa de Pedro Domingo Murillo
Este museo guarda la memoria del cabecilla de la revolución paceña de julio de 1809, Pedro Domingo Murillo. En su interior te espera una estructura de dos plantas que dan lugar a amplias salas de exhibición con muebles, artesanías y un dormitorio de la época de la revolución independentista.
También podrás encontrar una pinacoteca colonial y un oratorio. En el patio principal aguarda un jardín y una escultura de Murillo, fabricada en bronce. Asimismo, una plaqueta original del escudo de La Paz, símbolo que resalta la fundación de la ciudad con la frase: “Los discordes en concordia, en paz y amor se juntaron, y un pueblo de paz fundaron para perpetua memoria”.

#### Museo de Etnografía y Folklore

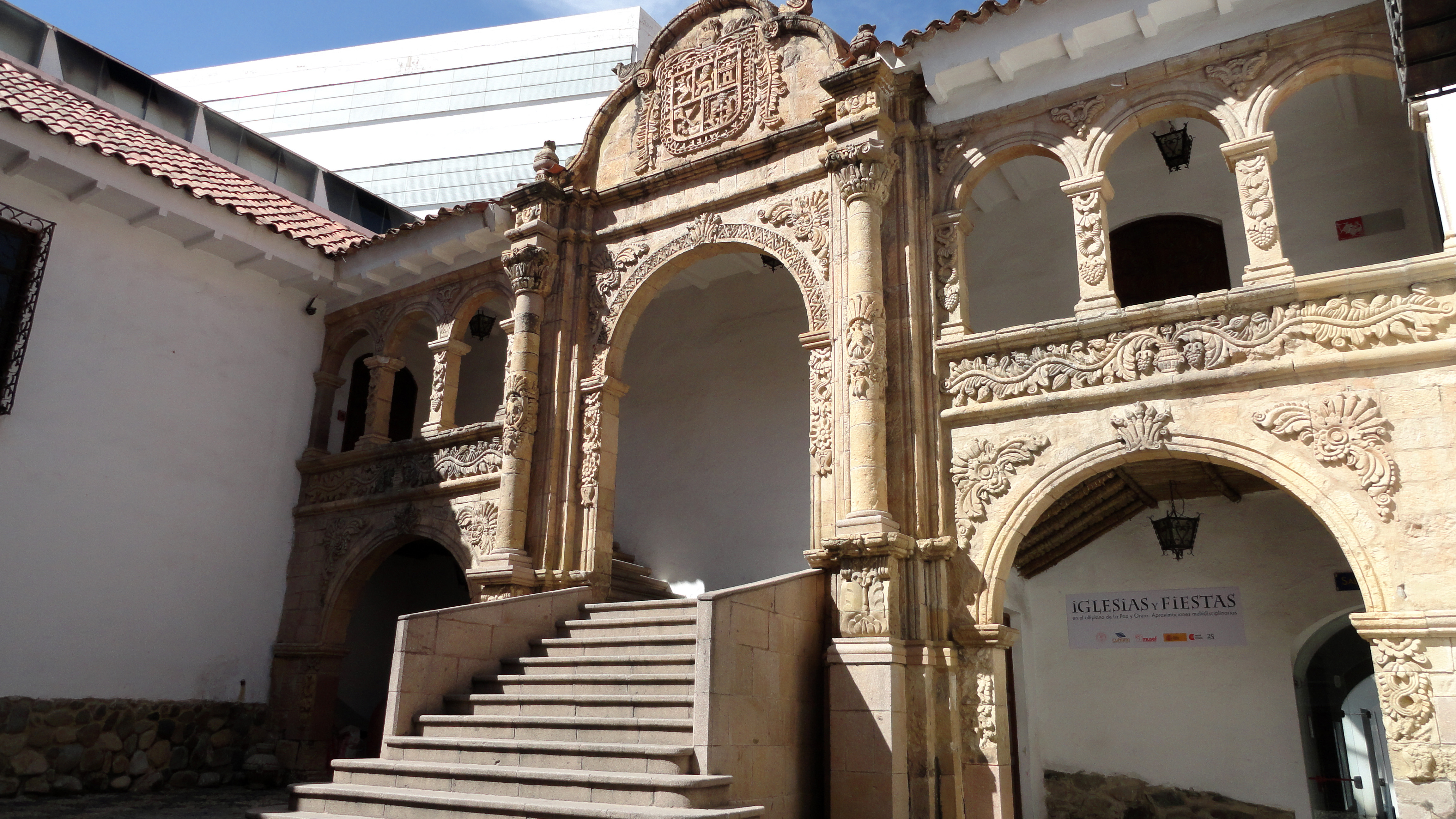
El Museo de Etnografía y Folklore (Musef) en el Palacio de los Marqueses de Villaverde

Este museo está diseñado bajo el estilo barroco mestizo que deslumbra a sus visitantes. En sus salas se exhiben piezas arqueológicas de las culturas Chipaya y Uru, textiles, arte plumario, máscaras de danzas bolivianas y una videoteca con trabajos de investigación especializada, entre otros. Situado en una casa construida en el siglo XVIII.

#### Museo Nacional de Arte

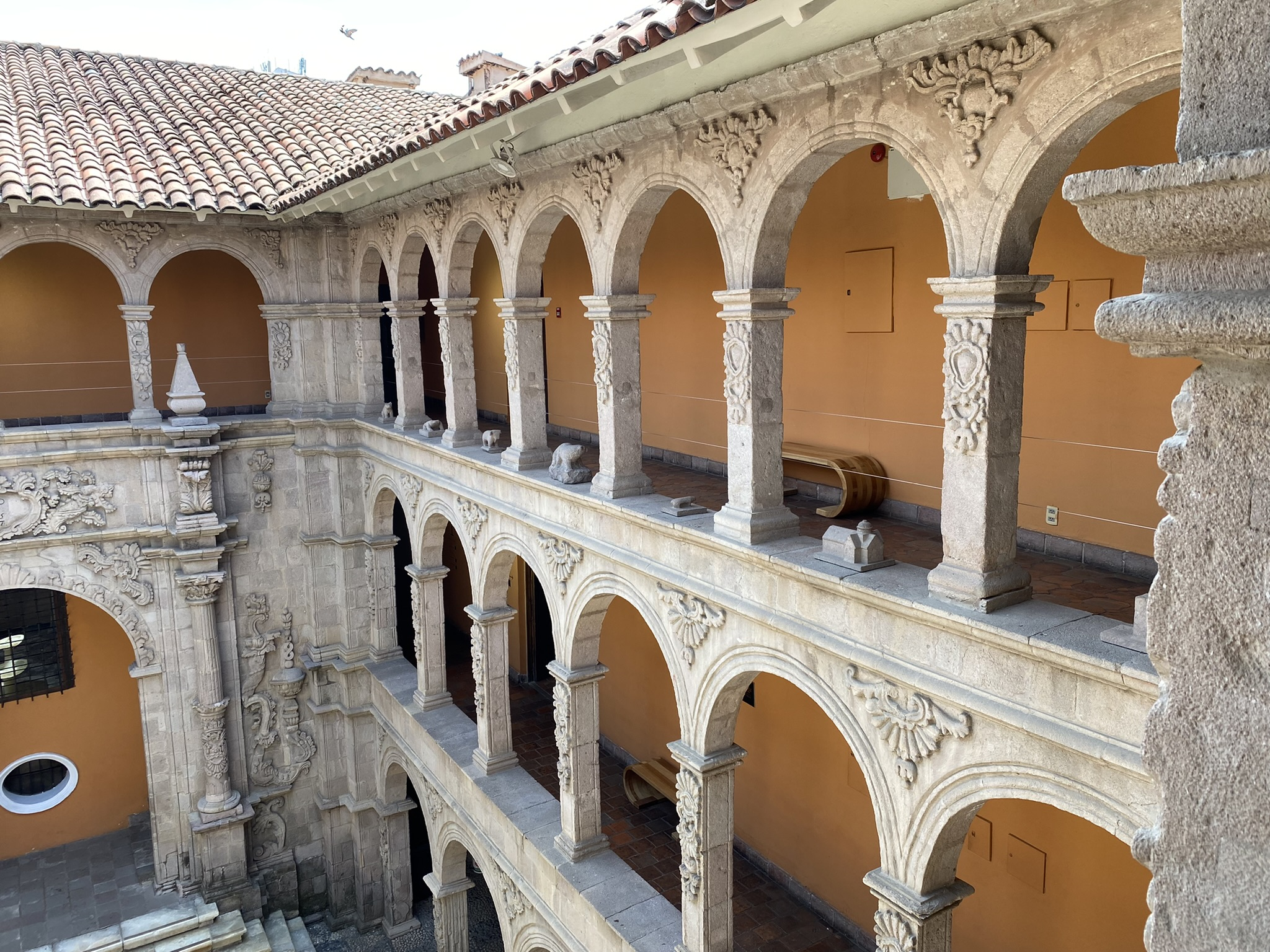
El Museo Nacional de Arte, ubicado en el Palacio Diez de Medina

Casa de Francisco Tadeo Diez de Medina, palacio construido en 1775, importante hacendado de la ciudad que vivió a finales del siglo XVIII. Este museo tiene una gran variedad de pinturas que datan desde la época virreinal hasta la era moderna. Famosos pintores como Cecilio Guzmán de Rojas, Melchor Pérez de Holguín o escuelas como la paceña y la potosina, están representados con trabajos de gran calidad artística.
Este museo está ubicado en la calle Comercio en el centro de la ciudad.

#### Centro cultural Museo San Francisco
Los cuadros religiosos que se exhiben en esta basílica-museo han sido pintados mayormente por indígenas que permanecen en el anonimato; los silenciosos claustros y el amplio jardín, brindan una profunda tranquilidad. El techo y el campanario ofrecen una vista diferente de la zona central de la ciudad. Su edificación, de estilo barroco-mestizo, hará que te remontes al pasado, por casi cinco siglos, ya que los inicios de la Orden Franciscana en Bolivia están entretejidos con los inicios de la ciudad.
La avenida Mariscal Santa Cruz, donde hoy se ubica la plaza, cubre el —ahora embovedado— río Choqueyapu que, en aquel entonces, dividía la “ciudad de los indios” de la “ciudad de los españoles”. Desde el siglo XVI hasta hoy, muchos acontecimientos han quedado grabados en las paredes de este convento.

#### Museo Costumbrista Juan de Vargas
Dioramas y maquetas te acompañarán en este museo para mostrarte las diversas costumbres que se fueron forjando desde los inicios de esta ciudad. Encontrarás personajes sobresalientes y sucesos que marcaron la historia, como el colgamiento de Pedro Domingo Murillo en la horca o el descuartizamiento de Tupac Katari a cargo de la colonia española. Sus pasillos también dan lugar al fútbol, el deporte más popular de La Paz y de Bolivia.
El museo posee también algunas pinturas que retratan La Paz de antaño y muchas otras que muestran la belleza de la “chola paceña” y la Feria de la Alasita. También encontrarás recuerdos de elementos paceños que no volverán, como el antiguo tranvía de la ciudad y las imágenes de tambos precolombinos, lugares de acopio y albergue antes y durante la colonia.

#### Museo de Metales Preciosos Precolombinos o Museo del Oro
Este museo atesora manufacturas de orfebrería y cerámica de la época precolombina, que son un tesoro histórico y artístico. La sala dedicada al oro resguarda valiosos objetos como diademas pectorales, orejeras y adornos de mantas y vestidos que se atribuyen a la cultura incaica. En la sala dedicada a la plata podrás apreciar objetos de uso religioso y ceremonial, heredados de las culturas Aimara, Mollo, Wankarani, Chiripa, Cultura tiahuanaco e Inca.
La “Fuente Magna” es uno de los objetos más llamativos del museo. Tiene entre 3000 y 3500 años de antigüedad y que posee una belleza incomparable. Como un elemento adjunto y de mucho valor cultural este museo también alberga una construcción que retrata el interior de una chullpa (torre funeraria de las culturas precolombinas), con momias y ofrendas.

#### Otros Museos

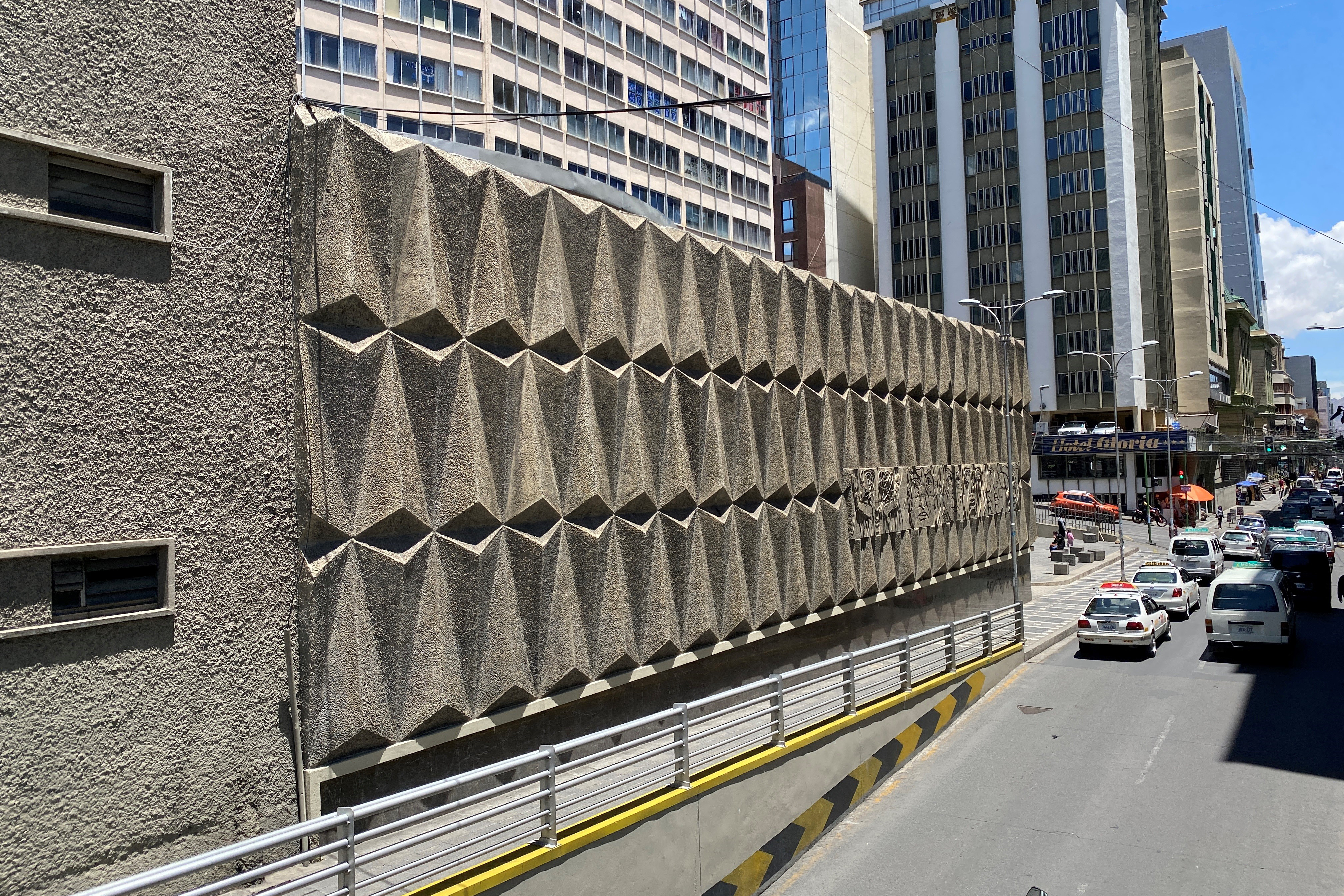
La Casa de la Cultura Franz Tamayo, un espacio cultural importante de La Paz que cuenta con numerosas salas de exposiciones y un teatro.

- La Casa de la Cultura Franz Tamayo, un espacio cultural importante de La Paz que cuenta con numerosas salas de exposiciones y un teatro.Museo Litoral Boliviano: El año 1879 se produjo la guerra del Pacífico en la cual Bolivia perdió su costa al Océano Pacífico a manos del ejército de Chile, tema principal de este museo junto a la remembranza del héroe de esa guerra y defensor de Calama, el coronel Eduardo Abaroa.

Tendrás a disposición cuatro ambientes que dan lugar a exhibiciones de fotografías de los puertos del Pacífico que fueron usurpados por Chile, personajes destacados de la Guerra, así como armas, estandartes y objetos que se rescataron del enfrentamiento bélico.
- Museo de Arte Contemporáneo Plaza: Este Museo exhibe una colección de pinturas, esculturas, cerámica, obras de artistas reconocidos nacionales o extranjeros de los últimos 500 años.

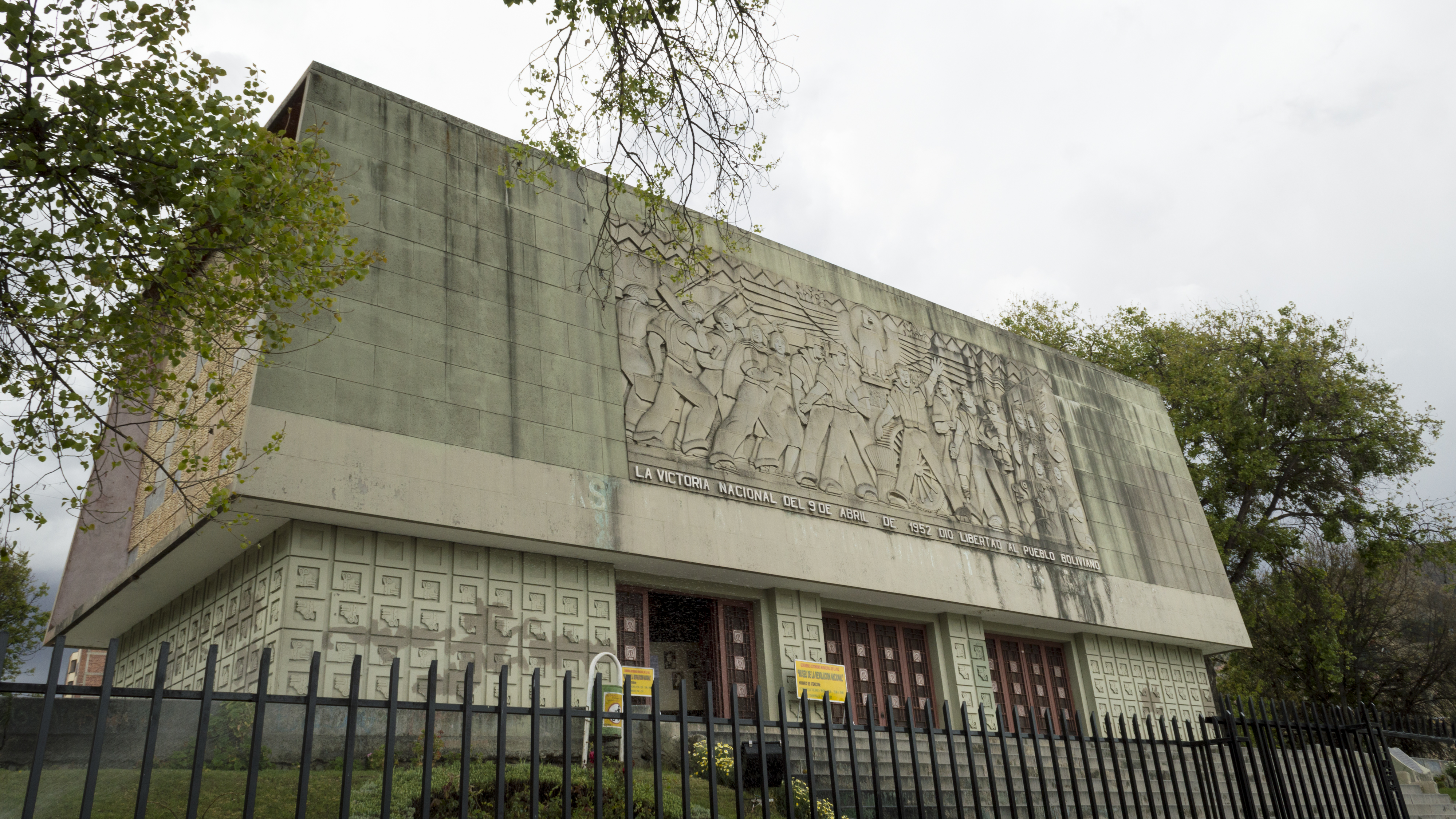
Mural del Museo de la Revolución boliviana de 1952

- Mural del Museo de la Revolución boliviana de 1952Museo de Instrumentos Musicales: Más de 2000 instrumentos nacionales e internacionales son atesorados en las salas de este museo, gracias a la colección y trayectoria del reconocido charanguista y lutier, Ernesto Cavour. Las singulares características de estos instrumentos te dejarán pasmado por su rareza y la ingeniosidad de sus creadores. La colección data desde la época prehispánica hasta nuestros días, haciendo una recopilación de piezas de todas las regiones del país y de otras latitudes. Podrás apreciar cientos de zampoñas, quenas, charangos, tambores, entre otros. Pero eso no es todo. También podrás tocar varios de ellos, y descubrir cómo fueron fabricados para hacer música.

- Museo Tambo Quirquincho: Esta construcción ubicado en calle Linares, fue la casona del cacique Quirquincha y sirvió de hospedaje para el fundador de la ciudad, Alonso de Mendoza. La arquitectura presenta claros rasgos coloniales. El museo te presenta colecciones de platería colonial y republicana, fotografías de antaño, máscaras, pinturas y esculturas contemporáneas de La Paz. Varias de las exposiciones están sujetas a programación, por lo que varían a lo largo del año.

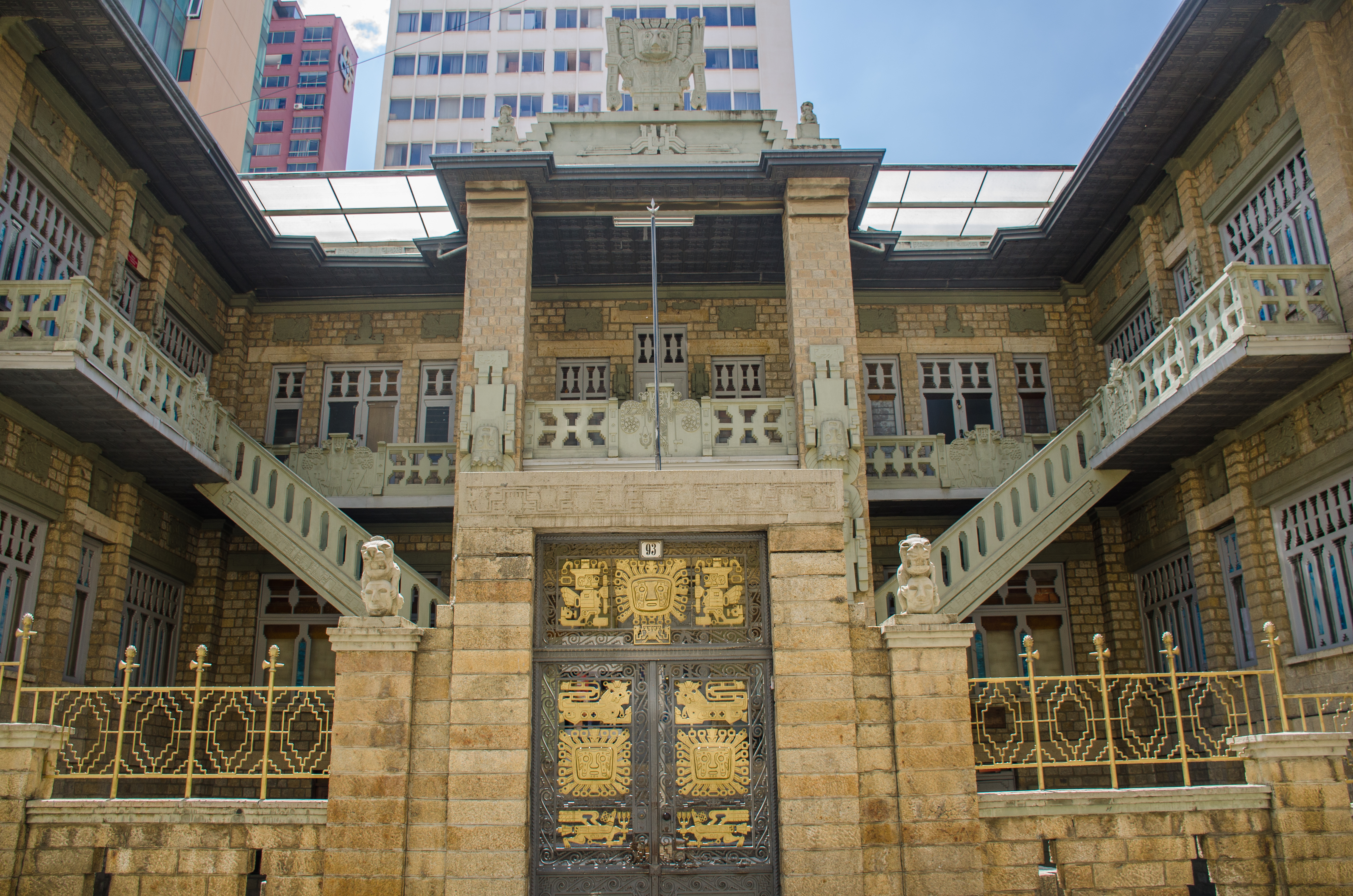
El Museo Nacional de Arqueología de Bolivia.

- El Museo Nacional de Arqueología de Bolivia.Museo Nacional de Arqueología: Exhibe una colección de artefactos de la cultura Tiwanakota.

- Museo Casa María Núñez del Prado: Exhibe el quechua y el aimara en esculturas por la artista boliviana Marina Núñez del Prado.

- Museo Nacional de Historia Natural de Bolivia: Museo donde se puede apreciar muestras de la fauna boliviana, entre sus colecciones cuenta con fósiles de vertebrados e invertebrados pertenecientes a diferentes eras geológicas. También se aprecian exposiciones de paleontología, geología, zoología y elementos botánicos de interés.

- Museo de la Revolución Nacional: El 9 de abril de 1952 tuvo lugar la Revolución que permitió la nacionalización de las minas, la reforma educativa, la reforma agraria y el voto universal, temas fundamentales de este museo.

En sus pasillos encontrarás fotografías de la época y dos imponentes murales de reconocidos artistas como Miguel Alandia Pantoja y Walter Solón Romero. Estas inmensas piezas de arte contienen alrededor de 70 escenas alusivas a la revolución y sus ideales. En una planta subterránea se encuentran los restos mortales del expresidente Gral. Juan José Tórrez, el líder sindical Juan Lechín Oquendo y sarcófagos que rinden homenaje a los mártires de la Revolución.
- Museo Nacional de Arqueología Tiwanaku: Casona construida con diseños neotiwanacotas, muestra exposiciones sobre material lítico y cerámica de las culturas Tiwanaku, Wankarani, Chiripa, de los Valles, el Oriente Boliviano y el Imperio Incaico.

- Museo de Textiles Andinos Bolivianos: Se exhibe el proceso de tejido, estilos, textiles de diferentes culturas y regiones del país con diseños iconográficos y una muestra de tesoros nacidos de ruecas y telares. Sobresale la importancia del tejido de Los Andes que data de hace más de 3000 años.

- Museo de la Coca: En este museo puedes hacer un recorrido artístico e histórico sobre la hoja de coca, parte de la flora que es considerada sagrada para los pueblos del Ande. Te esperan en sus pasillos variadas pinturas representativas y fotografías que retratan la cosecha, consumo y otros temas relacionados con la coca, como también temas afines como la boda aimara donde la hoja sagrada juega un rol importante.

Otra sección del museo explica los usos variados de la hoja sagrada dentro de la medicina natural y otros usos como el que se le dio para crear la famosa bebida Coca Cola.
- Espacio Memoria y Futuro "Piriripi": Museo interactivo para niños que a través de la educación y cultura ciudadana cualifica hábitos y comportamientos de la sociedad respecto al pasado, presente y futuro. Desde este museo se puede apreciar una de las vistas más hermosas hacia toda la urbe paceña.

- Museo Histórico Militar: Perteneciente al colegio militar Cnl. Gualberto Villarroel, posee valioso material de personalidades como el Libertador Simón Bolívar, Mcal. Antonio José de Sucre, Mcal. Andrés de Santa Cruz y objetos rescatados de la guerra del Pacífico (1879) y la guerra del Chaco (1932). También existen objetos rescatados de la guerrilla de Ernesto Che Guevara así como algunos de los primeros armamentos bélicos usados en Sudamérica.

- Museo de la Academia Boliviana de Historia Militar: Es un organismo oficial con administración propia, tiene por finalidad coordinar y fomentar la investigación histórica, con miras a la elaboración de la historia militar de Bolivia, acorde con la historia general del país. Exhibe uniformes, armamento y murales de la Guerra de la Independencia, de la guerra del Chaco y de la guerra del Pacífico.

- Museo Policial: Cuenta con salas de exposición en las que se exhiben muestras de la historia de la institución, uniformes, banderas, condecoraciones, fotografías, armas y obras de arte. Además cuenta con una biblioteca especializada.

- Museo Elsa Paredes de Salazar, Muñecas con trajes típicos de Bolivia y el Mundo: Este museo ofrece una amplia variedad de muñecas vestidas con la indumentaria tradicional, de ceremonias y danzas de diferentes pueblos y culturas tanto de Bolivia como de otros países y continentes.

- Museo del Deporte Nacional

- Museo Galería de los Escoltas Presidenciales Gral. Idelfonzo Murguía Anze

- Museo Nacional de Arte Sacro de la Catedral

- Museo Postal Filatélico Dr. José J. Lemoine

### Artesanía
La artesanía en cualquier parte del mundo es una expresión cultural, que día a día gana más adeptos: aquellos que aprecian el trabajo manual y personalizado, en vez de los productos masivos, que de una forma u otra se han convertido en el sustento de una sociedad consumista e individualista.
En La Paz la artesanía es parte esencial de la cultura tanto paceña, como boliviana. En la ciudad de La Paz se puede encontrar una variedad de artículos artesanales a precio justo: artículos de decoración, accesorios de vestir, ropa, souvenires, eso y mucho más especialmente confeccionados por sociedades de artesanos, compuestas generalmente por familias enteras, quienes encontraron en el desarrollo de este arte una forma de ingreso, es así que miles de grupos familiares bolivianos se sustentan día a día con el trabajo artesanal.
La artesanía paceña, es una expresión rica gracias a la variedad de culturas existentes en el departamento de La Paz y en el país. En cualquier forma de arte se refleja la riqueza tradicional, aún latente, a pesar del paso de los años y de las influencias extranjeras a las que está expuesta.
Es gratificante observar que los artesanos bolivianos se esfuerzan por ofrecer al mercado productos de altísima calidad.

### Gastronomía

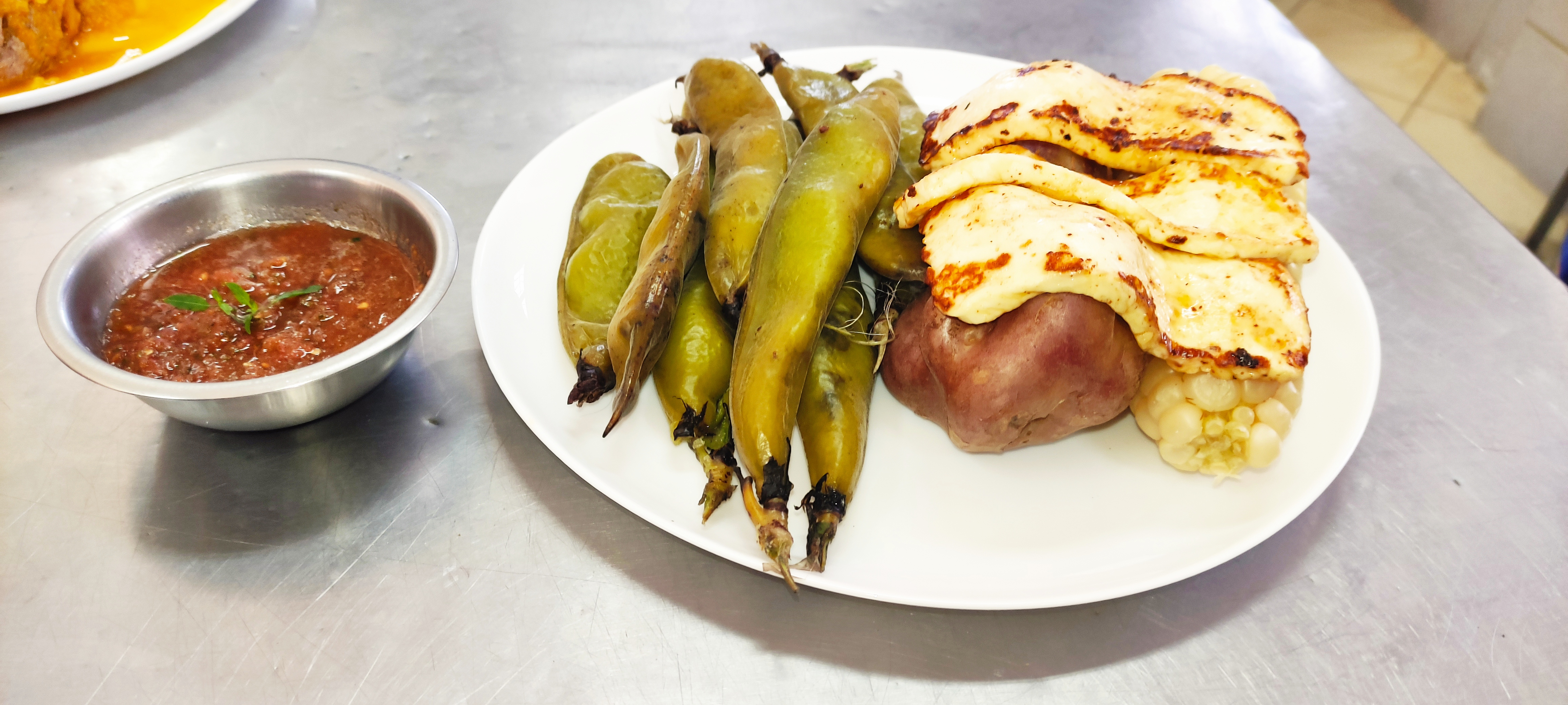
Plato paceño tradicional.

La gastronomía de La Paz es diversa y completa, y va cambiando, volviéndose cada vez más cosmopolita y su comida más sofisticada tanto en platos locales como en los internacionales. La oferta gastronómica es variada va desde la comida más tradicional, rústica y comunitaria, pasando por todas las variedades de platos de todos los departamentos de Bolivia, llegando a la comida fusión, hasta todo tipo de restaurantes que ofrecen comida latinoamericana, asiática y europea.
La comida callejera es muy popular en La Paz. Platos conocidos incluyen las salteñas, las tucumanas, la papa rellena, el choripán, el anticucho, y el sándwich de chola. 
Todo esto llevó a NETFLIX a incluir a La Paz en la serie Street Food Latin America.

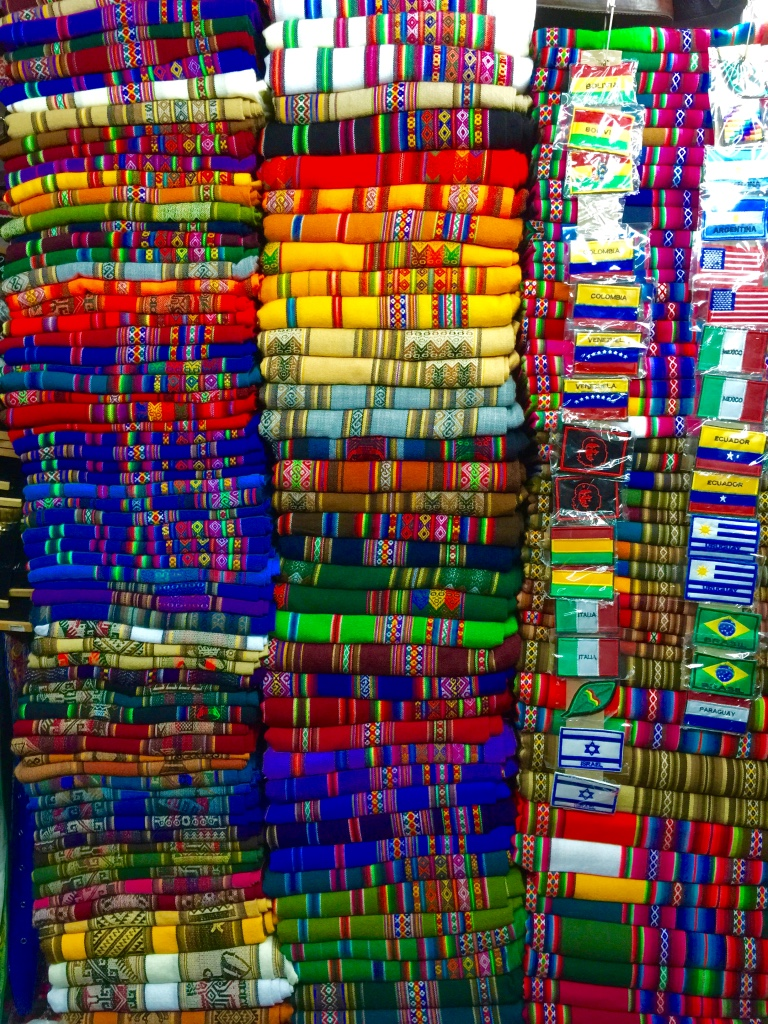
Aguayos de diversos diseños a la venta en La Paz

### Textilería
El arte textil paceño es una de las más antiguas tradiciones textiles de los Andes y llegó a ser una de las más desarrolladas durante el apogeo inca, debido al uso de diferentes materiales y técnicas (resultado de su cultura híbrida adquirida gracias a las conquistas de otras etnias andinas).
Los textiles paceños se caracterizan por sus diseños geométricos o tocapus y por la fineza de su técnica. Los incas que antes habitaban toda esta zona destacaron por sus tapices y sus mantos de plumas, también de diseños geométricos. Tuvieron un extraordinario sentido de la simetría, reflejado en la repetición de figuras estilizadas dispuestas de una manera sumamente ordenada.
Un factor muy importante en la textilería de la región del altiplano y de la ciudad de La Paz es el clima seco y frío de la región, por esto es que los modelos y los textiles para la confección de ropa en esta parte del país fueron pensados para combatir las bajas temperaturas; una de las prendas más conocidas por cumplir esta labor, es el poncho de origen prehispánico, apareció con el nombre de “unku”. Sin mayor explicación es un pedazo de tela con una abertura en la mitad, para meter por ahí la cabeza; el resultado es una cálida sensación de bienestar, ya que cubre la mayor parte del cuerpo, según el modelo.
Otro elemento explotado fuertemente en la confección de piezas artesanales es el aguayo, un textil típicamente andino, de origen precolombino y con una enorme carga cultural. Cada uno de estos textiles tiene una historia que contar: el entramado del tejido, los colores, los hilos, las figuras en él, son personajes, vivencias de las comunidades o de sus tejedores.

### Festividades
Festividades y días feriados más importantes:
- 24 de enero: Alasitas
- Febrero o marzo (fecha móvil): Carnaval
- Mayo (fecha móvil): entrada folclórica del Señor Jesús del Gran Poder
- 21 de junio: Año Nuevo aimara
- 16 de julio: Aniversario del departemento de La Paz
- Último sábado de julio: tradicional entrada folclórica universitaria
- 20 de octubre: Aniversario de la fundación de La Paz
- 1 y 2 de noviembre: Todos los Santos

#### La Feria de Alasitas

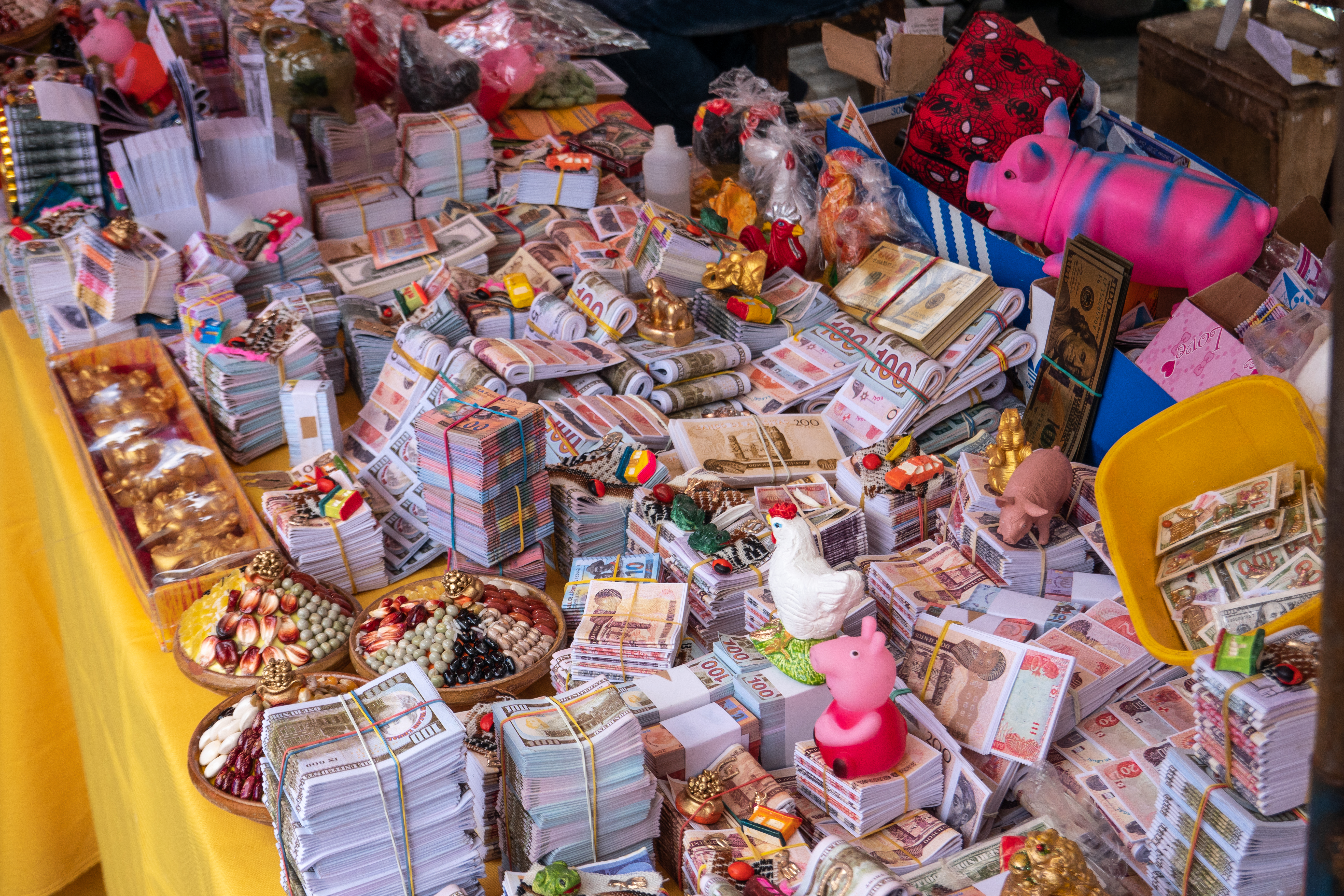
Miniaturas en la Feria de la Alasitas.

La Paz es una ciudad con muchas tradiciones de los antepasados. Por ejemplo, la Feria de la Alasita o Feria de las Alasitas (nombre que proviene del aimara ala-si-ta: ‘comprame’)
es un festival tradicional en la que la gente compra todo tipo de artesanías miniaturizadas para atraer a la buena suerte. Se realiza a partir del 24 de enero, en el campo ferial de La Paz y se prolonga por aproximadamente tres semanas. Las artesanías en miniatura representan a las cosas que uno quiere tener en futuro como dinero, trabajo, casa, buena suerte, salud, amor, estudios, etc.
Fue declarado Patrimonio cultural inmaterial de la humanidad por la UNESCO.

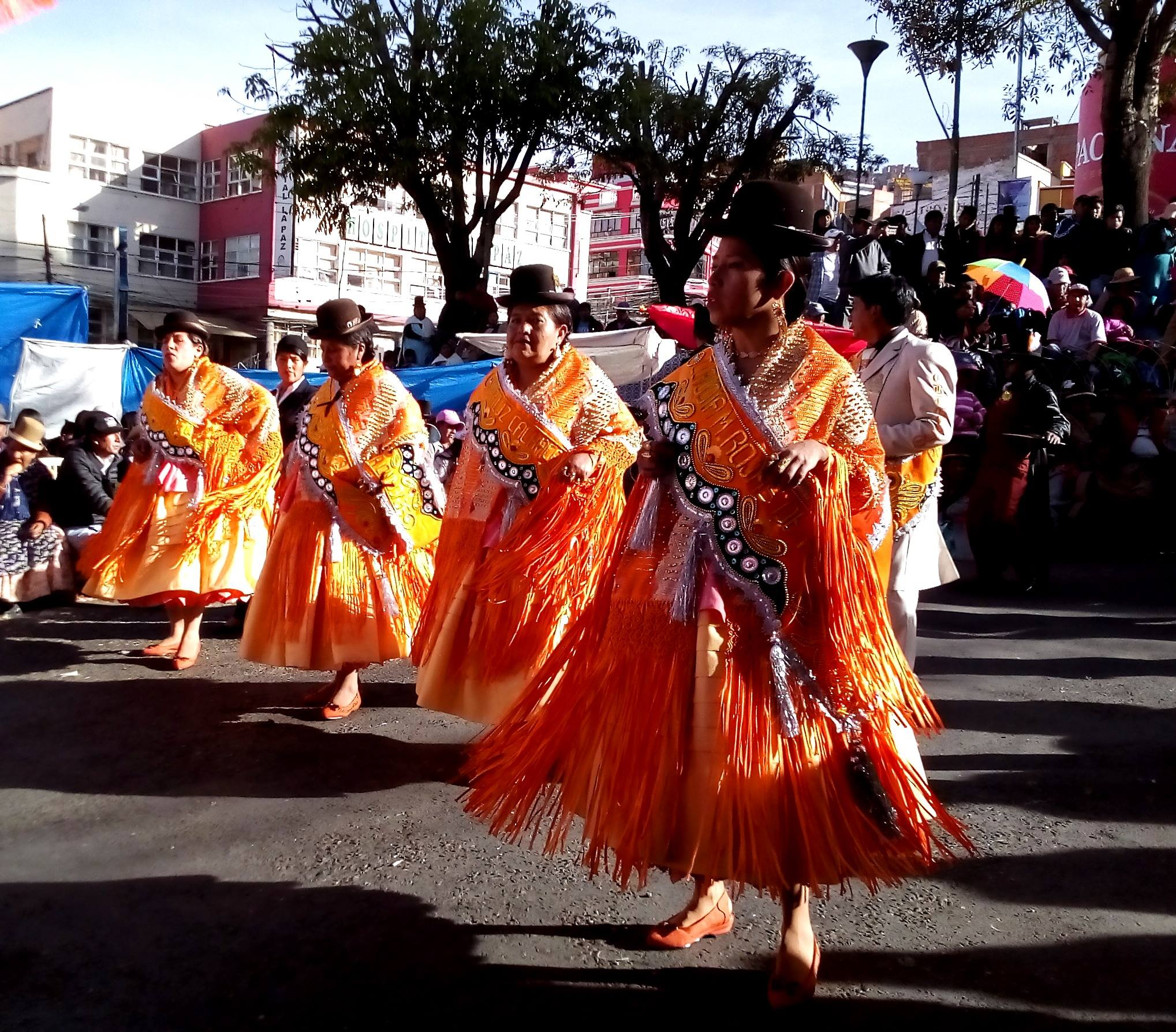
Danza Morenada, durante la Fiesta del Gran Poder.

#### Entrada del Señor del Gran Poder
Es una demostración folclórica católica en honor al Señor del Gran Poder. La misma reúne aproximadamente 40 000 bailarines en la actualidad y que recorre 8 kilómetros del centro paceño. Las fraternidades de bailarines empiezan la entrada a las 7:00 y se extienden hasta que concluyen las 65 fraternidades.

### Eventos culturales

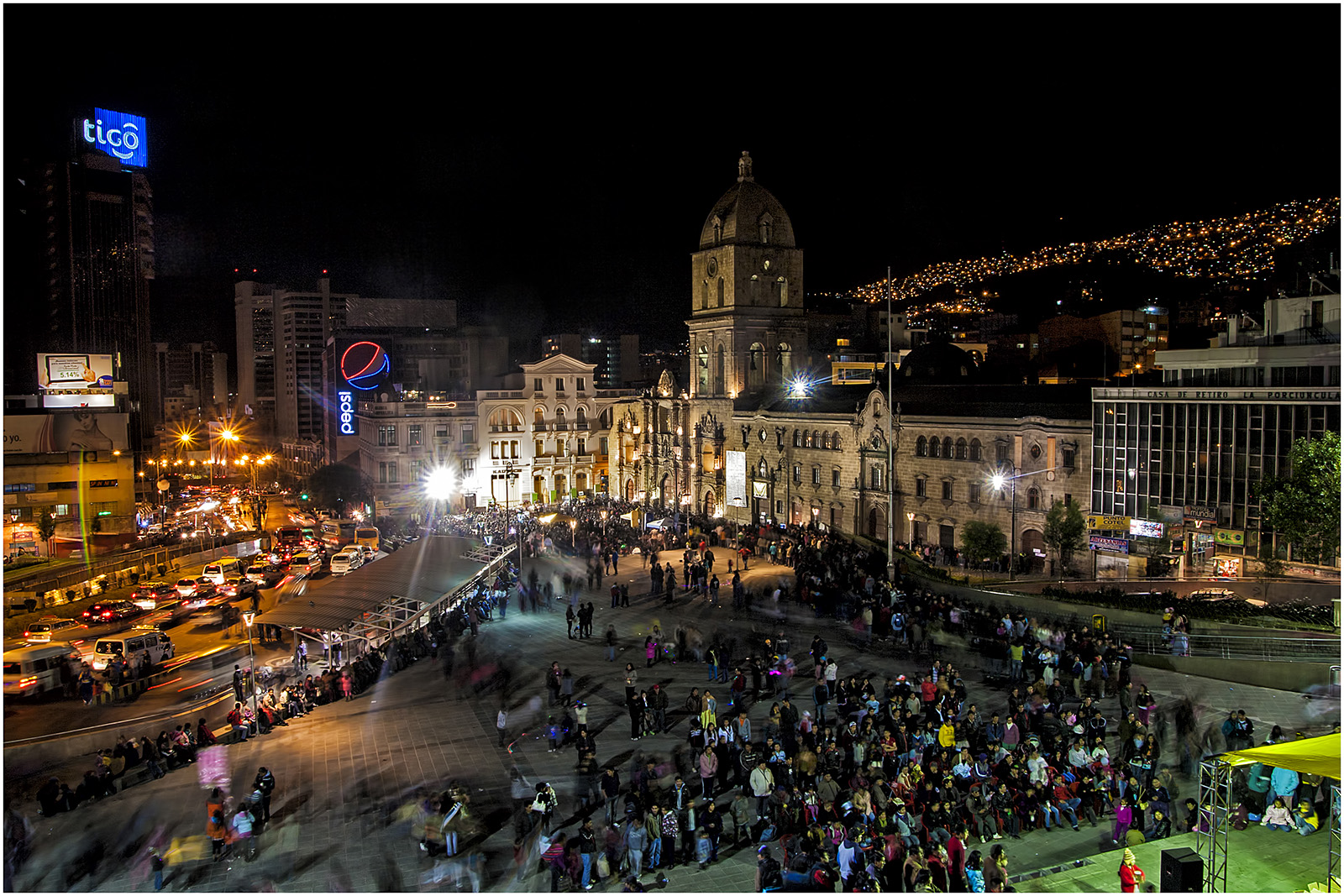
La Noche de Museos en la plaza Mayor de San Francisco

#### Larga noche de museos
La Larga noche de museos se lleva a cabo desde el año 2007 en toda la ciudad de La Paz. En principio empezó como una forma de llevar personas a los museos pero luego otras instituciones y grupos artísticos se unieron a la iniciativa. En la Larga noche de museos de 2013 participaron 76 instituciones, entre ellas 26 museos, 32 salas de exposición y varias bibliotecas, salas de teatro e instituciones culturales.  En 2018, participaron 182 espacios culturales en total y se unieron a la actividad la vecina ciudad de El Alto y el pueblo de Viacha.

#### Feria Internacional del Libro (FIL)
En La Paz se celebra anualmente la Feria Internacional del Libro, donde participan exponentes de toda la región y de otros países. La feria ha tenido diferentes sedes dentro de la ciudad, entre ellas el Círculo de Oficiales del Ejército y el campo ferial Chuquiago Marka, espacio donde se lleva a cabo desde el año 2014.
La feria se realiza comúnmente a finales de julio y concluye en agosto, pero la fecha es variable.

#### Mega Fest
El Mega Fest es un evento cultural que inició el 2014 y que, anualmente, cuenta con la participación de más de mil artistas, entre músicos (de los géneros electrónico, rock, indie, punk, etc), bailarines, diseñadores, artesanos, grafiteros, artistas urbanos, skaters, artistas marciales, miembros de la cultura anime y cosplay, figuras del break dance, etc. Es el festival de arte urbano más grande del país. El evento se realiza en el campo ferial del Parque Urbano Central en varios escenarios que acogen propuestas artísticas traducidas en conciertos, exhibición de obras de arte, expo-ventas, conferencias, presentación de obras literarias, conversatorios, deportes urbanos, talleres y otros. Además de promocionar arte urbano, el Mega Fest también tiene como propósito la capacitación de artistas jóvenes para su autopromoción con un "Kiosco Urbano": un pequeño mercado cultural.

## Inmigración
Desde la fundación de Bolivia en 1825, el municipio de La Paz ha sido un importante centro urbano de inmigración poblacional de diferentes regiones del departamento de La Paz, así como de los departamentos de Cochabamba, Oruro, Potosí e inclusive de Santa Cruz, Chuquisaca y Beni. La ciudad también cuenta con inmigrantes europeos, asiáticos, norteamericanos, centroamericanos y sudamericanos, lo que la convierte en una urbe cosmopolita.

## Transporte

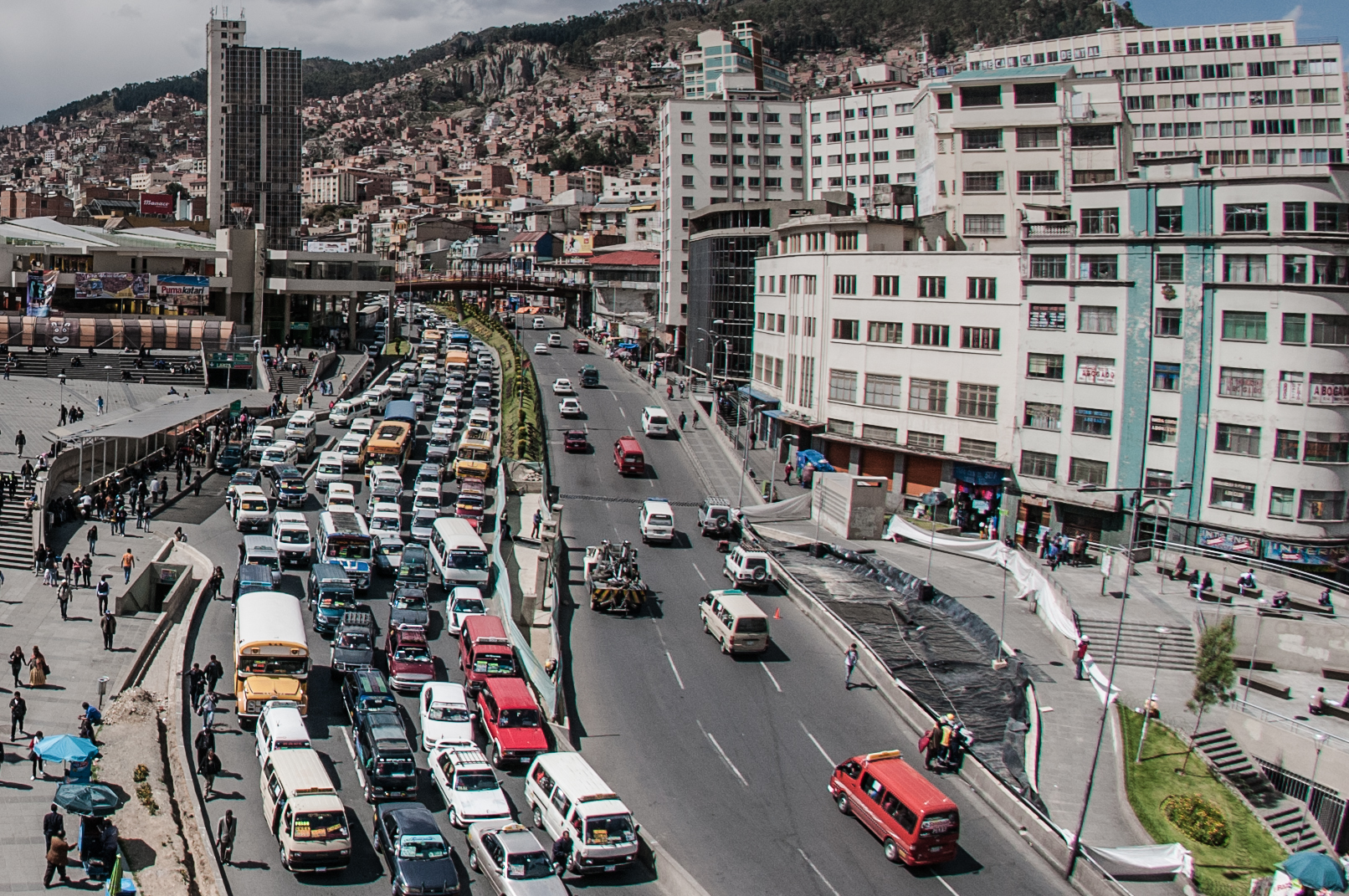
Tráfico vehicular en la avenida Mariscal Santa Cruz durante la hora pico

El transporte público es el principal medio de transporte de los paceños. En La Paz, el 81,9% de sus residentes se desplazan en la ciudad utilizando transporte público, ya sean taxis de ruta fija (Trufis), minibuses, microbuses y taxis. Existen alredeor de 300 organizaciones y sindicatos asociados al transporte público, cuyas tarifas están reguladas por la Alcaldía de La Paz desde el 2003. En el Municipio de La Paz, se registran 241 827 vehículos al año 2014, donde el 19,3 % son automóviles de uso público. Según la encuesta de movilidad interurbana en La Paz, se estima que al año 2014, más de un millón de personas utiliza de alguna manera el sistema de transporte público disponible en la ciudad, de éstos cerca de 900 000 pasan por o viajan hacia el Municipio de La Paz. Existen alrededor de 7,7 millones de rutas semanales dentro de La Paz y 9,7 millones en el área metropolitana de La Paz, incluyendo la ciudad de El Alto y otras comunidades. El tiempo promedio de viaje para la población en la región urbana es de alrededor 30 minutos. Por otra parte, La Paz tiene el servicio de transporte más caro entre las tres ciudades del eje troncal de Bolivia, por delante de Santa Cruz de la Sierra y Cochabamba.

### Transporte terrestre

#### Terminal de buses

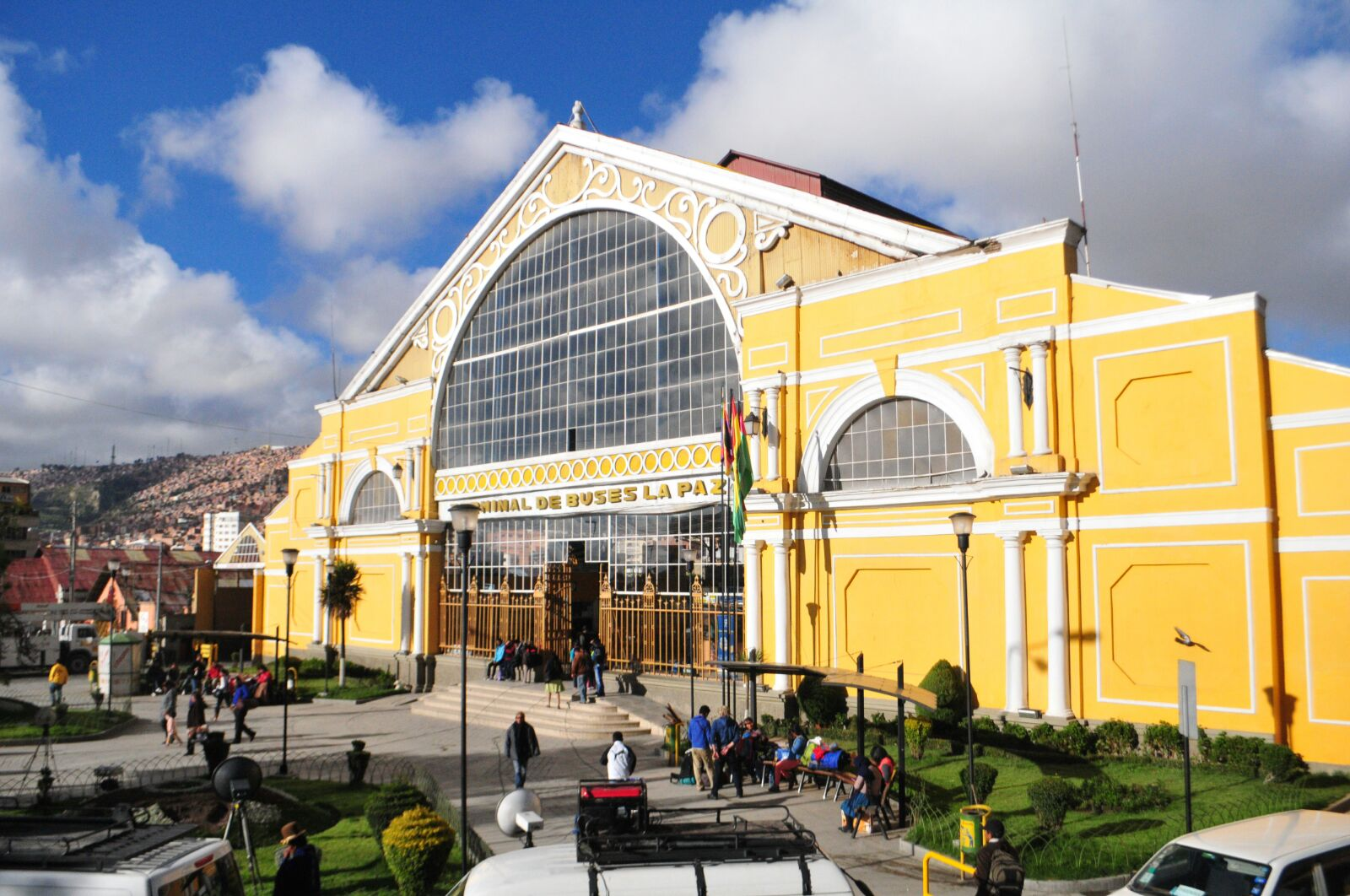
Fachada principal de la Terminal de buses.

La Terminal de Buses de La Paz, diseñada por el ingeniero francés Gustave Eiffel y levantada por el constructor español Miguel Nogué, es la principal terminal terrestre de la ciudad. La principal vía de comunicación de la ciudad la constituye la Autopista La Paz-El Alto a través de la cual se comunica con la vecina ciudad de El Alto, y a través de ella con la ciudad de Oruro por donde se accede a las ciudades de Sucre, Potosí y el sur del país. Una importante carretera nueva comunica vía Oruro con las ciudades de Cochabamba y Santa Cruz. Son también importantes, la carretera a la ciudad de Copacabana y Tiwanaku al oeste, cerca del lago Titicaca, que continúa hasta la ciudad de Cusco, pasando por la ciudad fronteriza de Desaguadero.
La terminal de buses tiene salidas diarias a las principales ciudades del país. Hay también salidas a otras ciudades de países vecinos como Chile y Perú.
La segunda terminal de buses de la ciudad se llama Terminal Minasa. Está situada en la zona de Villa Fátima, dando servicio de buses con destino a las ciudades del norte del paísen Los Yungas, y los departamentos de Beni y Pando.
Para estos viajes interprovinciales dirigidos a la parte norte del municipio, Los Yungas, el norte del municipio, la parte tropical de departamento y los departamentos vecinos se atraviesa la cordillera de los Andes
a través del Camino a Los Yungas cuyos tramos más peligrosos fueron reemplazados con la construcción de la ruta Cotapata-Santa Bárbara.
Para las salidas a ciudades menores y poblaciones dentro del departamento se utilizan estaciones informales localizadas Alto San Pedro (salidas a Apolo) y en las cercanías del Cementerio General (salidas a Copacabana y a otras ciudades cercanas al lago Titicaca, a Tiwanaku y al Desaguadero, desde donde se puede ingresar al Perú).

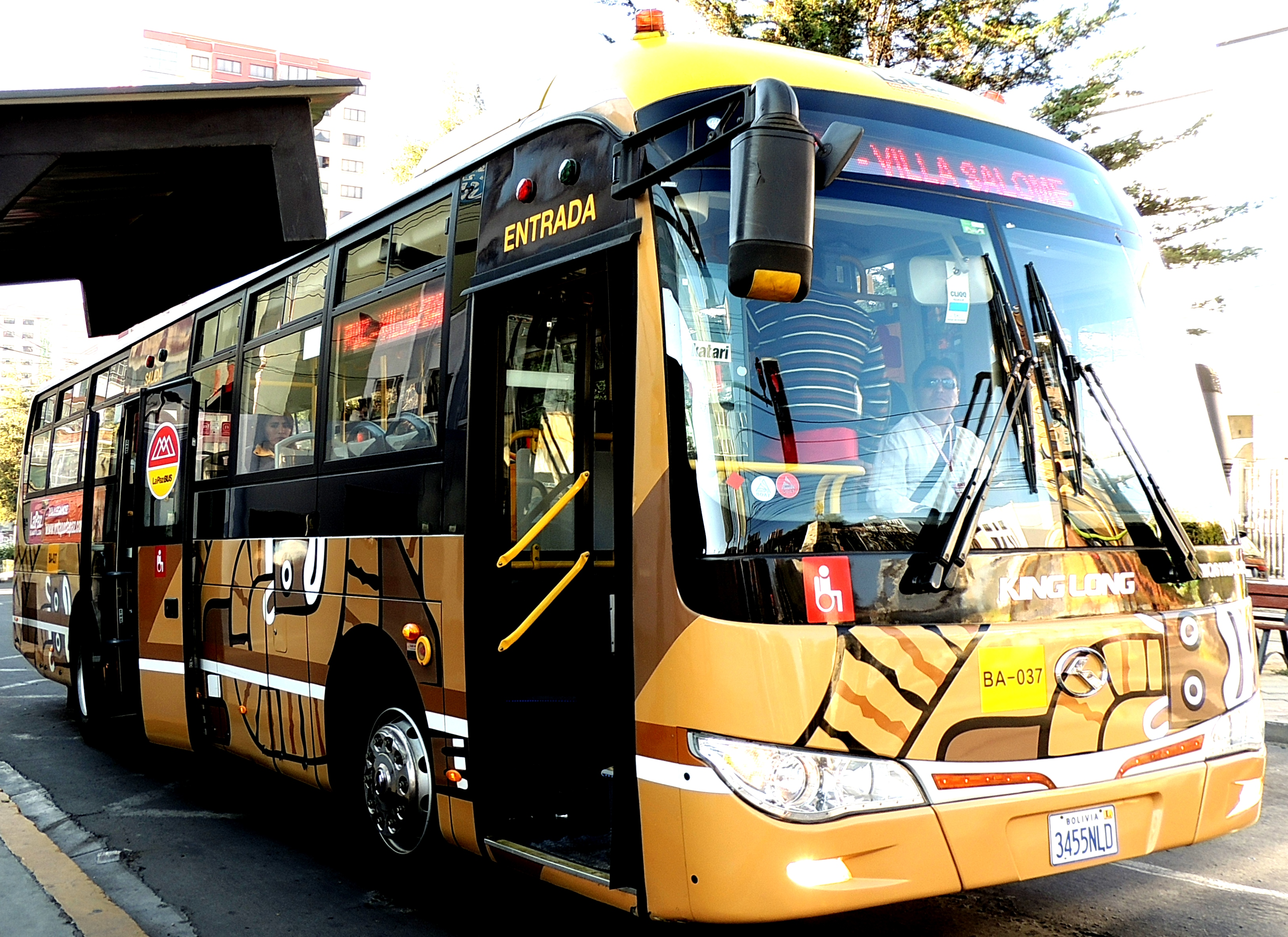
Bus Pumakatari del Sistema La Paz Bus

#### Bus
Pumakatari es un autobús de transporte en la ciudad de La Paz, sede de gobierno de Bolivia, siendo el nombre de la primera modalidad del sistema La Paz Bus, administrado por el Servicio de Transporte Municipal (SETRAM) a cargo del Gobierno Autónomo Municipal de La Paz.
El servicio de buses Pumakatari fue puesto en marcha el 24 de febrero de 2014 como primera modalidad del sistema La Paz Bus,fue planificado para convertirse en un bus con capacidad de 60 de pasajeros alimentador complementario para la segunda modalidad del sistema La Paz Bus que se planifica como un sistema BRT que operará en las arterias principales de la ciudad. El servicio atiende a la demanda de los ciudadanos que viven en las zonas más alejadas de La Paz.
Actualmente, el Pumakatari opera durante las 24 horas del día y cuenta con seis líneas o rutas que operan dentro de la ciudad de La Paz.  El sistema La Paz Bus cuenta con una estación de transbordo de pasajeros del bus PumaKatari ubicada en el Parque Urbano Central y con puntos de intercambio modal compartidos con las líneas roja, amarilla y verde del sistema de transporte aéreo por cable Mi Teleférico.
Para diciembre de 2014, el bus ya había transportado a 6,2 millones de pasajeros desde su inauguración en febrero de 2014, de acuerdo con datos de la institución.

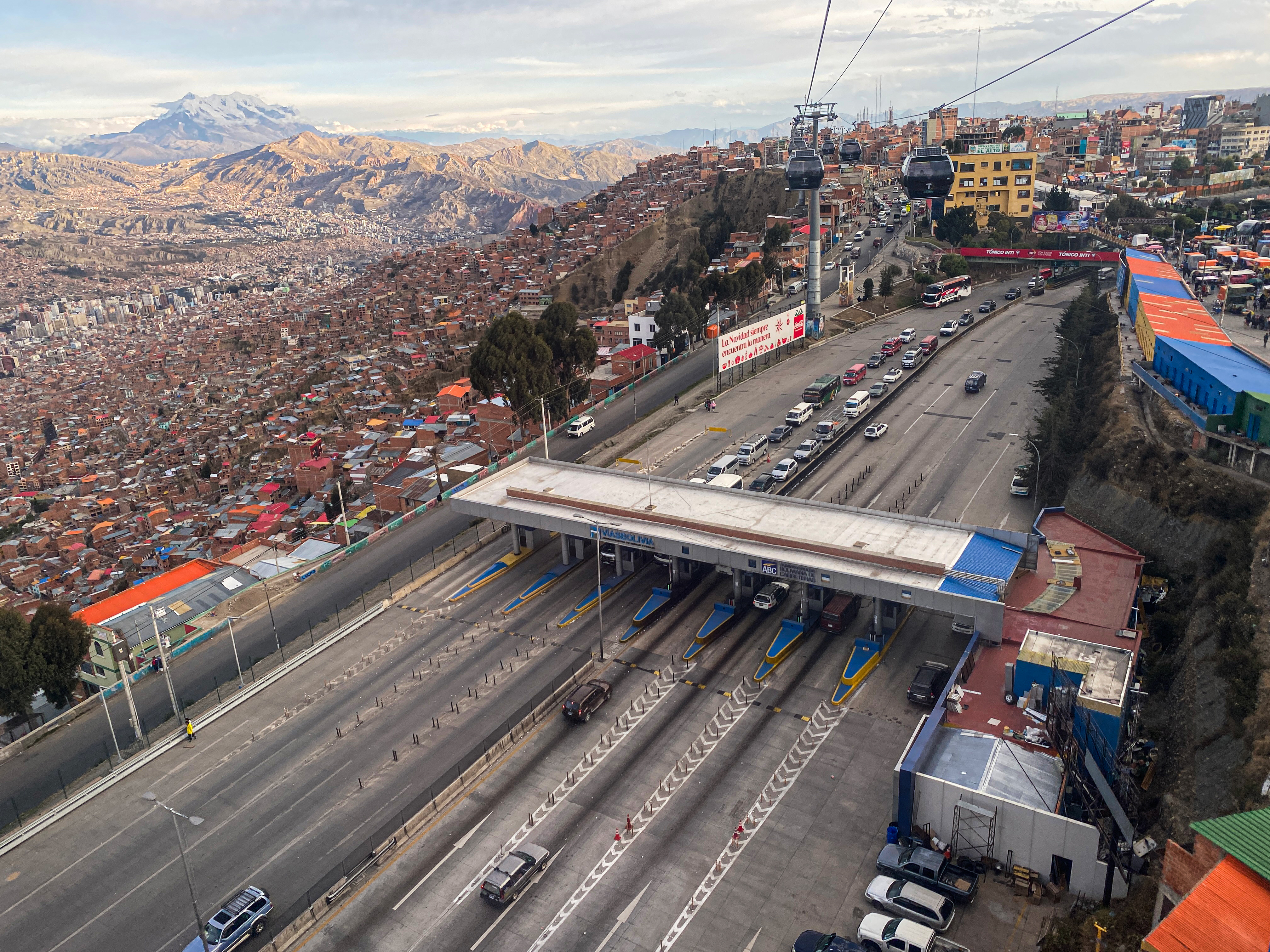
Peaje de la Autopista La Paz-El Alto, la vía principal principal que conecta a las dos urbes

### Transporte aéreo

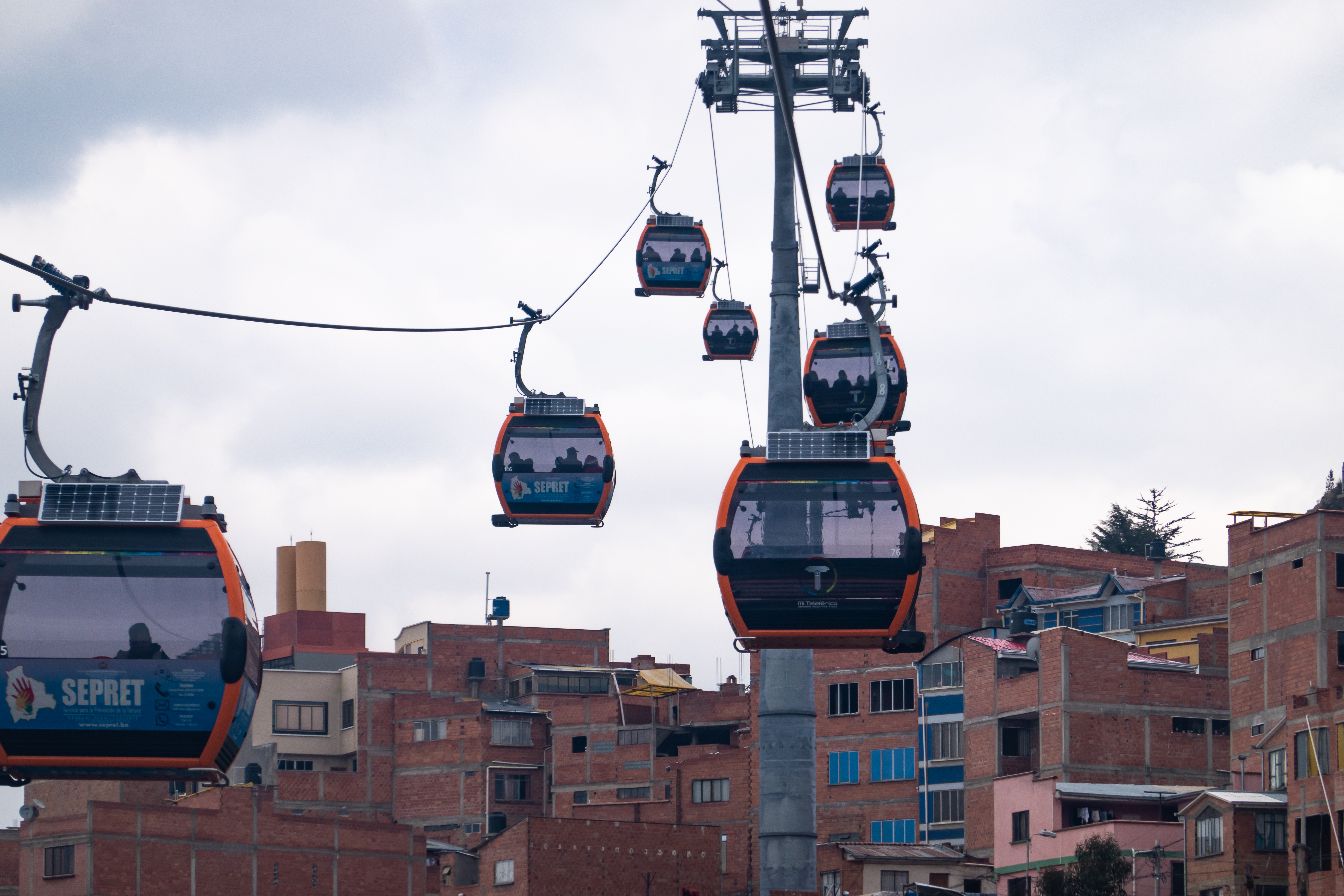
Mi Teleférico, el sistema de transporte aéreo por cable más extenso del mundo.

#### Mi Teleférico
Mi Teleférico es el nombre de la empresa estatal encargada de la administración del servicio de Transporte por Cable: Teleférico La Paz - El Alto, que une diferentes puntos de las ciudades de La Paz y El Alto.
La primera de sus líneas inició operaciones el 30 de mayo de 2014. Desde que fueron concluidas sus tres primeras líneas, es el Teleférico de Transporte Urbano más largo del mundo. El 9 de marzo de 2019 se inauguró la última línea correspondiente a la segunda fase de implementación: la Línea Plateada, que cierra el circuito denominado Red de Integración Metropolitana, y se convierte en la décima línea en funcionamiento.
El sistema se planteó como respuesta a diversos problemas del área metropolitana de La Paz, conformada por las ciudades de La Paz y El Alto que contaban con un precario servicio de transporte público que no daba respuesta adecuada a la creciente demanda de los usuarios y los gastos significativos en tiempo y dinero que implica el movilizarse entre ambas ciudades, además del tráfico caótico y con altos niveles de contaminación ambiental y auditiva que generaban, y la creciente demanda de gasolina y diésel, que son subvencionadas por el Estado. El servicio permitió la conexión efectiva de la ciudad de La Paz que posee una intrincada topografía, rodeada de cadenas montañosas y ríos diversos con El Alto, una planicie ubicada a 4100 m s. n. m., reduciendo tiempos y costos de viaje.
Se estima que puede movilizar hasta 17.000 pasajeros por hora, durante 17 horas al día. Desde su inauguración el 30 de mayo, Mi Teleférico ha transportado a más de 10 millones de pasajeros.
El costo del pasaje estándar en cada línea es de 3 bolivianos por persona (aproximadamente 0,43 USD). Al hacer transbordo a otra línea, el costo se reduce a 2 bolivianos (0,3 USD). El servicio permite transportar bicicletas pagando un pasaje extra excepto los fines de semana en las Líneas Verde y Amarilla. No obstante, Mi Teleférico también cuenta con un esquema diferenciado de precios, el cual permite que niños, estudiantes universitarios y personas de la tercera edad paguen menos por el uso de este medio de transporte.
Actualmente es considerado como el teleférico más largo, más moderno y a mayor altura del mundo, es por eso que desde su inauguración Mi Teleférico se ha convertido en una visita obligada para todos los visitantes de la ciudad, siendo de esta manera ahora uno de sus principales atractivos turísticos.

#### Aeropuerto Internacional
El Aeropuerto Internacional El Alto está situado a 14,5 km del centro de la ciudad de La Paz, en el municipio de El Alto, y se encuentra a una altitud de 4008 m s. n. m.

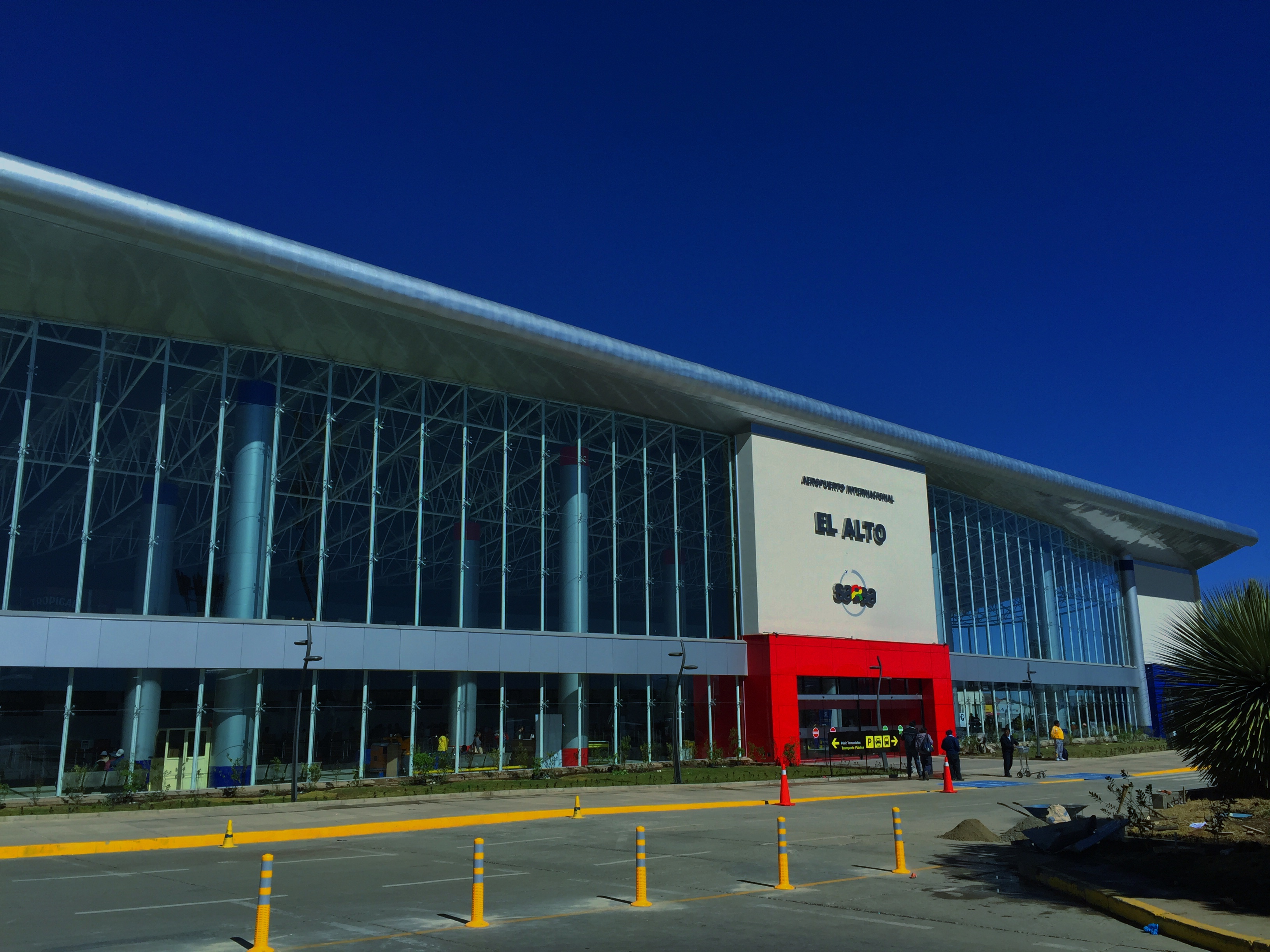
Vista exterior del Aeropuerto Internacional El Alto.

Es uno de los aeropuertos comerciales de mayor elevación en el planeta, por lo que el mismo es regularmente visitado por aeronaves en etapa de pruebas para su homologación en operaciones de gran elevación. El año 2005 la empresa europea Airbus realizó pruebas con el avión Airbus A318. En 2014, la misma empresa realizó pruebas de vuelo con el avión Airbus A350-900 y en 2017 con el avión Airbus A350-1000.
El aeropuerto, que está ubicado en la ciudad de El Alto, se usa para vuelos nacionales, vuelos internacionales y transporte de carga.
Hasta el año 1999 el aeropuerto tenía como nombre oficial "Aeropuerto John F. Kennedy (JFK)", aunque en la práctica nunca se utilizó este nombre de manera pública.
En el año 1999, ante la presión de distintos sectores, mediante la Ley 1944, durante el segundo gobierno del presidente Hugo Banzer Suárez, el aeropuerto pasó a denominarse oficialmente Aeropuerto Internacional El Alto: su nombre de facto hasta ese momento. El aeropuerto cuenta con cuatro pistas: dos pistas de pavimento rígido "10R/28L" con 4000 metros y dos pistas de tierra "10L/28R" de 2000 metros.
La temperatura promedio en el aeropuerto es de 16 °C.

### Distancias desde La Paz
Tabla con las distancias desde la ciudad de La Paz y las capitales de departamento de Bolivia.
| Ciudad                  | Departamento                           | Distancia en ruta a La Paz en kilómetros                       |
| ----------------------- | -------------------------------------- | -------------------------------------------------------------- |
| Oruro                   | Capital del Departamento de Oruro      | 230 km                                                         |
| Cochabamba              | Capital del Departamento de Cochabamba | 383 km                                                         |
| Potosí                  | Capital del Departamento de Potosí     | 553 km [cita requerida]                                        |
| Trinidad                | Capital del Departamento del Beni      | 602 km [cita requerida]                                        |
| Santa Cruz de la Sierra | Capital del Departamento de Santa Cruz | 857 km (por Chimoré). [cita requerida]                         |
| Sucre                   | Capital del Departamento de Chuquisaca | 714 km (por Potosí), 748 km (por Cochabamba). [cita requerida] |
| Tarija                  | Capital del Departamento de Tarija     | 919 km (por Potosí). [cita requerida]                          |
| Cobija                  | Capital del Departamento de Pando      | 1232 km (por Riberalta). [cita requerida]                      |

## Deportes

### Fútbol

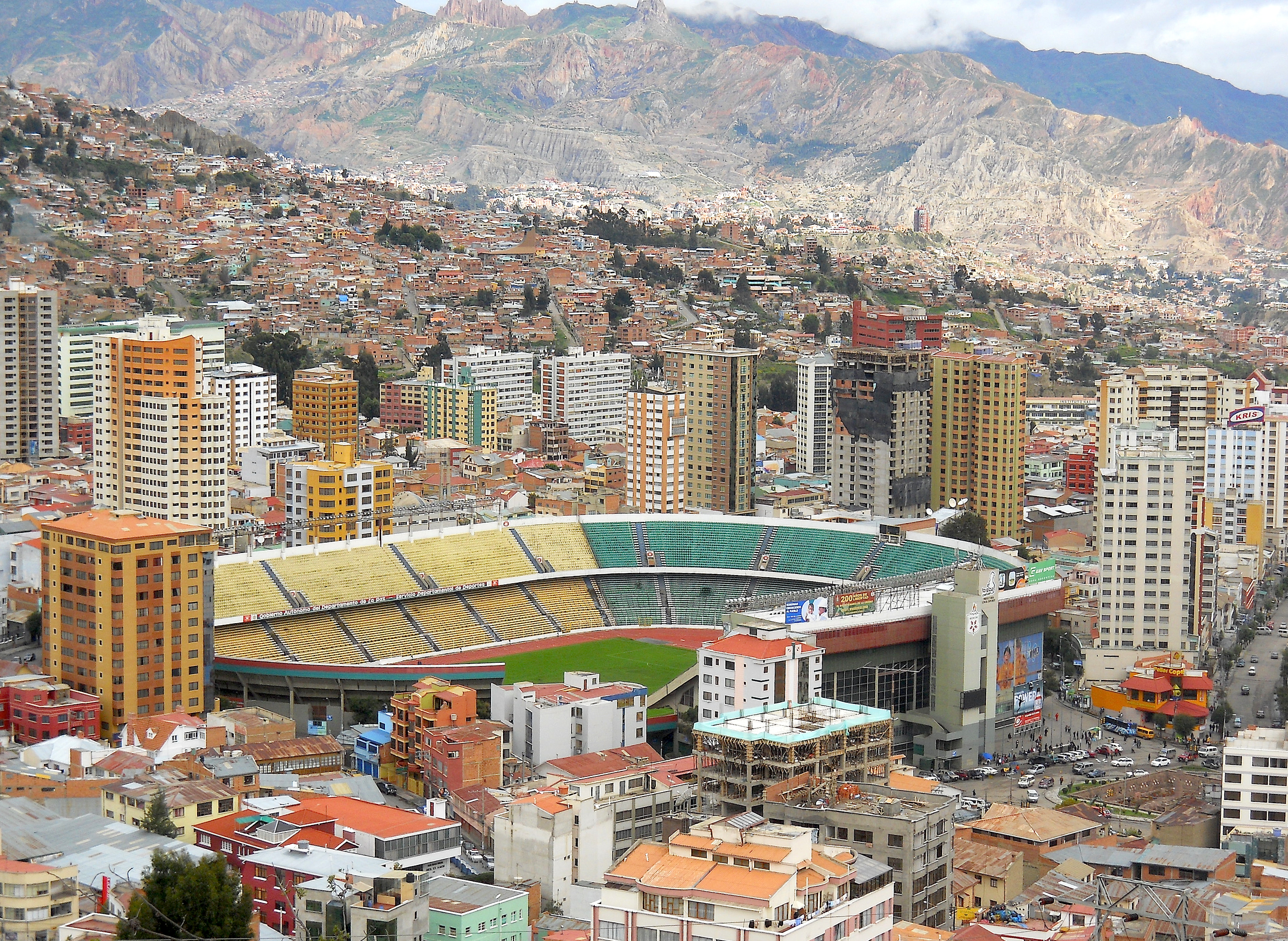
Estadio Hernando Siles.

El deporte más popular en La Paz, al igual que en todo el país, es el fútbol. En la actualidad, tres equipos participan en la primera división de Bolivia: Bolívar, The Strongest y Club Always Ready. Entre Bolívar y The Strongest se disputa el clásico paceño, considerado como el clásico boliviano, ya que en este partido se enfrentan los dos equipos más laureados y populares del país. La FIFA en 2012 reconoció en una lista a los 120 clásicos de clubes oficiales a nivel mundial. En el caso de Bolivia, el clásico paceño es el único que figura en esta lista.
Ambos clubes a pesar de contar con estadios propios, juegan de locales para la primera división de Bolivia en el estadio Hernando Siles (inaugurado en 1930 por el presidente Hernando Siles Reyes), estadio que acoge también todos los partidos de la selección de fútbol de Bolivia. Con una capacidad de 45 000 espectadores lo convierte en el estadio de fútbol más grande e importante de Bolivia, el estadio se encuentra ubicado en la zona de Miraflores y está situado a 3577 m s. n. m.
La ciudad ha albergado diversos eventos de importancia, en La Paz se disputaron dos ediciones de la Copa América (1963 y 1997).

### Otro deportes
Otra infraestructura deportiva es la Piscina Olímpica de Alto Obrajes, la cual fue construida durante el primer Gobierno del presidente Hugo Banzer Suárez para los Juegos Bolivarianos de 1977. En la Piscina Olímpica de Alto Obrajes se realizaron también los Juegos Suramericanos del año 1978.
Otros deportes como el tenis, la natación, el atletismo, el golf, el raquetbol y la equitación son muy practicados en la ciudad, en menor medida las artes marciales (como el karate, el taekwondo, el kenpo, el boxeo y la lucha libre), el ciclismo y el voleibol. Se celebran diferentes torneos internacionales cada año.
En la ciudad se están practicando a mayor escala cada vez nuevos deportes, como el ciclismo de montaña, trail running y running. Las características de la topografía paceña son ideales para los dos primeros. Se realizan varias carreras al año que permiten disfrutar de los paisajes y zonas de la ciudad.
| Predecesor: Ciudad de Panamá | Ciudad Bolivariana 1977  | Sucesor: Barquisimeto |
| Predecesor: Ninguno          | Ciudad Sudamericana 1978 | Sucesor: Rosario      |

## Comunicaciones
- El servicio de correo postal es manejado por la Agencia Boliviana de Correos que tiene su sede en La Paz. Existen también otras compañías que ofrecen servicio de mensajería courier y transporte de logística nacional e internacional.

- La empresa estatal de telecomunicaciones Entel tiene su sede en la ciudad. Ofrece servicios de telefonía, Internet, telefonía celular LTE, datos y voz. El sector de las empresas privadas se encuentra dividida en tres empresas de telecomunicaciones, ellas son: AXS Bolivia, Nuevatel PCS más conocida como Viva y Millicom International Cellular más conocida como Tigo. Las cuales brindan servicios de telefonía móvil y servicios de Internet. La cooperativa telefónica Cotel es la encargada de manejar gran parte de las comunicaciones telefónicas y ahora ofrece servicios de Internet y televisión por cable.

- Código de área: 2
- Código del país: +591

- Los principales periódicos editados en La Paz son La Razón, El Diario y la extinta Página Siete. Otros periódicos relevantes son La Prensa, Jornada, El Alteño, El Extra y El Compadre y el diario estatal Cambio. Existen también varias otras publicaciones y revistas semanales de entretenimiento como: Talento, Lógico, y Crucimanía, entre muchos otros.

- Existen 18 canales de televisión con oficinas en La Paz. El canal 7 (Bolivia TV) es propiedad del Estado Boliviano. Los principales canales privados son: Unitel, ATB Red Nacional, Red Uno, Bolivisión y Red PAT. El canal 13, Televisión Universitaria (TVU) es manejado por la Universidad Mayor de San Andrés. Cuatro compañías locales ofrecen servicio de televisión por suscripción: Cotel TV que provee servicios de TV por cable (analógico y digital), la estatal Entel Bolivia, que ofrece TV satelital; además de Tigo Star y Tu Ves, que tienen transmisiones de TV por microondas de alta frecuencia.

- Las principales radios de la ciudad de La Paz son: Grupo Fides, Radio Erbol, Radio Panamericana, Radio FmBolivia, Fm La Paz, Stereo 97, Radio Illimani/Red Patria Nueva y Chacaltaya.

Canales de Televisión (2024)
| Canal        | Cadena televisiva   | Propiedad  |
| ------------ | ------------------- | ---------- |
| 2/2.1        | UNITEL              | Nacional   |
| 4/4.1        | RTP                 | Nacional   |
| 5/5.1        | Bolivisión          | Local      |
| 7, 7.1 y 7.2 | Bolivia TV          | Nacional   |
| 9/9.1        | ATB                 | Nacional   |
| 11/11.1      | Red Uno             | Nacional   |
| 13/13.1      | TVU                 | Documental |
| 15           | UNITEPC TV          | Local      |
| 18           | Católica TV         | Local      |
| 21/21.1      | Gigavisión          | Nacional   |
| 23           | Red 24 "El Alto Tv" | Local      |
| 27           | Xto tv              | Local      |
| 30           | Cristo Viene La Red | Local      |
| 34           | Paceñisima TV       | Local      |
| 36/2.2       | Cadena A            | Nacional   |
| 39           | PAT                 | Local      |
| 41           | Abya Yala           | Nacional   |
| 47           | Palenque TV         | Local      |
| 57           | CVC                 | Local      |

## Educación

### Universidades

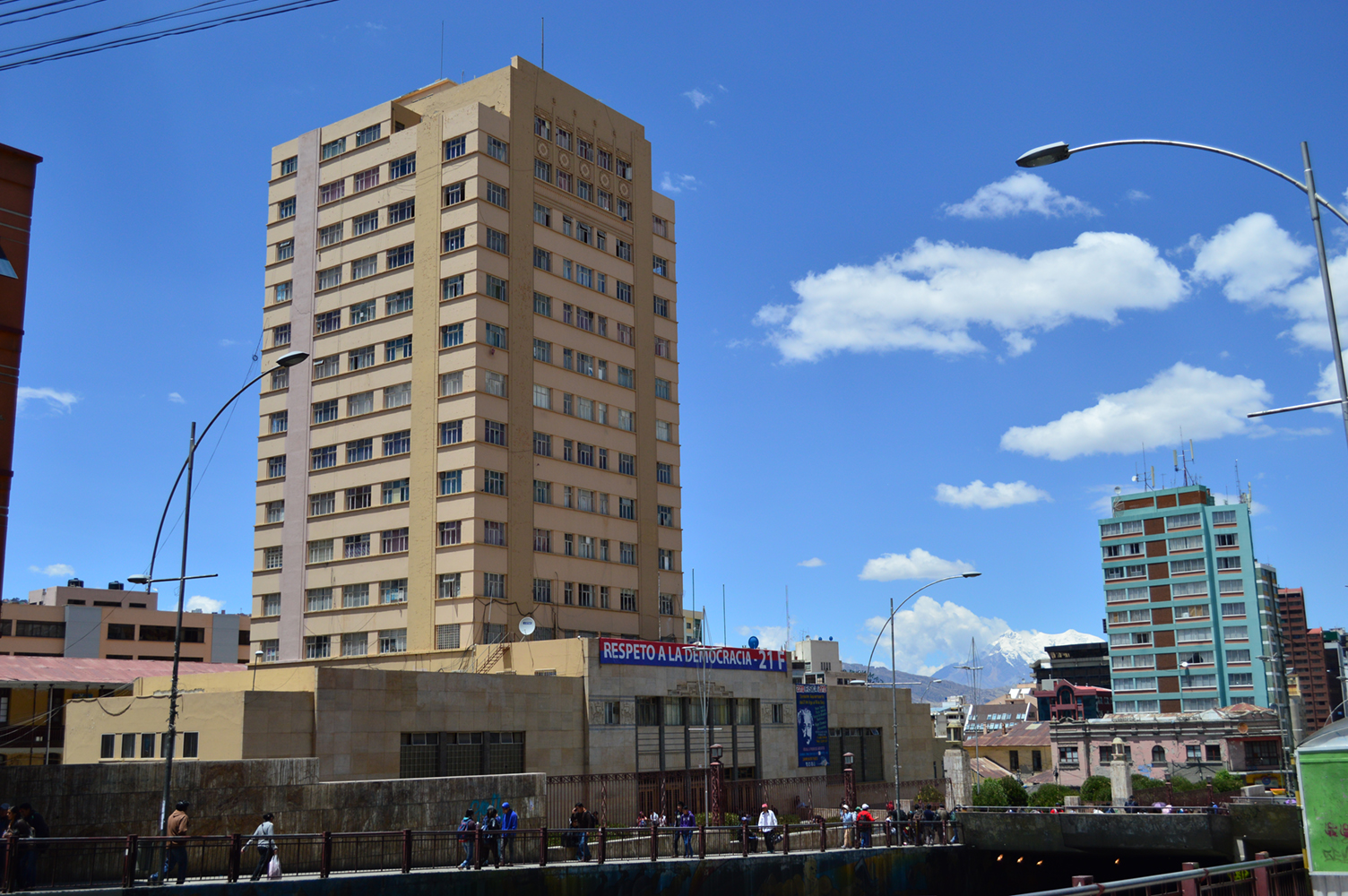
La Universidad Mayor de San Andrés, la principal institución educativa de carácter estatal de Bolivia.

| Fundación  | Universidad                              | Universidad | Universidad | Posición Mundial 2012 (CSIC Webometrics) | Posición Latinoamérica 2012 (CSIC Webometrics) | Producción científica (ranking Scimago Lab) | Posición nacional | Logo                   |
| 1830-X-25  | Universidad Mayor de San Andrés          | UMSA        | Estatal     | 2266                                     | 182                                            | -                                           | 1                 |                        |
| 1993       | Universidad Privada Boliviana            | UPB         | Privada     | 8206                                     | 822                                            | -                                           | 2                 |                        |
| 21-03-1966 | Universidad Católica Boliviana San Pablo | UCB         | Privada     | 3884                                     | 328                                            | -                                           | 3                 |                        |
| -          | Universidad Central de Bolivia           | UNICEN      | Privada     | 4919                                     | 489                                            | -                                           | 9                 |                        |
| 4-10-1988  | Universidad Privada del Valle            | UNIVALLE    | Privada     | 7686                                     | 757                                            | -                                           | 7                 |                        |
| 1950       | Escuela Militar de Ingeniería            | EMI         | Estatal     | 10670                                    | 1103                                           | -                                           | 16                |                        |
| 2003       | Universidad La Salle                     | ULASALLE    | Privada     | 19075                                    | 2779                                           | -                                           | 42                |                        |
| -          | Universidad de Aquino Bolivia            | UDABOL      | Privada     | 11246                                    | 1170                                           | -                                           | 19                |                        |
| -          | Universidad Salesiana de Bolivia         |             | Privada     | 11280                                    | 1174                                           | -                                           | 23                |                        |
| -          | Universidad Nur Bolivia                  |             | Privada     | 12461                                    | 1333                                           | -                                           | 18                | Archivo:Logo u nur.png |
| -          | Universidad Loyola                       |             | Privada     | 13398                                    | 1499                                           | -                                           | 20                |                        |
| -          | Universidad de Los Andes                 | UNANDES     | Privada     |                                          |                                                | -                                           |                   | -                      |
| -          | Universidad Andina Simón Bolívar Bolivia | UASB        | Estatal     | 13418                                    | 1506                                           | -                                           | 18                |                        |
| -          | Universidad Privada Franz Tamayo         | UNIFRANZ    | Privada     |                                          |                                                | -                                           |                   |                        |
| -          | Universidad Privada Domingo Savio        | UPDS LP     | Privada     |                                          |                                                | -                                           |                   |                        |

### Centros de educación superior e institutos de aprendizaje
- Fundación INFOCAL La Paz
- Academia Boliviana de Ciencias Jurídico Penales
- Academia Tecnológica Superior ITLAM
- Agricultural Cooperative Development International Volunteers in Overseas Cooperative
- Centro Boliviano Americano (CBA)
- Centro de Especialización en Computación y Estudios Comerciales (CEC).
- Escuela Europea de Negocios Centro Tecnológico de Especialización en Informática
- Escuela Hotelera y Turismo- EHT
- Escuela Industrial Superior Pedro Domingo Murillo
- Escuela Superior de Administración de Empresas
- Instituto de Educación Bancaria (IDEB) Nivel Profesional
- Instituto Comercial Superior de la Nación Teniente Armando de Palacios (INCOS)
- Instituto Gastronómico de Las Américas (IGA)
- Instituto Superior de Educación Comercial Americano
- Instituto Tecnológico Ayacucho
- Instituto Técnico Comercial La Paz
- Instituto Técnico de Formación Profesional Dual
- Instituto Tecnológico Marcelo Quiroga Santa Cruz
- Tecnológico Boliviano Suizo
- Instituto Tecnológico Santo Toribio de Mogrovejo (ISEIT)

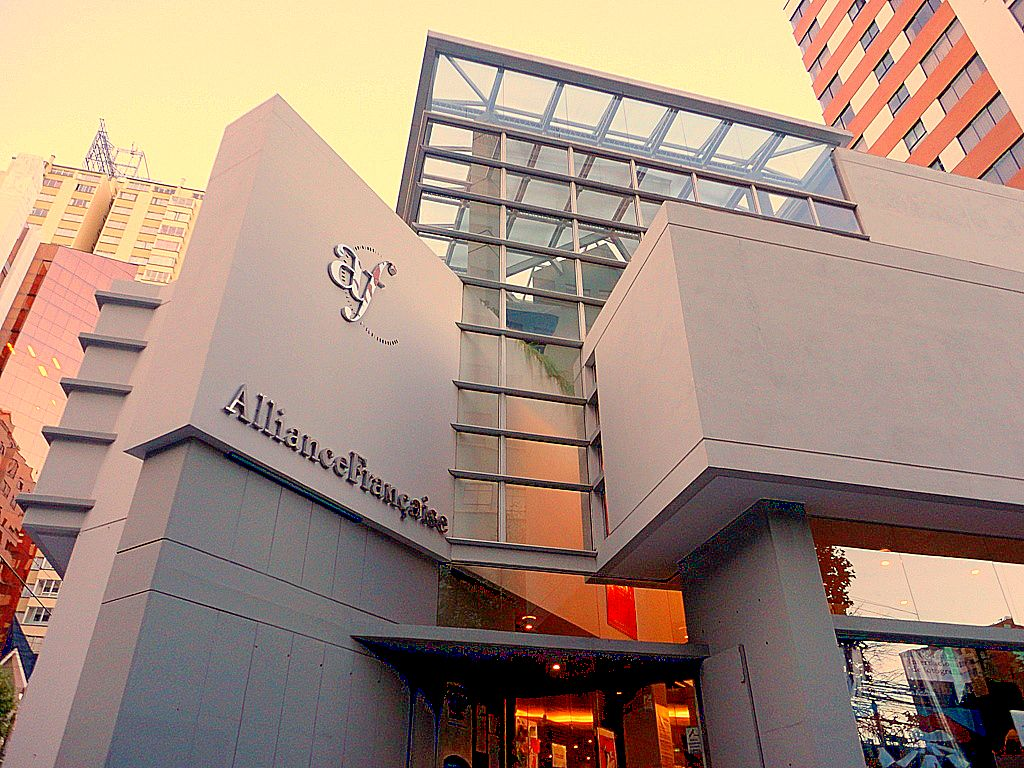
Alianza Francesa, en La Paz.

### Institutos de Enseñanza de Idiomas
- Alianza Francesa (francés)
- Centro Boliviano Americano (inglés)
- Centro cultural Brasil-Bolivia (portugués)
- Instituto Goethe (alemán)
- Sociedad Dante Alighieri (italiano)
- Escuela de Idiomas de la Armada Boliviana (inglés)
- La Fundación Cultural Boliviano Japonesa La Paz
- El Instituto Plurinacional de Estudio de Lenguas y Culturas

## Relaciones internacionales
La Paz es parte de la Unión de Ciudades Capitales Iberoamericanas desde el 12 de octubre de 1982 estableciendo relaciones fraternales con las siguientes ciudades:
| - Andorra la Vieja, Andorra - Asunción, Paraguay - Bogotá, Colombia - Buenos Aires, Argentina - Caracas, Venezuela - Ciudad de Guatemala, Guatemala - La Habana, Cuba - Lima, Perú | - Lisboa, Portugal - Madrid, España - Managua, Nicaragua - Ciudad de México, México - Montevideo, Uruguay - Ciudad de Panama, Panamá - Quito, Ecuador |  | - Río de Janeiro, Brasil - San José, Costa Rica - San Juan, Puerto Rico - San Salvador, El Salvador - Santiago, Chile - Santo Domingo, República Dominicana - Tegucigalpa, Honduras |

Además La Paz se constituyó como ciudad presidenta del organismo por el período 2016-2018 junto a Madrid.

### Ciudades hermanas
- Bonn, Alemania[143](desde 1952)
- Buenos Aires, Argentina[144](desde 2003)
- Cochabamba, Bolivia[145](desde 2015)
- Río de Janeiro, Brasil[146](desde 1988)

- São Paulo, Brasil
- Arica, Chile
- Calama, Chile
- Iquique, Chile
- Dalian, China
- Armenia, Colombia
- Bogotá, Colombia
- La Habana, Cuba
- Quito, Ecuador[147]
- Madrid, España
- Zaragoza, España[148]
- Denver, Estados Unidos (desde 1985)
- Ensenada, México
- Asunción, Paraguay[149]
- Arequipa, Perú[150]
- Cuzco, Perú[151]
- Moquegua, Perú (desde 1989)
- Reikjavik, Islandia
- Juliaca, Perú
- Puno, Perú
- Londres, Reino Unido
- Moscú, Rusia
- Estocolmo, Suecia
- Caracas, Venezuela
- Mérida, Venezuela
- Santa Ana de Coro, Venezuela
- Canelones, Uruguay
- Montevideo, Uruguay
- Quetzaltenango, Guatemala

### Redes internacionales
- Mercociudades firmada por 180 urbes de los países miembros del Mercosur,[152] desde 1999.
- Red Andina de Ciudades
- Centro Iberoamericano de Desarrollo Estratégico Urbano (CIDEU).
- Consejo Consultivo Andino de Autoridades Municipales (CCAAM).
- Metrópolis - La Asociación Mundial de las Grandes Ciudades.
- Ciudades y Gobiernos Locales Unidos (CGLU).
- Organización Iberoamericana de Cooperación Intermunicipal (OICI).
- Alcaldes por la Paz.

| Predecesor: Madrid  | Capital Iberoamericana de la Cultura 1999 | Sucesor: Río de Janeiro   |
| Predecesor: Managua | Capital Iberoamericana de la Cultura 2009 | Sucesor: Ciudad de México |
| Predecesor: Lisboa  | Capital Iberoamericana de la Cultura 2018 | Sucesor: Ciudad de Panamá |